# Bunuri mobile din domeniul etnografie clasate în patrimoniul cultural național al României aflate în județul Cluj
Acestă listă conține bunurile mobile din domeniul etnografie clasate în Patrimoniul cultural național al României aflate la momentul clasării în județul Cluj.

## Fond
| Foto | Informații generale            | Detalii tehnice | Descriere | Deținător                                | Legături |
| ---- | ------------------------------ | --- | --- | ---------------------------------------- | -------- |
|      | Față de pernă                  | Datare: începutul secolului XX Descoperit: jud. CLUJ Material: Cânepă înălbită și bumbac; țesătură în război în două ițe, cu decor cusut în tehnica „după scris (ircsos) | Fața de pernă este confecționată din pânză de cânepă, țesută în război orizontal. Decorul este aplicat prin coasere, sub forma unor vistrele verticale: bucăți de pânză pe care au fost cusute motive florale în tehnica „după scris”'. De o parte și de alta, pe lungimea feței de pernă, vistrele verticale sunt mărginite de două benzi longitudinale ce dau impresia unui chenar. Fondul este de culoarea naturală a cânepii și decorul roșu închis. | Muzeul Memorial „Octavian Goga”, Ciucea  | Cimec    |
|      | Față de pernă                  | Datare: începutul secolului XX Descoperit: jud. Cluj Material: Cânepă înălbită și bumbac; țesătură în război în două ițe, cu decor în tehnica „după scris (ircsos) | Fața de pernă este confecționată din pânză de cânepă, țesută în război orizontal. Este decorată pe lungime cu un motiv floral cusut în tehnica „după scris”', tehnica maghiară specifică zonei Clujului. Fondul este de culoarea naturală a cânepii și decorul albastru închis. | Muzeul Memorial „Octavian Goga”, Ciucea  | Cimec    |
|      | Față de pernă                  | Datare: 1/2 secolul XX Descoperit: jud. CLUJ Material: Cânepă, țesătură în război în două ițe, cu decor cusut în tehnica „după scris (ircsos), cu fir de bumbac vopsit albastru închis | Fața de pernă este confecționată din pânză de cânepă, țesută în război orizontal. Este decorată pe întreaga suprafață cu motive florale cusute în tehnica „după scris”, tehnică maghiară specifică zonei Clujului. Fondul este de culoare naturală a cânepii și decorul albastru închis. Dosul pernei cusut cu mai multe petice dreptunghiulare. | Muzeul Memorial „Octavian Goga”, Ciucea  | Cimec    |
|      | Față de pernă                  | Datare: 1/2 secolul XX Descoperit: jud. CLUJ Material: Cânepă, țesătură în război în două ițe, cu decor cusut în tehnica „după scris (ircsos), tehnică maghiară specifică zonei Clujului (și Bihorului) cu fir de bumbac vopsit albastru închis | Fața de pernă este confecționată din pânză de cânepă, țesută în război orizontal. Fața de pernă este decorată pe întreaga suprafață cu motive florale cusute în tehnica „după scris”', tehnică maghiară specifică zonei Clujului. Fondul este de culoarea naturală a cânepii și decorul albastru închis. | Muzeul Memorial „Octavian Goga”, Ciucea  | Cimec    |
|      | Față de pernă                  | Datare: început de secol XX Descoperit: jud. Cluj Material: Cânepă înălbită și bumbac; țesătură în război în două ițe, cu decor cusut în tehnica „după scris (ircsos) cu fir de bumbac vopsit | Fața de pernă este confecționată din pânză de cânepă, țesută în război orizontal. Fața de pernă este decorată pe lungime, într-un registru median, cu motive florale cusute în tehnica „după scris”, tehnică maghiară specifică zonei Clujului. Fondul este de culoarea naturală a cânepii și decorul albastru. | Muzeul Memorial „Octavian Goga”, Ciucea  | Cimec    |
|      | Canceu                         | Datare: a doua jumătate a secolului al XVIII-lea Dimensiuni: Î: 18, 5 cm; Circumferința: 36,5 cm Material: lut, angobă albă, coloranți: albastru – oxid de cobalt, galben, smalț plombifer (transparent); modelat la roată, angobare, decorare prin pictare cu pensula și cornul, smălțuire cu smalț plombifer (transparent), ardere oxidantă de două ori.                                   | Canceu cu corpul bombat, gât mediu și buza mărită, prevăzut cu o toartă dreaptă. De la nivelul diametrului maxim al corpului până la punctul de pornire al gurii sunt dispuse patru brâie galbene, zimțate, în relief, care împart suprafața vasului în registre orizontale. Primul registru, de jos în sus, prezintă motive florale – garoafe și lalele cu frunze, redate prin linii și puncte, de culoare albastră. În al doilea și al treilea registru apar motive florale – lalele cu frunze, de culoare albastră. Al patrulea registru prezintă motive florale puternic stilizate, unite între ele, intercalate cu puncte, de culoare albastră. Pe toartă apare ca decor o linie șerpuită, de culoare albastră. Vasul este smălțuit cu smalț plombifer (transparent), fiind angobat și în interior. Culori: alb, galben, albastru. | Muzeul Etnografic al Transilvaniei, Cluj | Cimec    |
|      | Canceu                         | Datare: a doua jumătate a secolului al XVIII-lea Descoperit: jud. Timiș, CHIZĂTĂU Dimensiuni: Î: 19,5 cm; Circumferința: 35 cm Material: lut, angobă albă, coloranți: albastru – oxid de cobalt, maro, smalț plombifer (transparent); modelat la roată, angobare, decorare prin pictare cu pensula și cornul, smălțuire cu smalț plombifer (transparent), ardere oxidantă de două ori.       | Canceu cu corpul bombat, gât înalt și buza dreaptă circulară mărită, prevăzut cu o toartă. Partea mediană a gâtului prezintă o îngroșare inelară. Baza gâtului dispune un brâu în relief. Decorul este ordonat în registre orizontale. Brâiele de culoare maro de pe pântec și de la baza gâtului sunt dublate de câte două linii circulare de culoare albastră. Primul registru, de jos în sus, prezintă motive florale puternic stilizate - lalele, de culoare albastră și maro - și semicercuri duble, redate prin linii și puncte, în interiorul cărora sunt dispuse linii verticale, de culoare maro și albastră. Al doilea registru conține cruci de culoare albastră. Al treilea registru este format din motive florale de culoare albastră și semicercuri, de culoare albastră și maro, redate prin linii și puncte, în interiorul cărora sunt dispuse linii verticale, de culoare albastră. Pe toartă apare ca decor o linie verticală, de culoare maro. Buza are ca decor un chenar de culoare albastră ce conține linii oblice de culoare albastră. Brâul din partea de jos este mărginit de o linie șerpuită de culoare albastră. Vasul este smălțuit cu smalț plombifer (transparent), fiind angobat și în interior. Culori: alb, albastru, maro. | Muzeul Etnografic al Transilvaniei, Cluj | Cimec    |
|      | Cană de cuier                  | Datare: a doua jumătate a secolului al XVIII-lea Descoperit: jud. Sibiu, SLIMNIC Dimensiuni: Î: 18 cm; Circumferința: 36 cm Material: lut, angobă albă, coloranți: albastru – oxid de cobalt, maro, smalț plombifer (transparent); modelat la roată, angobare, decorare prin pictare cu pensula și cornul, smălțuire cu smalț plombifer (transparent), ardere oxidantă de două ori.          | Canceu cu corpul bombat și buza mărită, prevăzut cu o toartă. De la nivelul diametrului maxim al corpului până la punctul de pornire al gurii sunt dispuse patru brâie galbene, zimțate, în relief, care împart suprafața vasului în registre orizontale. Primul, de jos în sus, prezintă două motive florale stilizate – garoafe și lalele cu frunze, redate prin linii și puncte, de culoare albastră. În registrul al doilea sunt redate aceleași motive florale stilizate, de culoare albastră. În registrul al treilea apar trei grupe de linii verticale cu puncte, de culoare albastră. Al patrulea registru conține motive florale puternic stilizate, de culoare albastră. Pe toartă apare ca decor o grupă de cinci linii mici orizontale și o linie șerpuită, de culoare albastră. Vasul este smălțuit cu smalț transparent. Vasul este angobat și în interior. Culori: alb, maro, albastru. | Muzeul Etnografic al Transilvaniei, Cluj | Cimec    |
|      | Canceu                         | Datare: a doua jumătate a secolului al XVIII-lea Dimensiuni: Î: 20 cm; Circumferința: 34 cm Material: lut, angobă albă, coloranți: albastru – oxid de cobalt, verde și galben, smalț plombifer (transparent); modelat la roată, angobare, decorare prin pictare cu pensula și cornul, smălțuire cu smalț plombifer (transparent), ardere oxidantă de două ori.                               | Canceu cu corpul bombat, gât înalt și buza mărită, prevăzut cu o toartă. De la nivelul diametrului maxim al corpului până la punctul de pornire al gurii sunt dispuse patru brâie verzi: două simple și două în relief: gen „funie” care împart suprafața vasului în registre orizontale, dublate de câte două linii circulare de culoare galbenă. Primul brâu, de jos în sus, este dublat în partea de jos de o linie galbenă șerpuită discontinuă. Primul registru, de jos în sus, și al doilea registru prezintă motive florale puternic stilizate, unite între ele, intercalate cu puncte, de culoare albastră. În registrul al treilea apare linii verticale suprapuse de culoare albastră care alternează cu câte un punct de culoare albastră. În registrul al patrulea apar motive geometrice: grupe de linii mici verticale, de culoare albastră. Pe toartă apar ca decor grupe de linii mici orizontale, de culoare albastră. Vasul este smălțuit cu smalț plombifer (transparent), fiind angobat și în interior. Culori: alb, verde, galben, albastru. | Muzeul Etnografic al Transilvaniei, Cluj | Cimec    |
|      | Canceu                         | Datare: a doua jumătate a secolului al XVIII-lea Dimensiuni: Î: 26 cm; Circumferința: 43 cm Material: lut, angobă albă, coloranți: albastru – oxid de cobalt, verde și maro, smalț plombifer (transparent); modelat la roată, angobare, decorare prin pictare cu pensula și cornul, smălțuire cu smalț plombifer (transparent), ardere oxidantă de două ori.                                 | Canceu cu corpul bombat, gât înalt și buza mărită, prevăzut cu o toartă. De la nivelul diametrului maxim al corpului până la punctul de pornire al gurii sunt dispuse patru brâie maro, zimțate, în relief, care împart suprafața vasului în registre orizontale, dublate de câte două linii circulare de culoare verde. Primul, de jos în sus, prezintă două motive florale identice stilizate pictate de culoare verde, cu tulpină care pornește de lângă un motiv curbiliniu stilizat fitomorf, redate prin linii și puncte. În registrul al doilea apar motive florale stilizate – trei grupe de lalele, de culoare albastră, cu linii și puncte. În registrul al treilea apare un motiv floral stilizat – lalea, de culoare verde, redat prin linii și puncte, de culoare verde. În registrul al patrulea sunt redate motive florale puternic stilizate, unite între ele de culoare albastră. Pe toartă apare ca decor o linie șerpuită, de culoare verde. La gură este amplasată o linie circulară de culoare verde. Vasul este smălțuit cu smalț plombifer (transparent), fiind angobat și în interior. Culori: alb, verde, maro, albastru. | Muzeul Etnografic al Transilvaniei, Cluj | Cimec    |
|      | Canceu                         | Datare: a doua jumătate a secolului al XVIII-lea Dimensiuni: Î: 25,5 cm; Circumferința: 43 cm Material: lut, angobă albă, coloranți: albastru – oxid de cobalt, maro și verde; smalț plombifer (transparent); modelat la roată, angobare, decorare prin pictare cu pensula și cornul, smălțuire cu smalț plombifer (transparent), ardere oxidantă de două ori.                               | Canceu cu corpul bombat, gât înalt și buza mărită, prevăzut cu o toartă dreaptă. De la nivelul diametrului maxim al corpului până la punctul de pornire al gurii sunt dispuse patru brâie maro, în relief, care împart suprafața vasului în registre orizontale, dublate de câte două linii circulare de culoare verde. Primul registru, de jos în sus, prezintă motive geometrice: grupe de câte trei semicercuri formate din trei linii - două linii marginale de culoare albastră și o linie maro în interior - în care sunt redate linii mici verticale, linii mici șerpuite și cercuri, de culoare albastră. Între semicercuri sunt amplasate motive geometrice: lineare, curbilinii și puncte de culoare albastră. În al doilea registru apar motive geometrice dispuse în triunghiuri, de culoare albastră, cu motive florale intercalate și un motiv fitomorf. Al treilea registru prezintă motive fitomorfe: frunze care alternează cu motive geometrice: linii mici orizontale suprapuse așezate în ordine descrescândă. Al patrulea registru cuprinde grupe de motive geometrice: linii spiralate, linii mici verticale, și puncte. La gură sunt amplasate două linii circulare, de culoare verde. Pe toartă apar ca decor grupe de linii orizontale mici, de culoare albastră. Vasul este smălțuit cu smalț plombifer (transparent). Vasul este angobat în interior. Culori: alb, maro, verde, albastru.   | Muzeul Etnografic al Transilvaniei, Cluj | Cimec    |
|      | Canceu                         | Datare: a doua jumătate a secolului al XVIII-lea Dimensiuni: Î: 24 cm; Circumferința: 42 cm Material: lut, angobă albă, coloranți: albastru – oxid de cobalt, verde, maro; smalț plombifer (transparent); modelat la roată, angobare, decorare prin pictare cu pensula și cornul, smălțuire cu smalț plombifer (transparent), ardere oxidantă de două ori.                                   | Canceu cu corpul bombat, gât înalt și buza mărită, prevăzut cu o toartă. De la nivelul diametrului maxim al corpului până la punctul de pornire al gurii sunt dispuse patru brâie maro, zimțate, în relief, dublate de câte două linii circulare de culoare verde, care împart suprafața vasului în registre orizontale. Primul, de jos în sus, prezintă semicercuri duble legate între ele, de culoare albastră, redate prin linii și puncte, în interiorul cărora sunt dispuse motive fitomorfe stilizate și geometrice de culoare albastră. Cele două linii care formează semicercurile prezintă linii mici verticale de culoare verde. Între semicercuri sunt redate motive geometrice: linii verticale de culoare albastră. Al doilea registru prezintă semicercuri duble de culoare verde, redate prin linii și puncte, în interiorul cărora sunt dispuse linii verticale și un motiv fitomorf stilizat, de culoare verde. În părțile laterale semicercurile prezintă două motive fitomorfe stilizate. În registrul al treilea sunt redate motive fitomorfe stilizate cu puncte, de culoare verde. În registrul al patrulea sunt redate motive florale puternic stilizate, unite între ele, de culoare albastră. Pe toartă apare ca decor linii subțiri orizontale, de culoare verde. Vasul este smălțuit cu smalț transparent, fiind angobat și în interior. Culori: alb, maro, verde, albastru.                | Muzeul Etnografic al Transilvaniei, Cluj | Cimec    |
|      | Farfurie                       | Datare: a doua jumătate al secolului al XIX-lea Descoperit: jud. Bistrița-Năsăud, com. NUȘENI, NUȘENI Dimensiuni: Î: 3,7 cm Material: Piesă executată la roata olarului din lut, angobată, decorată cu cornul și cu pensula, arsă prin ardere oxidantă, smălțuită cu smalț plombifer, arsă încă o dată.                                                                                      | Vas cu baza îngustă, joasă, corp scund, cu formă plată, cu buză lată, ondulată, răsfrântă. Decorul este organizat pe două registre: unul central și unul pe marginea vasului. Decorul din partea interior-centrală a vasului este realizat dintr-un motiv fitomorf (creangă cu frunze) în formă de cerc, având la mijloc datarea vasului (1873). Registrul de pe partea exterioară al vasului repetă același motiv fitomorf în formă de cerc. Cromatica vasului: motivele fitomorfe, marginea ondulată sunt executate cu albastru pe un fond alb. | Muzeul Etnografic al Transilvaniei, Cluj | Cimec    |
|      | Farfurie                       | Datare: a doua jumătate al secolului al XIX-lea Descoperit: jud. Bistrița-Năsăud Dimensiuni: Î: 6 cm Material: Piesă executată la roata olarului din lut, angobată, decorată cu cornul și cu pensula, arsă prin ardere oxidantă, smălțuită cu smalț plombifer, arsă încă o dată. | Vas cu baza îngustă, joasă, corp scund, cu formă plată, cu buză lată, dreaptă, răsfrântă. Decorul este organizat pe partea centrală și pe marginea vasului. Decorul din partea interior-centrală a vasului este realizat dintr-un motiv fitomorf și floral sub forma unui buchet, cu un motiv avimorf așezat deasupra. Datarea vasului (1853) apare în partea centrală al vasului, dedesubtul motivului central. Specific ceramicii săsești este și modul de redare a cifrei 1, precum și linia continuă șerpuită, care se găsește sub datare, de două ori. Decorul de pe marginea vasului constă din motive fitomorfe și florale asemănătoare, ce se repetată de patru ori, despărțite între ele cu grupuri de linii mici. Cromatica vasului: motivele fitomorfe și florale, motivul avimorf, linia circulară de pe margine sunt executate în albastru pe un fond alb. | Muzeul Etnografic al Transilvaniei, Cluj | Cimec    |
|      | Farfurie                       | Datare: a doua jumătate al secolului al XIX-lea Descoperit: jud. Bistrița-Năsăud Dimensiuni: Î: 4,5 cm Material: Piesă executată la roata olarului din lut, angobată, decorată cu cornul și cu pensula, arsă prin ardere oxidantă, smălțuită cu smalț plombifer, arsă încă o dată. | Vas cu baza îngustă, joasă, corp scund, cu formă plată, cu buză lată, dreaptă, răsfrântă. Decorul este organizat pe partea centrală și pe marginea vasului. Decorul din partea interior-centrală a vasului este realizat dintr-un motiv fitomorf și floral sub forma unei crengi, cu un motiv avimorf așezat deasupra. Decorul de pe marginea vasului constă din motive fitomorfe și florale asemănătoare, ce se repetată de patru ori, despărțite între ele cu grupuri mici de motive fitomorfe. Registrele sunt delimitate între ele cu linii circulare. Cromatica vasului: motivele fitomorfe și florale, liniile circulare sunt executate în albastru pe un fond alb, motivul fitomorf fiind realizat parțial cu maro deschis și albastru. | Muzeul Etnografic al Transilvaniei, Cluj | Cimec    |
|      | Farfurie                       | Datare: a doua jumătate al secolului al XIX-lea Descoperit: jud. Bistrița-Năsăud, MINTIU Dimensiuni: Î: 5,5 cm Material: Piesă executată la roata olarului din lut, angobată, decorată cu cornul și cu pensula, arsă prin ardere oxidantă, smălțuită cu smalț plombifer, arsă încă o dată.                                                                                                   | Vas cu baza îngustă, joasă, corp scund, cu formă plată, cu buză lată, ondulată, răsfrântă. Decorul este organizat pe partea centrală și pe marginea vasului. Decorul din partea interior-centrală a vasului este realizat dintr-un motiv fitomorf și floral sub forma unei crengi, cu un motiv avimorf așezat deasupra. Motivul central fiind înscris într-un cerc, având pe partea exterioară mici linii grupate astfel încât să formeze o stea cu opt colțuri. Datarea vasului (1874) apare în partea centrală al vasului, deasupra motivului avimorf. Decorul de pe marginea vasului constă din motive fitomorfe și florale asemănătoare, ce se repetată de patru ori, despărțite între ele cu grupuri mici de motive fitomorfe. Tot pe marginea vasului apare un registru foarte îngust cu o linie circulară ondulată. Registrele sunt delimitate între ele cu linii circulare. Cromatica vasului: motivele fitomorfe, florale și cel avimorf, liniile circulare și cel ondulat, marginea ondulată al vasului sunt executate în albastru pe un fond alb. | Muzeul Etnografic al Transilvaniei, Cluj | Cimec    |
|      | Farfurie                       | Datare: a doua jumătate al secolului al XIX-lea Dimensiuni: Î: 5,7 cm Material: Piesă executată la roata olarului din lut, angobată, decorată cu cornul și cu pensula, arsă prin ardere oxidantă, smălțuită cu smalț plombifer, arsă încă o dată. | Vas cu baza îngustă, joasă, corp scund, cu formă plată, cu buză lată, ondulată, răsfrântă. Decorul este organizat pe partea centrală și pe marginea vasului. Decorul din partea interior-centrală a vasului este realizat dintr-un motiv fitomorf și floral sub forma unei crengi, cu un motiv avimorf așezat deasupra. Motivul central fiind înscris într-un cerc, având pe partea exterioară mici linii grupate astfel încât să formeze o stea cu șapte colțuri. Datarea vasului (1874) apare în partea centrală a vasului, deasupra motivului avimorf. Decorul de pe marginea vasului constă din motive fitomorfe și florale asemănătoare, ce se repetată de patru ori, despărțite între ele cu grupuri mici de motive fitomorfe. Tot pe marginea vasului apare un registru foarte îngust cu o linie circulară ondulată. Registrele sunt delimitate între ele cu linii circulare. Cromatica vasului: motivele fitomorfe, florale și cel avimorf, liniile circulare și cel ondulat, marginea ondulată al vasului sunt executate în albastru pe un fond alb. | Muzeul Etnografic al Transilvaniei, Cluj | Cimec    |
|      | Farfurie                       | Datare: a doua jumătate al secolului al XIX-lea Dimensiuni: Î: 5,5 cm Material: Piesă executată la roata olarului din lut, angobată, decorată cu cornul și cu pensula, arsă prin ardere oxidantă, smălțuită cu smalț plombifer, arsă încă o dată. | Vas cu baza îngustă, joasă, corp scund, cu formă plată, cu buză lată, ondulată, răsfrântă. Decorul este organizat pe partea centrală și pe marginea vasului. Decorul din partea interior-centrală a vasului este realizat dintr-un motiv fitomorf și floral sub forma unei crengi, peste care fiind așezat un motiv avimorf. Datarea vasului (1874) apare deasupra motivului avimorf. Motivul central fiind înscris într-un cerc, având pe partea exterioară mici linii grupate ce se repetă de opt ori. Decorul de pe marginea vasului constă din motive fitomorfe și florale asemănătoare, ce se repetată de patru ori, despărțite între ele cu grupuri mici de motive fitomorfe. Tot pe marginea vasului apare un registru foarte îngust cu o linie circulară ondulată. Registrele sunt delimitate între ele cu linii circulare și concentrice. Cromatica vasului: motivele fitomorfe, florale, liniile circulare și cel ondulat, marginea ondulată al vasului sunt executate în albastru pe un fond alb. | Muzeul Etnografic al Transilvaniei, Cluj | Cimec    |
|      | Farfurie                       | Datare: a doua jumătate al secolului al XIX-lea Dimensiuni: Î: 6 cm Material: Piesă executată la roata olarului din lut, angobată, decorată cu cornul și cu pensula, arsă prin ardere oxidantă, smălțuită cu smalț plombifer, arsă încă o dată. | Vas cu baza îngustă, joasă, corp scund, cu formă plată, cu buză lată, ondulată, răsfrântă. Decorul este organizat pe partea centrală și pe marginea vasului. Decorul din partea interior-centrală a vasului este realizat dintr-un motiv fitomorf și floral sub forma unei crengi, peste care fiind așezat un motiv avimorf. Datarea vasului (1874) apare deasupra motivului avimorf. Motivul central fiind înscris într-un cerc, având pe partea exterioară mici linii grupate ce se repetă de șapte ori. Decorul de pe marginea vasului constă din motive fitomorfe și florale asemănătoare, ce se repetată de patru ori, despărțite între ele cu grupuri mici de motive fitomorfe. Tot pe marginea vasului apare un registru foarte îngust, cu o linie circulară ondulată. Registrele sunt delimitate între ele cu linii circulare și concentrice. Cromatica vasului: motivele fitomorfe, florale, liniile circulare și cel ondulat, marginea ondulată al vasului sunt executate în albastru pe un fond alb. | Muzeul Etnografic al Transilvaniei, Cluj | Cimec    |
|      | Farfurie                       | Datare: a doua jumătate al secolului al XIX-lea Dimensiuni: Î: 6 cm Material: Piesă executată la roata olarului din lut, angobată, decorată cu cornul și cu pensula, arsă prin ardere oxidantă, smălțuită cu smalț plombifer, arsă încă o dată. | Vas cu baza îngustă, joasă, corp scund, cu formă plată, cu buză lată, ondulată, răsfrântă. Decorul este organizat pe partea centrală și pe marginea vasului. Decorul din partea interior-centrală a vasului este realizat dintr-un motiv fitomorf și floral sub forma a două crengi așezate simetric pe cele două părți ale unei flori. Datarea vasului (1874) apare în centrul motivului fitomorf. Motivul central fiind înscris într-un cerc, având pe partea exterioară mici linii grupate ce se repetă de șapte ori. Decorul de pe marginea vasului constă din motive fitomorfe și florale asemănătoare, ce se repetată de patru ori, despărțite între ele cu grupuri mici de motive fitomorfe. Tot pe marginea vasului apare un registru foarte îngust cu o linie circulară ondulată. Registrele sunt delimitate între ele cu linii circulare și concentrice. Cromatica vasului: motivele fitomorfe, florale, liniile circulare și cel ondulat, marginea ondulată al vasului sunt executate în albastru pe un fond alb. | Muzeul Etnografic al Transilvaniei, Cluj | Cimec    |
|      | Farfurie                       | Datare: începutul secolului al XX-lea Dimensiuni: Î: 3,5 cm Material: Piesă executată la roata olarului din lut, angobată, decorată cu cornul și cu pensula, arsă prin ardere oxidantă, smălțuită cu smalț plombifer, arsă încă o dată. | Vas cu baza îngustă, joasă, corp scund, cu formă plată, cu buză lată, dreaptă, răsfrântă. Decorul este organizat pe partea centrală și pe marginea vasului. Decorul din partea interior-centrală a vasului este realizat dintr-un motiv fitomorf și floral (lăcrămioare) sub forma unei crengi, peste care fiind așezat un motiv avimorf. Datarea vasului (1907) apare deasupra motivului avimorf. Motivul central fiind înscris într-un cerc. Împrejurul motivului central, așezat între două linii concentrice, apare o linie ondulată circulară. Decorul de pe marginea vasului constă din motive fitomorfe și florale (lăcrămioare) asemănătoare, legate între ele, ce se repetă de zece ori. Registrele sunt delimitate între ele cu linii circulare și concentrice. Cromatica vasului: motivele fitomorfe, florale, avimorfe, liniile circulare și cel ondulat sunt executate în albastru pe un fond alb. | Muzeul Etnografic al Transilvaniei, Cluj | Cimec    |
|      | Tányér                         | Datare: a doua jumătate al secolului al XIX-lea Descoperit: jud. Alba, com. RIMETEA, RIMETEA Dimensiuni: Î: 4,5 cm Material: Piesă executată la roata olarului din lut, angobată, decorată cu cornul și cu pensula, arsă prin ardere oxidantă, smălțuită cu smalț plombifer, arsă încă o dată.                                                                                               | Vas cu baza îngustă, joasă, corp scund, cu formă plată, cu buză lată, dreaptă, răsfrântă. Decorul este organizat pe partea centrală și pe marginea vasului. Decorul din partea interior-centrală al vasului este realizat în jurul unui cerc, în interiorul cercului apare datarea vasului (1852), pe partea exterioară a cercului apare un decor format din motive fitomorfe, ce se repetă de patru ori. Decorul de pe marginea vasului constă din motive fitomorfe și florale asemănătoare, ce se repetă de patru ori, legate între ele cu grupuri de puncte și mici linii. Cromatica vasului: motivele fitomorfe și florale, linia circulară de pe margine sunt executate în albastru pe un fond alb. | Muzeul Etnografic al Transilvaniei, Cluj | Cimec    |
|      | Blid                           | Datare: a doua jumătate a secolului al XIX-lea Descoperit: jud. Mureș, MAIA Dimensiuni: Î: 8,5 cm Material: Piesă executată la roata olarului din lut, angobată, decorată cu cornul și cu pensula, arsă prin ardere oxidantă, smălțuită cu smalț plombifer, arsă încă o dată. | Vas cu baza îngustă, joasă, corp scund, cu formă plată, cu buză lată, dreaptă, răsfrântă, două toarte rotunde cu câte trei incizii fiecare pe partea superioară pentru aderență. Decorul este organizat pe partea centrală și pe marginea vasului. Decorul din partea interior-centrală a vasului este realizat dintr-un motiv fitomorf și floral sub forma unui buchet în interiorul unui cerc. Decorul de pe marginea vasului constă din motive fitomorfe (crengi cu frunze) asemănătoare, ce se repetă de patru ori. Cromatica vasului: motivele fitomorfe și florale, liniile circulare care delimitează registrele sunt executate în albastru pe un fond alb. | Muzeul Etnografic al Transilvaniei, Cluj | Cimec    |
|      | Tányér                         | Datare: a doua jumătate a secolului al XIX-lea Descoperit: jud. Sălaj, com. ALMAȘU, ALMAȘU Dimensiuni: Î: 4,7 cm Material: Piesă executată la roata olarului din lut, angobată, decorată cu cornul și cu pensula, arsă prin ardere oxidantă, smălțuită cu smalț plombifer, arsă încă o dată.                                                                                                 | Vas cu baza îngustă, joasă, corp scund, cu formă plată, cu buză lată, dreaptă, răsfrântă. Decorul este organizat pe partea centrală și pe marginea vasului. Decorul din partea interior-centrală a vasului este realizat dintr-un motiv fitomorf și floral sub forma unui buchet. Decorul de pe marginea vasului constă din motive fitomorfe asemănătoare, ce se repetă de patru ori, legate între ele cu grupuri de linii mici. Cromatica vasului: motivele fitomorfe și florale, linia circulară de pe margine sunt executate în albastru pe un fond alb. | Muzeul Etnografic al Transilvaniei, Cluj | Cimec    |
|      | Canceu                         | Datare: prima jumătate a secolului al XIX-lea Dimensiuni: Î: 18,5 cm; Circumferința: 30 cm; DB: 6 cm; DG: 7 cm Material: lut, angobă albă, albastru cobalt, smalț plombifer (transparent); modelat la roată, angobare cu humă albă, apoi cu cobalt albastru, sgrafitare, ardere oxidantă, smălțuire cu smalț plombifer (transparent), ardere oxidantă.                                       | Canceu de formă piriformă, gură rotundă, ușor evazată, toartă laterală aplicată, modelat la roată, angobat cu humă albă, apoi cu cobalt albastru. Este angobat cu humă albă și în interior. Piesa prezintă un decor geometrizant, dispus vertical pe toată suprafața, fiind realizate prin zgrafitare șiruri de linii drepte și vălurite. Culori: albastru-cobalt, alb. | Muzeul Etnografic al Transilvaniei, Cluj | Cimec    |
|      | Canceu                         | Datare: începutul secolului al XIX-lea Dimensiuni: Î: 18, 5 cm; Circumferința: 34 cm; DB: 6,5 cm; DG: 7 cm Material: lut, angobă albă, albastru cobalt, smalț plombifer (transparent); modelat la roată, angobare cu humă albă, apoi cu cobalt albastru, sgrafitare, ardere oxidantă, smălțuire cu smalț plombifer (transparent), ardere oxidantă.                                           | Canceu de formă piriformă, gură rotundă, evazată, toartă laterală aplicată, modelat la roată, angobat cu humă albă, apoi cu cobalt albastru. Este angobat cu humă albă și în interior. Decorul în registre, realizat prin zgrafitare. Primul registru conține motive florale: patru lalele și motive geometrice: semicercuri sub formă de „x-uri”. Al doilea registru este format din motive florale: lalele și flori cu frunzulițe. Ultimul registru conține motive florale: lalele în poziție normală și întoarse și motive geometrice: o linie sinuoasă întretăiată de linii oblice. Registrele au ca linie de demarcație o linie orizontală. Ultimul registru este mărginit de o line orizontală și de linii ondulate discontinue. | Muzeul Etnografic al Transilvaniei, Cluj | Cimec    |
|      | Canceu                         | Datare: sfârșitul secolului al XVIII-lea Dimensiuni: Î: 17 cm; Circumferința: 35 cm; DB: 6,5 cm; DG: 7,5 cm Material: lut, angobă albă, albastru cobalt, smalț plombifer (transparent); modelat la roată, angobare cu humă albă, apoi cu cobalt albastru, lut, angobă albă, albastru cobalt, smalț plombifer (transparent); modelat la roată, angobare cu humă albă, apoi cu cobalt a        | Canceu de formă piriformă, gură rotundă, evazată, toartă laterală aplicată, modelat la roată, angobat cu humă albă, apoi cu cobalt albastru. Este angobat cu humă albă și în interior. Culori: albastru-cobalt. | Muzeul Etnografic al Transilvaniei, Cluj | Cimec    |
|      | Canceu                         | Datare: sfârșitul secolului al XVIII-lea Dimensiuni: Î: 19 cm; Circumferința: 32 cm; DB: 6 cm; DG: 6,5 cm Material: lut, angobă albă, albastru cobalt, smalț plombifer (transparent); modelat la roată, angobare cu humă albă, apoi cu cobalt albastru, ardere oxidantă, smălțuire cu smalț plombifer (transparent), ardere oxidantă.                                                        | Canceu de formă piriformă, gură rotundă, evazată, toartă laterală aplicată, modelat la roată, angobat cu humă albă, apoi cu cobalt albastru. Este angobat cu humă albă și în interior. Culori: albastru-cobalt. | Muzeul Etnografic al Transilvaniei, Cluj | Cimec    |
|      | Canceu                         | Datare: sfârșitul secolului al XVIII-lea Dimensiuni: Î: 20 cm; Circumferința: 33 cm; DB: 6 cm; DG: 7 cm Material: lut, angobă albă, albastru cobalt, smalț plombifer (transparent); modelat la roată, angobare cu humă albă, apoi cu cobalt albastru, sgrafitare, ardere oxidantă, smălțuire cu smalț plombifer (transparent), ardere oxidantă.                                              | Canceu de formă piriformă, gură rotundă, evazată, toartă laterală aplicată, modelat la roată, anobat cu humă albă, apoi cu cobalt albastru. Este angobat cu humă albă și în interior. Decorul este dispus central, fiind realizat prin zgrafitare un motiv floral geometrizat – buchet de flori (șiruri de semicercuri având în interior cerculețe), frunze stilizate. Tulpina este curbată într-o volută. În partea dreaptă răsare un motiv fitomorf: ciorchine de strugure, cu vrej. Culori: albastru-cobalt, alb. | Muzeul Etnografic al Transilvaniei, Cluj | Cimec    |
|      | Canceu                         | Datare: începutul secolului al XIX-lea Dimensiuni: Î: 20 cm; Circumferința: 33,5 cm; DB: 6,5 cm; DG: 6,5 cm Material: lut, angobă albă, albastru cobalt, smalț plombifer (transparent); modelat la roată, angobare cu humă albă, apoi cu cobalt albastru, sgrafitare, ardere oxidantă, smălțuire cu smalț plombifer (transparent), ardere oxidantă.                                          | Canceu de formă piriformă, gură rotundă, toartă laterală aplicată, modelat la roată, anobat cu humă albă, apoi cu cobalt albastru. Este angobat cu humă albă și în interior. Decorul este dispus central, pe pântec, fiind realizat prin zgrafitare un motiv avimorf – pasăre cu capul înainte, având în cioc un ciorchine de strugure (motiv fitomorf) cu vrej, cu un penaj bogat redat sub formă de solzi pe întreg corpul. Dedesubtul păsării apare un motiv frecvent întâlnit pe ceramica de Saschiz – o linie continuă șerpuită, probabil semnătura meșterului. Sub burta păsării, spre stânga, apare datarea „1806”. Culori: albastru-cobalt, alb. | Muzeul Etnografic al Transilvaniei, Cluj | Cimec    |
|      | Canceu                         | Datare: prima jumătate a secolului al XIX-lea Descoperit: jud. Harghita, INLĂCENI Dimensiuni: Î: 20,5 cm; Circumferința: 34 cm; DB: 6,5 cm; DG: 7 cm Material: lut, angobă albă, albastru cobalt, smalț plombifer (transparent); modelat la roată, angobare cu humă albă, apoi cu cobalt albastru, sgrafitare, ardere oxidantă, smălțuire cu smalț plombifer (transparent), ardere oxidantă. | Canceu de formă piriformă, gură rotundă, evazată, toartă laterală aplicată, modelat la roată, angobat cu humă albă, apoi cu cobalt albastru. Este angobat cu humă albă și în interior. Decorul este dispus central, fiind realizat prin sgrafitare un motiv floral – buchet de flori și frunze stilizate. Culori: albastru-cobalt, alb. | Muzeul Etnografic al Transilvaniei, Cluj | Cimec    |
|      | Canceu                         | Datare: pînceputul secolului al XIX-lea Dimensiuni: Î: 19,5 cm; Circumferința: 31 cm; DB: 5,5 cm; DG: 6,5 cm Material: lut, angobă albă, albastru cobalt, smalț plombifer (transparent); modelat la roată, angobare cu humă albă, apoi cu cobalt albastru, sgrafitare, ardere oxidantă, smălțuire cu smalț plombifer (transparent), ardere oxidantă.                                         | Canceu de formă piriformă, gură rotundă, toartă laterală aplicată, modelat la roată, angobat cu humă albă, apoi cu cobalt albastru. Este angobat cu humă albă și în interior. Decorul este dispus central, pe pântec, fiind realizat prin sgrafitare un motiv avimorf – pasăre cu capul întors, cu un penaj bogat redat sub formă de solzi pe întreg corpul. Dedesubtul păsării apare un motiv frecvent întâlnit pe ceramica de Saschiz – o linie continuă șerpuită, probabil semnătura meșterului. Sub burta păsării apare datarea „1805”. În dreapta păsării, din linia continuă șerpuită, răsar 3 grupe de vrejuri. Culori: albastru-cobalt, alb. | Muzeul Etnografic al Transilvaniei, Cluj | Cimec    |
|      | Farfurie                       | Datare: a doua jumătate al secolului al XIX-lea Descoperit: jud. Bistrița-Năsăud, com. Rodna, RODNA Dimensiuni: Î: 4,2 cm, DG: 21,8 cm DB: 14,3 cm Material: Piesă executată la roata olarului din lut, angobată, decorată cu cornul și cu pensula, arsă prin ardere oxidantă, smălțuită cu smalț plombifer, arsă încă o dată.                                                               | Vas cu baza îngustă, joasă, corp scund, cu formă plată, cu buză lată, ondulată, răsfrântă. Decorul este organizat pe trei registre: unul central și două pe marginea vasului. Decorul din partea interior-centrală a vasului este realizat dintr-un motiv fitomorf și floral sub forma unui buchet (format din două flori și frunze așezate în jurul acestora în formă simetrică). Decorul de pe marginea vasului constă din două registre mai late, unul nedecorat, iar cel de pe margine prezintă patru motive fitomorfe (frunze) și hașuri, amplasate simetric. Registrele sunt delimitate între ele cu linii circulare și concentrice. Cromatica vasului: motivele fitomorfe și florale, liniile dintre registre sunt executate în albastru pe un fond alb. Marginea ondulată al vasului și hașurile decorative sunt colorate în verde deschis. | Muzeul Etnografic al Transilvaniei, Cluj | Cimec    |
|      | Tányér                         | Datare: a doua jumătate al secolului al XIX-lea Descoperit: jud. Bistrița-Năsăud, com. Rodna, RODNA Dimensiuni: Î: 4 cm, DG: 21,8 cm DB: 15,5 cm Material: Piesă executată la roata olarului din lut, angobată, decorată cu cornul și cu pensula, arsă prin ardere oxidantă, smălțuită cu smalț plombifer, arsă încă o dată.                                                                 | Vas cu baza îngustă, joasă, corp scund, cu formă plată, cu buză lată, ondulată, răsfrântă. Decorul este organizat pe trei registre: unul central și două pe marginea vasului. Decorul din partea interior-centrală a vasului este realizat dintr-un motiv fitomorf și floral sub forma unui buchet (format din două flori și frunze așezate în jurul acestora în formă simetrică). Decorul de pe marginea vasului constă din două registre mai late, unul nedecorat, iar cel de pe margine prezintă patru motive fitomorfe (frunze) și hașuri, amplasate simetric. Registrele sunt delimitate între ele cu linii circulare și concentrice. Cromatica vasului: motivele fitomorfe și florale, liniile dintre registre sunt executate în albastru pe un fond alb. Marginea ondulată a vasului și hașurile decorative sunt colorate în verde deschis. | Muzeul Etnografic al Transilvaniei, Cluj | Cimec    |
|      | Tányér                         | Datare: a doua jumătate al secolului al XIX-lea Descoperit: jud. Hunedoara, com. RÂU DE MORI, CLOPOTIVA Dimensiuni: Î: 5,8 cm, DG: 22 cm DB: 12,3 cm Material: Piesă executată la roata olarului din lut, angobată, decorată cu cornul și cu pensula, arsă prin ardere oxidantă, smălțuită cu smalț plombifer, arsă încă o dată.                                                             | Vas cu baza îngustă, joasă, corp scund, cu formă plată, cu buză lată, dreaptă. Decorul este organizat pe trei registre: unul central și două pe marginea vasului. Decorul din partea interior-centrală a vasului este realizat dintr-un motiv fitomorf și floral sub forma unui buchet (format din două flori și frunze așezate în jurul acestora în formă simetrică). Decorul de pe marginea vasului constă din două registre. Registrul de pe partea exterioară a vasului este decorat cu patru motive fitomorfe (frunze) alternând cu hașuri, despărțite între ele cu câte două linii. Registrele sunt delimitate între ele cu linii circulare și concentrice. Cromatica vasului: motivele fitomorfe și florale, liniile dintre registre sunt executate în albastru, iar hașurile de pe marginea vasului cu verde deschis pe un fond alb. | Muzeul Etnografic al Transilvaniei, Cluj | Cimec    |
|      | Tányér                         | Datare: a doua jumătate al secolului al XIX-lea Dimensiuni: Î: 4 cm, DG: 23 cm DB: 15,3 cm Material: Piesă executată la roata olarului din lut, angobată, decorată cu cornul și cu pensula, arsă prin ardere oxidantă, smălțuită cu smalț plombifer, arsă încă o dată. | Vas cu baza îngustă, joasă, corp scund, cu formă plată, cu buză lată, ondulată, răsfrântă. Decorul este organizat pe două registre: unul central și unul pe marginea vasului. Decorul din partea interior-centrală a vasului este realizat dintr-un motiv fitomorf și floral sub forma unui buchet (format din două flori și frunze așezate în jurul acestora în formă simetrică). Decorul de pe marginea vasului constă dintr-un singur registru mai lat, fiind decorat cu motive fitomorfe. Registrele sunt delimitate între ele cu linii circulare și concentrice. Cromatica vasului: motivele fitomorfe și florale, liniile dintre registre sunt executate în albastru pe un fond alb. Marginea ondulată a vasului este colorată în verde deschis. | Muzeul Etnografic al Transilvaniei, Cluj | Cimec    |
|      | Tányér                         | Datare: a doua jumătate al secolului al XIX-lea Descoperit: jud. Sibiu, com. POIANA SIBIULUI, POIANA SIBIULUI Dimensiuni: Î: 4,2 cm, DG: 22,2 cm DB: 15,3 cm Material: Piesă executată la roata olarului din lut, angobată, decorată cu cornul și cu pensula, arsă prin ardere oxidantă, smălțuită cu smalț plombifer, arsă încă o dată.                                                     | Vas cu baza îngustă, joasă, corp scund, cu formă plată, cu buză lată, dreaptă, răsfrântă. Decorul este organizat pe trei registre: unul central și două pe marginea vasului. Decorul din partea interior-centrală a vasului este realizat dintr-un motiv fitomorf și floral sub forma unui buchet (format din două flori și frunze așezate în jurul acestora în formă simetrică). Decorul de pe marginea vasului constă din două registre. Registrul de pe partea exterioară a vasului este decorat cu patru motive fitomorfe (frunze) alternând cu hașuri, așezate simetric. Registrele sunt delimitate între ele cu linii circulare și concentrice. Cromatica vasului: motivele fitomorfe și florale, liniile dintre registre sunt executate în albastru, iar hașurile de pe marginea vasului cu verde deschis pe un fond alb. Marginea ondulată a vasului este colorată în albastru. | Muzeul Etnografic al Transilvaniei, Cluj | Cimec    |
|      | Tányér                         | Datare: a doua jumătate al secolului al XIX-lea Descoperit: jud. Sibiu, com. POIANA SIBIULUI, POIANA SIBIULUI Dimensiuni: Î: 4,2 cm, DG: 21,5 cm DB: 14,5 cm Material: Piesă executată la roata olarului din lut, angobată, decorată cu cornul și cu pensula, arsă prin ardere oxidantă, smălțuită cu smalț plombifer, arsă încă o dată.                                                     | Vas cu baza îngustă, joasă, corp scund, cu formă plată, cu buză lată, ondulată, răsfrântă. Decorul este organizat pe trei registre: unul central și două pe marginea vasului. Decorul din partea interior-centrală a vasului este realizat dintr-un motiv fitomorf compus din frunze înșirate pe ambele părți al unei linii în formă de cerc, având la mijloc o creangă cu frunze de proporție mică. Decorul de pe marginea vasului constă din două registre. Primul registru de pe partea exterioară a vasului este decorat cu patru motive fitomorfe (frunze) alternând cu hașuri, așezate simetric, al doilea registru, mai îngust, fiind decorat cu o singură linie ondulată circulară. Registrele sunt delimitate între ele cu linii circulare și concentrice. Cromatica vasului: motivele fitomorfe, liniile dintre registre sunt executate în albastru, iar hașurile de pe marginea vasului cu verde deschis pe un fond alb. Marginea ondulată a vasului este colorată în albastru. | Muzeul Etnografic al Transilvaniei, Cluj | Cimec    |
|      | Tányér                         | Datare: a doua jumătate al secolului al XIX-lea Descoperit: jud. Sibiu, com. POIANA SIBIULUI, POIANA SIBIULUI Dimensiuni: Î: 5 cm, DG: 22,5 cm DB: 13,5 cm Material: Piesă executată la roata olarului din lut, angobată, decorată cu cornul și cu pensula, arsă prin ardere oxidantă, smălțuită cu smalț plombifer, arsă încă o dată.                                                       | Vas cu baza îngustă, joasă, corp scund, cu formă plată, cu buză lată, ondulată, răsfrântă. Decorul este organizat pe trei registre: unul central și două pe marginea vasului. Decorul din partea interior-centrală a vasului este realizat dintr-un motiv fitomorf și floral sub forma unui buchet (format din două flori și frunze așezate în jurul acestora în formă simetrică). Decorul de pe marginea vasului constă din două registre mai late, fiind decorate cu motive fitomorfe și hașuri. Registrele sunt delimitate între ele cu linii circulare și concentrice. Cromatica vasului: motivele fitomorfe și florale, liniile dintre registre sunt executate în albastru pe un fond alb. Marginea ondulată a vasului și hașurile decorative sunt colorate în verde deschis. | Muzeul Etnografic al Transilvaniei, Cluj | Cimec    |
|      | Tányér                         | Datare: a doua jumătate al secolului al XIX-lea Descoperit: jud. Alba, com. VIDRA, VIDRA Dimensiuni: Î: 7 cm, DG: 25 cm DB: 13 cm Material: Piesă executată la roata olarului din lut, angobată, decorată cu cornul și cu pensula, arsă prin ardere oxidantă, smălțuită cu smalț plombifer, arsă încă o dată.                                                                                | Vas cu baza îngustă, joasă, corp scund, cu formă plată, cu buză lată, dreaptă, răsfrântă. Decorul este organizat pe patru registre: două centrale și două pe marginea vasului. Decorul din partea interior-centrală a vasului este realizat dintr-un motiv fitomorf și floral sub forma unui buchet (format din două flori și frunze așezate în jurul acestora în formă simetrică). Primul registru de pe marginea vasului este decorat cu patru motive fitomorfe (frunze) alternând cu hașuri, despărțite între ele cu câte două linii, al doilea cu o linie ondulată circulară. Registrele sunt delimitate între ele cu linii circulare și concentrice. Cromatica vasului: motivele fitomorfe și florale, liniile dintre registre sunt executate în albastru, iar hașurile de pe marginea vasului cu verde deschis pe un fond alb. | Muzeul Etnografic al Transilvaniei, Cluj | Cimec    |
|      | Tányér                         | Datare: a doua jumătate al secolului al XIX-lea Descoperit: jud. Alba, com. VIDRA, Vidra de Sus Dimensiuni: Î: 6 cm, DG: 20,5 cm DB: 15 cm Material: Piesă executată la roata olarului din lut, angobată, decorată cu cornul și cu pensula, arsă prin ardere oxidantă, smălțuită cu smalț plombifer, arsă încă o dată.                                                                       | Vas cu baza îngustă, joasă, corp scund, cu formă plată, cu buză lată, dreaptă, răsfrântă. Decorul este organizat pe trei registre: unul central și două pe marginea vasului. Decorul din partea interior-centrală a vasului este realizat dintr-un motiv fitomorf și floral sub forma unui buchet (format din două flori și frunze așezate în jurul acestora în formă simetrică). Decorul de pe marginea vasului constă din două registre. Registrul de pe partea exterioară a vasului este decorat cu patru motive fitomorfe (frunze) alternând cu hașuri. Registrele sunt delimitate între ele cu linii circulare și concentrice. Cromatica vasului: motivele fitomorfe și florale, liniile dintre registre sunt executate în albastru, iar hașurile de pe marginea vasului cu verde deschis pe un fond alb. | Muzeul Etnografic al Transilvaniei, Cluj | Cimec    |
|      | Tányér                         | Datare: a doua jumătate al secolului al XIX-lea Descoperit: jud. Alba, com. VIDRA, Vidra Dimensiuni: Î: 7,5 cm, DG: 23,8 cm DB: 14,5 cm Material: Piesă executată la roata olarului din lut, angobată, decorată cu cornul și cu pensula, arsă prin ardere oxidantă, smălțuită cu smalț plombifer, arsă încă o dată.                                                                          | Vas cu baza îngustă, joasă, corp scund, cu formă plată, cu buză lată, dreaptă, răsfrântă. Decorul este organizat pe trei registre: unul central și două pe marginea vasului. Decorul din partea interior-centrală a vasului este realizat dintr-un motiv fitomorf și floral sub forma unui buchet (format din două flori și frunze așezate în jurul acestora în formă simetrică). Decorul de pe marginea vasului constă din două registre. Registrul de pe partea exterioară a vasului este decorat cu patru motive fitomorfe (frunze) alternând cu hașuri, despărțite între ele cu câte două linii. Registrele sunt delimitate între ele cu linii circulare și concentrice. Cromatica vasului: motivele fitomorfe și cele florale sunt executate în albastru, liniile dintre registre cu maro, iar hașurile de pe marginea vasului cu verde deschis pe un fond alb. | Muzeul Etnografic al Transilvaniei, Cluj | Cimec    |
|      | Tányér                         | Datare: a doua jumătate al secolului al XIX-lea Descoperit: jud. Maramureș, Vama Dimensiuni: Î: 3,2 cm, DG: 21,8 cm DB: 14,5 cm Material: Piesă executată la roata olarului din lut, angobată, decorată cu cornul și cu pensula, arsă prin ardere oxidantă, smălțuită cu smalț plombifer, arsă încă o dată.                                                                                  | Vas cu baza îngustă, joasă, corp scund, cu formă plată, cu buză lată, ondulată, răsfrântă. Decorul este organizat pe două registre: unul central și unul pe marginea vasului. Decorul din partea interior-centrală a vasului este realizat dintr-un motiv fitomorf și floral sub forma unui buchet (format din două flori și frunze așezate în jurul acestora în formă simetrică). Decorul de pe marginea vasului constă dintr-un singur registru mai lat, fiind decorat cu motive fitomorfe. Registrele sunt delimitate între ele cu linii circulare și concentrice. Cromatica vasului: motivele fitomorfe și florale, liniile dintre registre sunt executate în albastru pe un fond alb. Marginea ondulată a vasului este colorată în verde deschis. | Muzeul Etnografic al Transilvaniei, Cluj | Cimec    |
|      | Tányér                         | Datare: a doua jumătate al secolului al XIX-lea Descoperit: jud. Harghita, CĂLUGĂRENI Dimensiuni: Î: 6,3 cm, DG: 22,8 cm DB: 13,7 cm Material: Piesă executată la roata olarului din lut, angobată, decorată cu cornul și cu pensula, arsă prin ardere oxidantă, smălțuită cu smalț plombifer, arsă încă o dată.                                                                             | Vas cu baza îngustă, joasă, corp scund, cu formă plată, cu buză lată, dreaptă, răsfrântă. Decorul este organizat pe două registre: unul central și unul pe marginea vasului. Decorul din partea interior-centrală a vasului este realizat dintr-o linie în formă de spirală cu șapte grupuri de linii mici așezate pe partea exterioară a acesteia. Registrul de pe partea exterioară a vasului este decorat cu patru motive fitomorfe (frunze) alternând cu hașuri, despărțite între ele cu câte două linii mici. Registrele sunt delimitate între ele cu linii circulare și concentrice. Cromatica vasului: motivele fitomorfe și cel a spiralei, liniile dintre registre sunt executate în albastru, iar hașurile de pe marginea vasului cu verde deschis pe un fond alb. | Muzeul Etnografic al Transilvaniei, Cluj | Cimec    |
|      | Tányér                         | Datare: a doua jumătate al secolului al XIX-lea Descoperit: jud. Cluj, MĂRGĂU Dimensiuni: Î: 5 cm, DG: 23 cm DB: 13,7 cm Material: Piesă executată la roata olarului din lut, angobată, decorată cu cornul și cu pensula, arsă prin ardere oxidantă, smălțuită cu smalț plombifer, arsă încă o dată.                                                                                         | Vas cu baza îngustă, joasă, corp scund, cu formă plată, cu buză lată, dreaptă, răsfrântă. Decorul este organizat pe patru registre: două centrale și două pe marginea vasului. Decorul din partea interior-centrală a vasului este realizat dintr-un motiv fitomorf si floral sub forma unui buchet (format din două flori și frunze așezate în jurul acestora în formă simetrică). Decorul de pe marginea vasului constă din două registre. Cel lat, fiind decorat cu patru motive fitomorfe și hașuri, alternând între ele, desparțite de câte două linii, cel îngust fiind decorat cu o singură linie ondulată circulară. Registrele sunt delimitate între ele cu linii circulare si concentrice. Cromatica vasului: motivele fitomorfe si florale, liniile dintre registre sunt executate în albastru pe un fond alb. Hașurile decorative sunt colorate în verde deschis. Marginea ondulata a vasului este colorată în albastru. | Muzeul Etnografic al Transilvaniei, Cluj | Cimec    |
|      | Tányér                         | Datare: a doua jumătate al secolului al XIX-lea Descoperit: jud. Cluj, com. FELEACU, GHEORGHIENI Dimensiuni: Î: 6,3 cm, DG: 24 cm DB: 15 cm Material: Piesă executată la roata olarului din lut, angobată, decorată cu cornul și cu pensula, arsă prin ardere oxidantă, smălțuită cu smalț plombifer, arsă încă o dată.                                                                      | Vas cu baza îngustă, joasă, corp scund, cu formă plată, cu buză lată, dreaptă, răsfrântă. Decorul este organizat pe trei registre: unul central și două pe marginea vasului. Decorul din partea interior-centrală a vasului este realizat dintr-un motiv fitomorf și floral sub forma unui buchet (format din două flori și frunze așezate în jurul acestora în formă simetrică). Decorul de pe marginea vasului constă din două registre. Registrul de pe partea exterioară a vasului este decorat cu patru motive fitomorfe (frunze) alternând cu hașuri, despărțite între ele cu câte două linii. Registrele sunt delimitate între ele cu linii circulare și concentrice. Cromatica vasului: motivele fitomorfe și florale, liniile dintre registre sunt executate în albastru, iar hașurile de pe marginea vasului cu verde deschis pe un fond alb. | Muzeul Etnografic al Transilvaniei, Cluj | Cimec    |
|      | Tányér                         | Datare: a doua jumătate al secolului al XIX-lea Descoperit: jud. Cluj, com. FELEACU, GHEORGHIENI Dimensiuni: Î: 7 cm, DG: 23,5 cm DB: 12,5 cm Material: Piesă executată la roata olarului din lut, angobată, decorată cu cornul și cu pensula, arsă prin ardere oxidantă, smălțuită cu smalț plombifer, arsă încă o dată.                                                                    | Vas cu baza îngustă, joasă, corp scund, cu formă plată, cu buză lată, dreaptă, răsfrântă. Decorul este organizat pe trei registre: unul central și două pe marginea vasului. Decorul din partea interior-centrală a vasului este realizat dintr-un motiv fitomorf și floral sub forma unui buchet (format din două flori și frunze așezate în jurul acestora în formă simetrică). Decorul de pe marginea vasului constă din două registre. Registrul de pe partea exterioară a vasului este decorat cu patru motive fitomorfe (frunze) alternând cu hașuri, despărțite între ele cu câte două linii. Registrele sunt delimitate între ele cu linii circulare și concentrice. Cromatica vasului: motivele fitomorfe și florale, liniile dintre registre sunt executate în albastru, iar hașurile de pe marginea vasului cu verde deschis pe un fond alb. | Muzeul Etnografic al Transilvaniei, Cluj | Cimec    |
|      | Tányér                         | Datare: a doua jumătate al secolului al XIX-lea Descoperit: jud. Maramureș, DĂMĂCUȘENI Dimensiuni: Î: 6 cm, DG: 21,5 cm DB: 13 cm Material: Piesă executată la roata olarului din lut, angobată, decorată cu cornul și cu pensula, arsă prin ardere oxidantă, smălțuită cu smalț plombifer, arsă încă o dată.                                                                                | Vas cu baza îngustă, joasă, corp scund, cu formă plată, cu buză lată, dreaptă, răsfrântă. Decorul este organizat pe patru registre: două centrale și două pe marginea vasului. Decorul din partea interior-centrală a vasului este realizat dintr-un motiv fitomorf și floral sub forma unui buchet (format din două flori și frunze așezate în jurul acestora în formă simetrică). Decorul de pe marginea vasului constă din două registre. Primul registru de pe marginea vasului este decorat cu patru motive fitomorfe (frunze) alternând cu hașuri, despărțite între ele cu câte două linii, al doilea registru fiind decorat cu o linie ondulată circulară. Registrele sunt delimitate între ele cu linii circulare și concentrice. Cromatica vasului: motivele fitomorfe și florale, liniile dintre registre sunt executate în albastru, iar hașurile de pe marginea vasului cu verde deschis pe un fond alb. | Muzeul Etnografic al Transilvaniei, Cluj | Cimec    |
|      | Tányér                         | Datare: a doua jumătate al secolului al XIX-lea Descoperit: jud. Maramureș, DĂMĂCUȘENI Dimensiuni: Î: 4,4 cm, DG: 22,5 cm DB: 14,5 cm Material: Piesă executată la roata olarului din lut, angobată, decorată cu cornul și cu pensula, arsă prin ardere oxidantă, smălțuită cu smalț plombifer, arsă încă o dată.                                                                            | Vas cu baza îngustă, joasă, corp scund, cu formă plată, cu buză lată, ondulată, răsfrântă. Decorul este organizat pe patru registre: două centrale și două pe marginea vasului. Decorul din partea interior-centrală a vasului este realizat dintr-un motiv fitomorf format din patru crengi cu frunze așezate în formă de cruce. Decorul de pe marginea vasului constă din două registre. Cel lat, fiind decorat cu patru motive fitomorfe și hașuri, alternând între ele, despărțite de câte două linii, cel îngust fiind decorat cu o singură linie ondulată circulară. Registrele sunt delimitate între ele cu linii circulare și concentrice. Cromatica vasului: motivele fitomorfe și florale, liniile dintre registre sunt executate în albastru pe un fond alb. Hașurile decorative sunt colorate în verde deschis. Marginea ondulată a vasului este colorată în albastru. | Muzeul Etnografic al Transilvaniei, Cluj | Cimec    |
|      | Tányér                         | Datare: a doua jumătate al secolului al XIX-lea Descoperit: jud. Maramureș, DĂMĂCUȘENI Dimensiuni: Î: 3,8 cm, DG: 21,4 cm DB: 13 cm Material: Piesă executată la roata olarului din lut, angobată, decorată cu cornul și cu pensula, arsă prin ardere oxidantă, smălțuită cu smalț plombifer, arsă încă o dată.                                                                              | Vas cu baza îngustă, joasă, corp scund, cu formă plată, cu buză lată, ondulată, răsfrântă. Decorul este organizat pe trei registre: unul central și două pe marginea vasului. Decorul din partea interior-centrală a vasului este realizat dintr-un motiv fitomorf și floral sub forma unui buchet (format din două flori și frunze așezate în jurul acestora în formă simetrică). Decorul de pe marginea vasului constă din două registre. Registrul de pe partea exterioară a vasului este decorat cu patru motive fitomorfe (frunze) alternând cu hașuri, așezate simetric. Registrele sunt delimitate între ele cu linii circulare și concentrice. Cromatica vasului: motivele fitomorfe și florale, liniile dintre registre sunt executate în albastru, iar hașurile de pe marginea vasului cu verde deschis pe un fond alb. Marginea ondulată a vasului este colorată în albastru. | Muzeul Etnografic al Transilvaniei, Cluj | Cimec    |
|      | Tányér                         | Datare: a doua jumătate al secolului al XIX-lea Descoperit: jud. Maramureș, DĂMĂCUȘENI Dimensiuni: Î: 4,2 cm, DG: 22,6 cm DB: 13,5 cm Material: Piesă executată la roata olarului din lut, angobată, decorată cu cornul și cu pensula, arsă prin ardere oxidantă, smălțuită cu smalț plombifer, arsă încă o dată.                                                                            | Vas cu baza îngustă, joasă, corp scund, cu formă plată, cu buză lată, ondulată, răsfrântă. Decorul este organizat pe trei registre: unul central și două pe marginea vasului. Decorul din partea interior-centrală a vasului este realizat dintr-un motiv fitomorf și floral sub forma unui buchet (format din două flori și frunze așezate în jurul acestora în formă simetrică). Decorul de pe marginea vasului constă din două registre. Registrul de pe partea exterioară a vasului este decorat cu patru motive fitomorfe (frunze) alternând cu hașuri, așezate simetric. Registrele sunt delimitate între ele cu linii circulare și concentrice. Cromatica vasului: motivele fitomorfe și florale, liniile dintre registre sunt executate în albastru, iar hașurile de pe marginea vasului cu verde deschis pe un fond alb. Marginea ondulată a vasului este colorată în albastru. | Muzeul Etnografic al Transilvaniei, Cluj | Cimec    |
|      | Tányér                         | Datare: a doua jumătate al secolului al XIX-lea Descoperit: jud. Maramureș, DĂMĂCUȘENI Dimensiuni: Î: 6,3 cm, DG: 22 cm DB: 13,5 cm Material: Piesă executată la roata olarului din lut, angobată, decorată cu cornul și cu pensula, arsă prin ardere oxidantă, smălțuită cu smalț plombifer, arsă încă o dată.                                                                              | Vas cu baza îngustă, joasă, corp scund, cu formă plată, cu buză lată, răsfrântă. Decorul este organizat pe trei registre: unul central și două pe marginea vasului. Decorul din partea interior-centrală a vasului este realizat dintr-un motiv fitomorf și floral sub forma unui buchet (format din două flori și frunze așezate în jurul acestora în formă simetrică). Decorul de pe marginea vasului constă dintr-un singur registru mai lat, fiind decorat cu patru motive fitomorfe și hașuri, alternând între ele. Registrele sunt delimitate între ele cu linii circulare și concentrice. Cromatica vasului: motivele fitomorfe și florale, liniile dintre registre sunt executate în albastru, iar hașurile de pe marginea vasului cu verde deschis pe un fond alb. Marginea ondulată a vasului este colorată în albastru. | Muzeul Etnografic al Transilvaniei, Cluj | Cimec    |
|      | Tányér                         | Datare: a doua jumătate al secolului al XIX-lea Descoperit: jud. Maramureș, DĂMĂCUȘENI Dimensiuni: Î: 4,4 cm, DG: 22,5 cm DB: 13,5 cm Material: Piesă executată la roata olarului din lut, angobată, decorată cu cornul și cu pensula, arsă prin ardere oxidantă, smălțuită cu smalț plombifer, arsă încă o dată.                                                                            | Vas cu baza îngustă, joasă, corp scund, cu formă plată, cu buză lată, ondulată, răsfrântă. Decorul este organizat pe trei registre: unul central și două pe marginea vasului. Decorul din partea interior-centrală a vasului este realizat dintr-un motiv fitomorf și floral sub forma unui buchet (format din două flori și frunze așezate în jurul acestora în formă simetrică). Decorul de pe marginea vasului constă dintr-un singur registru mai lat, fiind decorat cu patru motive fitomorfe și hașuri, alternând între ele. Registrele sunt delimitate între ele cu linii circulare și concentrice. Cromatica vasului: motivele fitomorfe și florale, liniile dintre registre sunt executate în albastru, iar hașurile de pe marginea vasului cu verde deschis pe un fond alb. Marginea ondulată a vasului este colorată în albastru. | Muzeul Etnografic al Transilvaniei, Cluj | Cimec    |
|      | Canceu                         | Datare: prima jumătate a secolului al XIX-lea Dimensiuni: Î: 19 cm; Circumferința: 33 cm; DB: 6,5 cm; DG: 7,5 cm Material: lut, angobă albă și albastră; smalț plombifer (transparent); modelat la roată, angobare, decorare prin pictare cu pensula și cornul; smălțuire cu smalț plombifer (transparent); ardere oxidantă de două ori.                                                     | Canceu cu corpul bombat, gât înalt și zvelt, prevăzut cu o toartă dreaptă. De la baza canceului și până la nivelul unde începe toarta sunt dispuse 4 brâie albastre, zimțate, în relief, lucrate manual, care împart vasul în 3 registre orizontale. Primul registru și al treilea, de jos în sus, prezintă motive geometrice – linii, grupate în triunghiuri, cu baza în sus, pe brâul superior care limitează registrul. În registrul al doilea sunt dispuse motive florale – margarete, iar între ele sunt intercalate linii vălurite în grupe de câte trei, verticale sau în diagonală. Motivele sunt realizate cu culoare albă. Vasul este smălțuit cu smalț plombifer (transparent), fiind angobat și în interior. Culori: alb, albastru. | Muzeul Etnografic al Transilvaniei, Cluj | Cimec    |
|      | Canceu                         | Datare: a doua jumătate a secolului al XVIII-lea Dimensiuni: Î: 20,5 cm; Circumferința: 34 cm; DB: 5,5 cm; DG: 7 cm Material: lut, angobă albă, coloranți: albastru – oxid de cobalt, verde și galben, smalț plombifer (transparent); modelat la roată, angobare, decorare prin pictare cu pensula și cornul, smălțuire cu smalț plombifer (transparent), ardere oxidantă de două ori.       | Canceu cu corpul bombat, gât înalt și buza mărită, prevăzut cu o toartă. De la nivelul diametrului maxim al corpului până la punctul de pornire al gurii sunt dispuse patru brâie galbene, zimțate, în relief, care împart suprafața vasului în registre orizontale, dublate bilateral de două linii circulare de culoare verde. Primul, de jos în sus, prezintă trei grupe de ornamente liniare dispuse sub formă de linii verticale mărginite în partea de sus de câte 3 linii orizontale, curbate, de culoare albastră și galbenă; aceste grupe sunt intercalate cu motive liniare și curbilinii, de culoare albastră. În registrul al doilea, al treilea și al patrulea sunt redate motive liniare, dispuse în triunghiuri, având intercalate puncte; motivele sunt de culoare albastră. Pe toartă apare ca decor o linie șerpuită, de culoare albastră. La gură este amplasată o linie circulară de culoare verde. Vasul este smălțuit cu smalț plombifer (transparent), fiind angobat și în interior. Culori: alb, verde, galben, albastru. | Muzeul Etnografic al Transilvaniei, Cluj | Cimec    |
|      | Canceu                         | Datare: a doua jumătate a secolului al XVIII-lea Dimensiuni: Î: 20,5 cm; Circumferința: 34 cm; DB: 6 cm; DG: 7 cm Material: lut, angobă albă, coloranți: albastru – oxid de cobalt, galben și verde; smalț plombifer (transparent); modelat la roată, angobare, decorare prin pictare cu pensula și cornul; smălțuire cu smalț plombifer (transparent); ardere oxidantă de două ori.         | Canceu cu corpul bombat, gât înalt și zvelt, prevăzut cu o toartă dreaptă. De la nivelul diametrului maxim al corpului până la 2,5 cm sub buză sunt dispuse patru brâie galbene, zimțate, în relief, lucrate manual, care împart suprafața vasului în registre orizontale. Aceste brâie galbene sunt limitate bilateral de brâie verzi sub formă de linii, pictate. Primul registru, de jos în sus, prezintă trei grupe de ornamente liniare dispuse sub formă de linii verticale mărginite în partea de sus de câte 3 linii orizontale, curbate, de culoare albastră și galbenă; aceste grupe sunt intercalate cu motive liniare și curbilinii, de culoare albastră. Registrul al doilea prezintă grupe de motive liniare verticale intercalate cu puncte, toate de culoare albastră. Registrul al treilea prezintă motive liniare stilizate fitomorf – linii, puncte. Ultimul registru prezintă linii verticale intercalate din loc în loc de motive curbilinii. Pe toartă apar linii orizontale, de culoare albastră și verde. Vasul este smălțuit cu smalț plombifer (transparent), fiind angobat și în interior. Culori: alb, galben, verde, albastru. | Muzeul Etnografic al Transilvaniei, Cluj | Cimec    |
|      | Canceu                         | Datare: începutul secolului al XIX-lea Dimensiuni: Î: 21,5 cm; Circumferința: 38 cm; DB: 6,5 cm; DG: 8 cm Material: lut, angobă albă, coloranți: verde și galben, smalț plombifer (transparent); modelat la roată, angobare, decorare prin pictare cu pensula și cornul, smălțuire cu smalț plombifer (transparent), ardere oxidantă de două ori.                                            | Canceu cu corpul bombat, gât înalt și buza mărită, prevăzut cu o toartă. De la nivelul diametrului maxim al corpului până unde începe toarta sunt dispuse patru brâie galbene, zimțate, în relief, care împart suprafața vasului în registre orizontale. Primul registru, de jos în sus, prezintă motive florale stilizate, de culoare verde, 2 flori cu tulpini în formă de semicerc. Între cele 2 flori sunt motive geometrice – linii verticale. În al doilea registru este inscripționat anul „18 19”, iar între 18 și 19 apare un motiv floral stilizat. În al treilea registru sunt dispuse 3 palmete (motiv fitomorf). Ultimul registru prezintă motive florale stilizate. Pe toartă apar, ca decor, linii orizontale, dispuse pe toată lungimea toartei. Toate motivele sunt realizate cu culoare verde. Vasul este smălțuit cu smalț plombifer (transparent), fiind angobat și în interior. Culori: alb, verde, galben. | Muzeul Etnografic al Transilvaniei, Cluj | Cimec    |
|      | Canceu                         | Datare: a doua jumătate a secolului al XVIII-lea Dimensiuni: Î: 18,5 cm; Circumferința: 35 cm; DB: 6 cm; DG: 7,5 cm Material: lut, angobă albă, coloranți: albastru – oxid de cobalt, verde și maroniu, smalț plombifer (transparent); modelat la roată, angobare, decorare prin pictare cu pensula și cornul, smălțuire cu smalț plombifer (transparent), ardere oxidantă de două ori.      | Canceu cu corpul bombat, gât înalt și buza mărită, prevăzut cu o toartă. De la nivelul diametrului maxim al corpului până unde începe toarta sunt dispuse patru brâie galbene, zimțate, în relief, care împart suprafața vasului în registre orizontale, dublate bilateral de două linii circulare de culoare verde. Primul registru, de jos în sus, prezintă motive florale puternic stilizate, de culoare albastră, 2 flori in formă de inima cu linii în interior și în formă de spirale, cu tulpină în formă de semicerc și liniuțe verticale. Lângă cele 2 flori sunt câte 2 grupe de motive liniare verticale, ultima linie prezentând liniuțe orizontale de-a lungul ei. Al doilea registru prezintă motive florale stilizate, realizate cu culoare verde. În registrul al treilea sunt dispuse motive fitomorfe: palmete (3). Ultimul registru prezintă motive florale stilizate, unite prin tulpini, de culoare verde. Pe toartă apare ca decor un motiv geometric – linie șerpuită, de culoare albastră. Vasul este smălțuit cu smalț plombifer (transparent), fiind angobat și în interior. Culori: alb, verde, maroniu, albastru. | Muzeul Etnografic al Transilvaniei, Cluj | Cimec    |
|      | Canceu                         | Datare: prima jumătate a secolului al XIX-lea Dimensiuni: Î: 21 cm; Circumferința: 36 cm; DB: 6 cm; DG: 8 cm Material: lut, angobă albă, coloranți: verde și galben, smalț plombifer (transparent); modelat la roată, angobare, decorare prin pictare cu pensula și cornul, smălțuire cu smalț plombifer (transparent), ardere oxidantă de două ori.                                         | Canceu cu corpul bombat, gât înalt și buza mărită, prevăzut cu o toartă. De la nivelul diametrului maxim al corpului până unde începe toarta sunt dispuse patru brâie galbene, zimțate, în relief, care împart suprafața vasului în registre orizontale, dublate bilateral de două linii circulare de culoare verde. Primul registru, de jos în sus, prezintă motive liniare grupate în 4 grupe, mărginite de 3 linii curbe – 2 de culoare verde, și 1, în mijloc, de culoare galbenă. Între aceste grupe sunt intercalate motive liniare și curbilinii. Registrul al doilea și al treilea prezintă un motiv fitomorf: palmeta, realizate cu culoarea verde. În ultimul registru sunt dispuse motive liniare verticale, grupate în triunghiuri, fiecare linie având la capătul de sus câte un punct. Fiecare grupă se încheie cu câte o linie curbă verticală. În jurul gurii canceului este amplasată o linie circulară, de culoare verde. Pe toartă apare ca decor un motiv geometric – linia (liniuțe orizontale), de culoare verde. Vasul este smălțuit cu smalț plombifer (transparent), fiind angobat și în interior. Culori: alb, verde, galben. | Muzeul Etnografic al Transilvaniei, Cluj | Cimec    |
|      | Canceu                         | Datare: a doua jumătate a secolului al XVIII-lea Dimensiuni: Î: 21 cm; Circumferința: 33 cm; DB: 5,5 cm; DG: 7,5 cm Material: lut, angobă albă, coloranți: albastru – oxid de cobalt, galben și verde; smalț plombifer (transparent); modelat la roată, angobare, decorare prin pictare cu pensula și cornul; smălțuire cu smalț plombifer (transparent); ardere oxidantă de două ori.       | Canceu cu corpul bombat, gât înalt și zvelt, prevăzut cu o toartă dreaptă. De la nivelul diametrului maxim al corpului până la 3 cm sub buză sunt dispuse patru brâie galbene, zimțate, în relief, lucrate manual, care împart suprafața vasului în registre orizontale. Aceste brâie galbene sunt limitate bilateral de brâie verzi sub formă de linii pictate. Primul registru, de jos în sus, prezintă trei grupe de ornamente liniare dispuse sub formă de linii verticale mărginite în partea de sus de câte 3 linii orizontale, curbate, de culoare albastră și galbenă; aceste grupe sunt intercalate cu motive liniare și curbilinii, de culoare albastră. Registrul al doilea prezintă trei grupe de motive liniare verticale intercalate cu puncte, toate de culoare albastră. Registrul al treilea prezintă motive fitomorfe – palmetă și motive liniare grupate în 6 grupuri. Ultimul registru prezintă grupuri de motive liniare, între care sunt intercalate motive fitomorfe – palmetă și motive curbilinii. Pe toartă apar linii orizontale, de culoare albastră. Vasul este smălțuit cu smalț plombifer (transparent), fiind angobat și în interior. Culori: alb, albastru, galben, verde. | Muzeul Etnografic al Transilvaniei, Cluj | Cimec    |
|      | Canceu                         | Datare: a doua jumătate a secolului al XVIII-lea Dimensiuni: Î: 25 cm; Circumferința: 41 cm; DB: 7 cm; DG: 9 cm Material: lut, angobă albă, coloranți: albastru – oxid de cobalt, verde și galben, smalț plombifer (transparent); modelat la roată, angobare, decorare prin pictare cu pensula și cornul, smălțuire cu smalț plombifer (transparent), ardere oxidantă de două ori.           | Canceu cu corpul bombat, gât înalt și buza mărită, prevăzut cu o toartă. De la nivelul diametrului maxim al corpului până unde începe toarta sunt dispuse patru brâie galbene, zimțate, în relief, care împart suprafața vasului în registre orizontale, dublate bilateral de două linii circulare de culoare verde. Primul registru, de jos în sus, prezintă patru grupe de motive geometrice: 2 grupe formate din linii verticale și diagonale amplasate într-o inimă, din mijlocul căreia pornește o linie curbă oblică care are de-a lungul ei liniuțe verticale; între cele 2 apar spirale. Între cele 2 grupe de motive descrise mai sus sunt intercalate alte 2 grupe, formate tot din motive geometrice: 6 linii verticale, iar pe cea din stânga sunt dispuse liniuțe orizontale; motivele din primul registru sunt de culoare albastră. Registrul al doilea si al patrulea prezintă motive liniare și curbilinii, stilizate, de culoare verde (registrul 2) și de culoare albastră și verde (registrul 4). În registrul al treilea este amplasat un motiv fitomorf: 3 palmete. Pe toartă apare ca decor o linie șerpuită, de culoare albastră. Vasul este smălțuit cu smalț plombifer (transparent), fiind angobat și în interior. Culori: alb, verde, galben, albastru. | Muzeul Etnografic al Transilvaniei, Cluj | Cimec    |
|      | Canceu                         | Datare: a doua jumătate a secolului al XVIII-lea Dimensiuni: Î: 26 cm; Circumferința: 42 cm; DB: 6,5 cm; DG: 8,5 cm Material: lut, angobă albă, coloranți: albastru – oxid de cobalt, verde și maroniu, smalț plombifer (transparent); modelat la roată, angobare, decorare prin pictare cu pensula și cornul, smălțuire cu smalț plombifer (transparent), ardere oxidantă de două ori.      | Canceu cu corpul bombat, gât înalt și buza mărită, prevăzut cu o toartă. De la nivelul diametrului maxim al corpului până la 3 cm sub gură sunt dispuse patru brâie maronii, zimțate, în relief, care împart suprafața vasului în registre orizontale, dublate bilateral de două linii circulare de culoare verde. Primul registru, de jos în sus, prezintă trei grupe de ornamente liniare dispuse sub formă de linii verticale și din loc în loc linii vălurite, mărginite în partea de sus de câte 3 linii orizontale, curbate, de culoare albastră și maroniu; aceste grupe sunt intercalate cu motive liniare și curbilinii, de culoare albastră. În registrul al doilea sunt dispuse motive geometrice – linii verticale grupate în formă de triunghi (4 grupe), având intercalate motive florale – margarete. Al treilea registru prezintă un motiv fitomorf – palmeta, 4 grupe, iar între palmete sunt intercalate motive geometrice – linii șerpuite cu puncte la capăt. Ultimul registru prezintă motive geometrice – liniare, curbilinii, puncte; motivele sunt de culoare albastră. Pe toartă apare un motiv geometric – linia orizontală, în 5 grupe, de culoare albastră, având din loc în loc câte o linie verde. La gură este amplasată o linie circulară de culoare verde. Vasul este smălțuit cu smalț plombifer (transparent), fiind angobat și în interior. Culori: alb, verde, maroniu, albastru. | Muzeul Etnografic al Transilvaniei, Cluj | Cimec    |
|      | Bokály                         | Datare: sf. sec. XIX - înc. sec. XX Descoperit: jud. Cluj Dimensiuni: Î: 23,3 cm Material: lut; angobă; pigmenți; smalț; modelat la roată; smălțuit; pictat cu cornul; pictat cu pensula; ardere oxidantă | Vas cu baza îngustă, joasă, corp piriform cu gât evazat, buză rotundă, răsfrântă. Toartă simplă, curbă, cu punctele de inserție la gât și la partea centrală a corpului. Interior angobat și smălțuit. Decorul este organizat pe un singur registru central. Registrul conține pe partea centrală un motiv avimorf (o pasăre) așezat pe un motiv fitomorf semicircular hașurat. Pe cele două părți al motivului central, apare câte un motiv fitomorf în formă de ramură compus din lalele, lăcrămioare și câteva frunze. Registrul este delimitat atât în partea superioară, cât și cea inferioară cu linii și dungi paralele circulare. Cromatica vasului: motivul avimorf, motivele fitomorfe și florale sunt executate cu culoarea albă, albastră, maro și verde deschis, pe un fond maro închis. Dungile și liniile paralele de la delimitarea registrului, respectiv baza vasului este colorat cu alb. | Muzeul Etnografic al Transilvaniei, Cluj | Cimec    |
|      | Bokály                         | Datare: 2/2 sec. XIX Dimensiuni: Î: 23,7 cm Material: lut; angobă; pigmenți; smalț; modelat la roată; smălțuit; pictat cu cornul; pictat cu pensula; ardere oxidantă | Vas cu baza îngustă, joasă, corp piriform cu gât evazat, buză rotundă, răsfrântă. Toartă simplă, curbă, cu punctele de inserție la gât și la partea centrală a corpului. Interior angobat și smălțuit. Decorul este organizat pe două registre orizontale, unul pe corpul vasului, celălalt pe gâtul vasului. Registrul de pe corp conține pe partea centrală un motiv floral (o floare rotundă, specifică centrului) încadrat simetric pe două laturi între motive fitomorfe (ghirlandă de frunze). Decorul de pe gâtul vasului conține pe partea centrală tot un motiv floral și fitomorf, compus dintr-o floare rotundă încadrată pe două părți de două ghirlande cu frunze. Registrele sunt delimitate atât în partea superioară, cât și cea inferioară cu linii și dungi circulare. Cele două registre sunt delimitate la mijloc cu două linii circulare paralele, având la mijloc un decor hașurat. Cromatica vasului: motivele florale și cele fitomorfe sunt executate cu alb și verde pe un fond maro deschis. Gura și baza vasului este decorată cu linii de culoare albă și dungi de culoare verde. | Muzeul Etnografic al Transilvaniei, Cluj | Cimec    |
|      | Bokály                         | Datare: sf. sec. XIX - înc. sec. XX Descoperit: jud. Brașov Dimensiuni: Î: 18 cm Material: lut; angobă; pigmenți; smalț; modelat la roată; smălțuit; pictat cu cornul; pictat cu pensula; ardere oxidantă | Vas cu baza îngustă, joasă, corp piriform cu gât evazat, buză rotundă, răsfrântă. Toartă simplă, curbă, cu punctele de inserție la gât și la partea centrală a corpului. Interior angobat și smălțuit. Decorul este organizat pe un singur registru vertical pe partea centrală al vasului. Registrul conține pe partea centrală, pe corpul vasului, un motiv floral (o floare rotundă) încadrat simetric pe două laturi între motive fitomorfe și florale (ramură cu frunze și cu lăcrămioare). Decorul de pe gâtul vasului conține pe partea centrală tot un motiv floral și fitomorf, compus dintr-o floare rotundă încadrată pe două părți de două ramuri cu frunze și lăcrămioare. În partea inferioară și superioară registrul este delimitat cu linii circulare, paralele. Cromatica vasului: motivele fitomorfe și cele florale sunt executate cu culoarea albă, albastră și verde deschis, pe un fond maro închis. | Muzeul Etnografic al Transilvaniei, Cluj | Cimec    |
|      | Ulcică                         | Datare: sf. sec. XIX - înc. sec. XX Descoperit: jud. Hunedoara, com. BERIU, CUCUIȘ Dimensiuni: Î: 10 cm Material: lut; angobă; pigmenți; smalț; modelat la roată; smălțuit; pictat cu cornul; pictat cu pensula; ardere oxidantă | Vas cu bază lată, scurtă și rotundă, cu corp sferoida!, cu gâtul scurt și evazat la buză, cu buză rotundă, răsfrântă, toartă simplă, curbă, cu punctele de inserție !a buză și la partea centrală a corpului. Interior angobat și smălțuit. Decorul este organizat pe un singur registru orizontal, pe corpul vasului. Registrul este compus din motive fitomorfe și florale (o ghirlandă cu frunze, cu flori de formă rotundă cu patru petale și cu lalele) pe un fundal punctat. Cromatica vasului motivele florale și fitomorfe sunt realizate cu albastru, verde, maro și alb pe un fundal maro închis. Baza, gura, gâtul vasului și partea superioară al toartei este colorată cu alb. Partea inferioară al toartei este decorată asemănător fundalului vasului, cu puncte mici. | Muzeul Etnografic al Transilvaniei, Cluj | Cimec    |
|      | Szilke                         | Datare: sf. sec. XIX - înc. sec. XX Descoperit: jud. Cluj, com. MĂRGĂU Dimensiuni: Î: 17 cm Material: lut; angobă; pigmenți; smalț; modelat la roată; smălțuit; pictat cu cornul; pictat cu pensula; ardere oxidantă | Vas cu bază lată, scurtă și rotundă, cu corp sferic, cu gâtul scurt și evazat la buză, cu buză rotundă, răsfrântă, toartă simplă, curbă, cu punctele de inserție la buză și la partea centrală a corpului. Interior angobat și smălțuit. Decorul este organizat pe două registre inegale, orizontale, pe corpul vasului. Registrul mai lat, așezat pe partea centrală a corpului, este compus din motive fitomorfe și florale (o ghirlandă cu frunze, cu flori de formă rotundă cu cinci petale și cu lăcrămioare). Celălalt registru, mai îngust, situat deasupra celuilalt, este compus din două linii ondulate și altele două linii drepte, circulare, paralele. Partea inferioară a registrului mai lat este delimitată de două linii drepte, paralele, circulare și de o dungă mai lată, delimitată de cele două linii. Cromatica vasului: motivele florale și fitomorfe sunt realizate cu albastru, verde, maro și alb pe un fundal maro închis. Baza vasului este colorată cu alb, iar buza și o parte din gât sunt colorate cu albastru. | Muzeul Etnografic al Transilvaniei, Cluj | Cimec    |
|      | Bokály                         | Datare: sf. sec. XIX - înc. sec. XX Descoperit: jud. Cluj, com. BEDECIU Dimensiuni: Î: 22,2 cm Material: lut; angobă; pigmenți; smalț; modelat la roată; smălțuit; pictat cu cornul; pictat cu pensula; ardere oxidantă | Vas cu baza îngustă, joasă, corp piriform cu gât evazat, buză rotundă, răsfrântă. Toartă simplă, curbă, cu punctele de inserție la gât și la partea centrală a corpului. Interior angobat-șj smălțuit. Decorul este organizat pe două registre orizontale, unul pe corpul vasului, celălalt pe gâtul vasului. Registrul de pe corp conține central un motiv floral (o floare cu patru petale, de formă rotundă) încadrat simetric pe două laturi de motive fitomorfe și florale (ramură cu frunze, cu lăcrămioare și cu câte o floare cu patru petale de formă rotundă la partea exterioară). Decorul de pe gâtul vasului conține central tot un motiv floral și fitomorf, compus dintr-o floare cu patru petale, de formă rotundă încadrată pe două părți de două ramuri cu frunze. Registrele sunt delimitate între ele cu două linii circulare, având la mijloc un decor din hașuri și puncte (rozetă de puncte). Cromatica vasului: motivele fitomorfe și cele florale sunt executate cu culoarea albă, albastră, maro și verde deschis, pe un fond de maro închis. Buza vasului este decorat cu culoarea albastră, iar baza vasului cu culoarea albă și albastră. | Muzeul Etnografic al Transilvaniei, Cluj | Cimec    |
|      | Korsó                          | Datare: sf. sec. XIX - înc. sec. XX Dimensiuni: Î: 18 cm Material: lut; angobă; pigmenți; smalț; modelat la roată; smălțuit; pictat cu cornul; pictat cu pensula; ardere oxidantă | Vas cu baza îngustă, joasă, cu corp sferoidal, cu gât cilindric, oblic, buză rotundă. Toartă spiralată, cu punctele de inserție la gât și la partea centrală a corpului. Interior angobat și smălțuit. Decorul este organizat pe un singur registru. Registrul conține și repetă același motiv floral de patru ori, compus dintr-o floare rotundă cu patru petale, câte două lăcrămioare și motive fitomorfe. Gâtul și toarta vasului sunt decorate cu mici linii paralele, descrescânde. Cromatica vasului: pe un fond de maro deschis motivele fitomorfe și florale sunt executate cu alb, colorate ulterior cu smalț de culoare albastră și maro deschis. | Muzeul Etnografic al Transilvaniei, Cluj | Cimec    |
|      | Bokály                         | Datare: 2/2 sec. XIX Dimensiuni: Î: 22,2 cm Material: lut; angobă; pigmenți; smalț; modelat la roată; smălțuit; pictat cu cornul; pictat cu pensula; ardere oxidantă | Vas cu baza îngustă, joasă, corp piriform cu gât evazat, buză rotundă, răsfrântă. Toartă simplă, curbă, cu punctele de inserție la gât și la partea centrală a corpului. Interior angobat și smălțuit. Decorul este organizat pe două registre orizontale, unul pe corpul vasului, celălalt pe gâtul vasului. Registrul de pe corp conține central un motiv floral (o floare rotundă cu șapte petale) încadrat simetric pe două laturi de motive fitomorfe și florale (ghirlandă de frunze cu două lăcrămioare pe partea dreaptă și cu o lăcrămioară pe partea stângă). Decorul de pe gâtul vasului conține central tot un motiv floral și fitomorf, compus dintr-o floare rotundă cu șase petale, încadrată pe două părți de două ghirlande cu frunze. Registrele sunt delimitate atât în partea superioară, cât și cea inferioară cu câte trei dungi circulare. Registrele sunt delimitate între ele cu două linii circulare, având la mijloc un decor din hașuri și puncte (rozetă de puncte). Cromatica vasului: motivele florale și cele fitomorfe sunt executate cu alb, peste care a fost aplicat ulterior smalț de culoare verde, albastru, maro deschis. Fondul vasului este maro deschis. Gura și baza vasului este decorată cu dungi circulare de culoare albă, albastră și verde. | Muzeul Etnografic al Transilvaniei, Cluj | Cimec    |
|      | Bokály                         | Datare: 2/2 sec. XIX Descoperit: jud. Sibiu, com. POIANA SIBIULUI Dimensiuni: Î: 22,3 cm Material: lut; angobă; pigmenți; smalț; modelat la roată; smălțuit; pictat cu cornul; pictat cu pensula; ardere oxidantă | Vas cu baza îngustă, joasă, corp piriform cu gât evazat, buză rotundă, răsfrântă. Toartă simplă, curbă, cu punctele de inserție la gât și la partea centrală a corpului. Interior angobat și smălțuit. Decorul este organizat pe două registre orizontale, unul pe corpul vasului, celălalt pe gâtul vasului. Registrul de pe corp conține central un motiv floral (o floare rotundă, specifică centrului) încadrat simetric pe două laturi de motive fitomorfe și florale (ghirlandă de frunze cu câte o floare la partea exterioară). Decorul de pe gâtul vasului conține central tot un motiv floral și fitomorf, compus dintr-o floare rotundă încadrată pe două părți de două ghirlande cu frunze. Registrele sunt delimitate atât în partea superioară, cât și cea inferioară cu linii circulare și paralele. Cele două registre sunt delimitate cu câte două linii circulare paralele, având la mijloc un decor hașurat. Cromatica vasului: motivele florale și cele fitomorfe sunt executate cu alb și verde pe un fond maro deschis. Gura și baza vasului este decorată cu linii de culoare albă și dungi de culoare verde. | Muzeul Etnografic al Transilvaniei, Cluj | Cimec    |
|      | Szilke                         | Datare: 2/2 sec. XIX Descoperit: jud. Sibiu, com. POIANA SIBIULUI Dimensiuni: Î: 11,2 cm Material: lut; angobă; pigmenți; smalț; modelat la roată; smălțuit; pictat cu cornul; pictat cu pensula; ardere oxidantă | Vas cu toartă în partea laterală, cu baza relativ lată, rotundă, joasă, cu corp sferic, gât evazat, buză rotundă, răsfrântă. Toartă simplă, curbă, cu punctele de inserție la gura și la partea centrală a corpului. Interior angobat și smălțuit. Decorul este organizat pe un singur registru orizontal, care conține și repetă de trei ori același motiv floral și fitomorf compus dintr-o floare cu formă rotundă (specifică centrului) la mijloc, încadrat din două părți de câte o creangă cu frunze și o lăcrămioară. Registrul este delimitat și încadrat între linii și dungi paralele de formă circulară. Toarta vasului este decorată cu mici linii paralele, descrescânde, în formă de triunghi. Buza vasului conține un decor care repetă același motiv format din mici linii paralele crescânde și descrescânde, în formă de triunghi. Cromatica vasului: motivele fitomorfe și florale sunt executate cu albastru de cobalt pe un fond alb. La gâtul și la baza vasului apare câte o dungă decorativă de culoare albastră și maro deschis. | Muzeul Etnografic al Transilvaniei, Cluj | Cimec    |
|      | Bokály                         | Datare: sf. sec. XIX - înc. sec. XX Descoperit: jud. Sibiu, com. POIANA SIBIULUI Dimensiuni: Î: 24 cm Material: lut; angobă; pigmenți; smalț; modelat la roată; smălțuit; pictat cu cornul; pictat cu pensula; ardere oxidantă | Vas cu baza îngustă, joasă, corp piriform cu gât evazat, buză rotundă, răsfrântă. Toartă simplă, curbă, cu punctele de inserție la gât și la partea centrală a corpului. Interior angobat și smălțuit. Decorul este organizat pe două registre orizontale, unul pe corpul vasului, celălalt pe gâtul vasului. Registrul de pe corp conține central un motiv floral (o floare rotundă) încadrat simetric pe două laturi de motive fitomorfe și florale (ramură cu frunze și cu câte o floare de formă rotundă la partea exterioară). Decorul de pe gâtul vasului conține central tot un motiv floral și fitomorf, compus dintr-o floare rotundă încadrată pe două părți de două ramuri cu frunze. Registrele sunt delimitate între ele cu două linii circulare, având la mijloc un decor din hașuri și puncte (rozetă de puncte). În partea inferioară și superioară registrul este delimitat cu linii circulare, paralele. Cromatica vasului: motivele fitomorfe și cele florale sunt executate cu culoarea albă, albastră și verde deschis, pe un fond maro închis. | Muzeul Etnografic al Transilvaniei, Cluj | Cimec    |
|      | Bokály                         | Datare: 2/2 sec. XIX Descoperit: jud. Sibiu, com. POIANA SIBIULUI Dimensiuni: Î: 22,8 cm Material: lut; angobă; pigmenți; smalț; modelat la roată; smălțuit; pictat cu cornul; pictat cu pensula; ardere oxidantă | Vas cu baza îngustă, joasă, corp piriform cu gât evazat, buză rotundă, răsfrântă. Toartă simplă, curbă, cu punctele de inserție la gât și la partea centrală a corpului. Interior angobat și smălțuit. Decorul este organizat pe două registre orizontale, unul pe corpul vasului, celălalt pe gâtul vasului. Registrul de pe corp conține central un motiv floral (o floare rotundă, specifică centrului) încadrat simetric pe două laturi de motive fitomorfe și florale (ghirlandă de frunze cu câte o floare la partea exterioară). Decorul de pe gâtul vasului conține central tot un motiv floral și fitomorf, compus dintr-o floare rotundă încadrată pe două părți de două ghirlande cu frunze. Registrele sunt delimitate atât în partea superioară, cât și cea inferioară cu linii circulare și paralele. Cele două registre sunt delimitate cu câte două linii circulare paralele, având la mijloc un decor hașurat. Cromatica vasului: motivele florale și cele fitomorfe sunt executate cu alb și verde pe un fond maro deschis. Gura și baza vasului este decorată cu linii circulare de culoare albă și verde. | Muzeul Etnografic al Transilvaniei, Cluj | Cimec    |
|      | Bokály                         | Datare: sf. sec. XIX - înc. sec. XX Descoperit: jud. Cluj, com. FLOREȘTI Dimensiuni: Î: 21,8 cm Material: lut; angobă; pigmenți; smalț; modelat la roată; smălțuit; pictat cu cornul; pictat cu pensula; ardere oxidantă | Vas cu baza îngustă, joasă, corp piriform cu gât evazat, buză rotundă, răsfrântă. Toartă simplă, curbă, cu punctele de inserție la gât și la partea centrală a corpului. Interior angobat și smălțuit. Decorul este organizat pe două registre orizontale, unul pe corpul vasului, celălalt pe gâtul vasului. Registrul de pe corp conține central un motiv floral (o floare rotundă, specifică centrului) încadrat simetric pe două laturi de motive fitomorfe și florale (ghirlandă de frunze cu câte două lăcrămioare pe fiecare parte). Decorul de pe gâtul vasului conține central tot un motiv floral și fitomorf, compus dintr-o floare rotundă (specifică centrului), încadrată pe două părți de două ghirlande cu frunze. Registrele sunt delimitate atât în partea superioară, cât și cea inferioară cu dungi circulare. Registrele sunt delimitate între ele cu două linii circulare, având la mijloc un decor din hașuri și puncte (rozetă de puncte). Cromatica vasului: pe un fond de maro deschis sunt executate motivele florale și cele fitomorfe cu alb, peste care a fost aplicat ulterior smalț de culoarea verde, albastru, maro deschis. Gura și baza vasului este decorată cu dungi circulare de culoare albă. | Muzeul Etnografic al Transilvaniei, Cluj | Cimec    |
|      | Bokály                         | Datare: 2/2 sec. XIX Dimensiuni: Î: 23,2 cm Material: lut; angobă; pigmenți; smalț; modelat la roată; smălțuit; pictat cu cornul; pictat cu pensula; ardere oxidantă | Vas cu baza îngustă, joasă, corp piriform cu gât evazat, buză rotundă, răsfrântă. Toartă simplă, curbă, cu punctele de inserție la gât și la partea centrală a corpului. Interior angobat și smălțuit. Decorul este organizat pe două registre orizontale, unul pe corpul vasului, celălalt pe gâtul vasului. Registrul de pe corp este decorat cu motive florale (flori de formă rotundă cu câte patru petale) care se repetă de șase ori, și care sunt despărțite între ele cu un șir de puncte verticale. Decorul de pe gâtul vasului conține pe partea centrală un motiv de forma unei frunze, hașurat în interior, încadrat simetric pe două laturi între motive fitomorfe și florale (frunze și lăcrămioare). Registrele sunt delimitate între ele cu două linii circulare, având la mijloc un decor din hașuri, delimitate de câte două linii paralele, în partea inferioară și superioară registrul este delimitat cu linii și dungi circulare. Cromatica vasului: motivele fitomorfe și cele florale sunt executate cu culoarea albastră pe un fond alb. Gura și baza vasului este decorat cu câte o dungă de culoarea maro deschis și verde deschis. | Muzeul Etnografic al Transilvaniei, Cluj | Cimec    |
|      | Bokály                         | Datare: 2/2 sec. XIX Dimensiuni: Î: 22,1 cm Material: lut; angobă; pigmenți; smalț; modelat la roată; smălțuit; pictat cu cornul; pictat cu pensula; ardere oxidantă | Vas cu baza îngustă, joasă, corp piriform cu gât evazat, buză rotundă, răsfrântă. Toartă simplă, curbă, cu punctele de inserție la gât și la partea centrală a corpului. Interior angobat și smălțuit. Decorul este organizat pe un singur registru central. Registrul conține pe partea centrală un motiv floral (o floare rotundă cu nouă petale, cu trei frunze și două lăcrămioare în partea superioară) sub forma unui ax central și încadrat pe două laturi între motive fitomorfe (două ramuri cu frunze așezate simetric pe cele două laturi ale motivului floral central). Registrul este delimitat atât în partea superioară, cât și cea inferioară cu linii și dungi circulare. Cromatica vasului: motivele fitomorfe și cele florale sunt executate cu albastru de cobalt pe un fond alb. Liniile și dungile care delimitează registrul sunt executate cu albastru de cobalt pe un fond alb. | Muzeul Etnografic al Transilvaniei, Cluj | Cimec    |
|      | Bokály                         | Datare: 2/2 sec. XIX Dimensiuni: Î: 21,9 cm Material: lut; angobă; pigmenți; smalț; modelat la roată; smălțuit; pictat cu cornul; pictat cu pensula; ardere oxidantă | Vas cu baza îngustă, joasă, corp piriform cu gât evazat, buză rotundă, răsfrântă. Toartă simplă, curbă, cu punctele de inserție la gât și la partea centrală a corpului. Interior angobat și smălțuit. Decorul este organizat pe două registre orizontale, unul pe corpul vasului, celălalt pe gâtul vasului. Registrul de pe corp conține pe partea centrală un motiv fitomorf, încadrat simetric pe două laturi între motive fitomorfe și florale (ramură cu frunze, cu lăcrămioare și cu câte o floare de formă rotundă la partea exterioară). Decorul de pe gâtul vasului conține pe partea centrală un motiv floral și fitomorf, compus dintr-o floare rotundă încadrată pe două părți de două ramuri cu frunze și lăcrămioare. Registrele sunt delimitate între ele cu câte două linii circulare, având la mijloc un decor din hașuri despărțit de câte două linii paralele verticale. În partea inferioară și superioară registrul este delimitat cu linii și dungi circulare. Cromatica vasului: motivele fitomorfe și cele florale sunt executate cu culoarea albastră pe un fond alb. Gura și baza vasului este decorat cu câte o dungă de culoare albastră și maro deschis. | Muzeul Etnografic al Transilvaniei, Cluj | Cimec    |
|      | Bokály                         | Datare: 2/2 sec. XIX Dimensiuni: Î: 19,1 cm Material: lut; angobă; pigmenți; smalț; modelat la roată; smălțuit; pictat cu cornul; pictat cu pensula; ardere oxidantă | | Muzeul Etnografic al Transilvaniei, Cluj | Cimec    |
|      | Bokály                         | Datare: 2/2 sec. XIX Descoperit: jud. Cluj, com. AGHIREȘU Dimensiuni: Î: 19 cm Material: lut; angobă; pigmenți; smalț; modelat la roată; smălțuit; pictat cu cornul; pictat cu pensula; ardere oxidantă | Vas cu baza îngustă, joasă, corp piriform cu gât evazat, buză rotundă, răsfrântă. Toartă simplă, curbă, cu punctele de inserție la gât și la partea centrală a corpului. Interior angobat și smălțuit. Decorul este organizat pe două registre orizontale, unul pe corpul vasului, celălalt pe gâtul vasului. Registrul de pe corp conține pe partea centrală un motiv dintr-o linie ondulată, încadrat simetric pe două laturi între motive fitomorfe și florale (ramură cu frunze și cu câte o floare de formă rotundă la partea exterioară). Decorul de pe gâtul vasului conține pe partea centrală un motiv floral și fitomorf, compus dintr-o floare rotundă încadrată pe două părți de două ramuri cu frunze. Registrele sunt delimitate între ele cu câte două linii circulare, având la mijloc un decor din hașuri. În partea inferioară și superioară registrul este delimitat cu linii și dungi circulare. Cromatica vasului: motivele fitomorfe și cele florale sunt executate cu culoarea albastră pe un fond alb. Registrele, gura și baza vasului sunt decorate cu câte o dungă de culoare albastră și verde deschis. | Muzeul Etnografic al Transilvaniei, Cluj | Cimec    |
|      | Bokály                         | Datare: 2/2 sec. XIX Descoperit: jud. Cluj, BĂBDIU Dimensiuni: Î: 23,2 cm Material: lut; angobă; pigmenți; smalț; modelat la roată; smălțuit; pictat cu cornul; pictat cu pensula; ardere oxidantă | Vas cu baza îngustă, joasă, corp piriform cu gât evazat, buză rotundă, răsfrântă. Toartă simplă, curbă, cu punctele de inserție la gât și la partea centrală a corpului. Interior angobat și smălțuit. Decorul este organizat pe două registre orizontale, unul pe corpul vasului, celălalt pe gâtul vasului. Registrul de pe corp conține pe partea centrală un motiv floral (o floare rotundă, specifică centrului) încadrat simetric pe două laturi între motive fitomorfe și florale (ghirlandă de frunze cu câte o floare la partea exterioară). Decorul de pe gâtul vasului conține pe partea centrală tot un motiv floral și fitomorf, compus dintr-o floare rotundă centrală încadrată pe două părți de două ghirlande cu frunze. Registrele sunt delimitate atât în partea superioară, cât și cea inferioară cu linii circulare și paralele. Cele două registre sunt delimitate cu câte două linii circulare paralele, având la mijloc un decor hașurat. Cromatica vasului: motivele florale și cele fitomorfe sunt executate cu albastru de cobalt pe un fond alb. Delimitarea registrelor este realizată cu linii și dungi circulare de culoare albastră și verde deschis. | Muzeul Etnografic al Transilvaniei, Cluj | Cimec    |
|      | Bokály                         | Datare: 2/2 sec. XIX Dimensiuni: Î: 19 cm Material: lut; angobă; pigmenți; smalț; modelat la roată; smălțuit; pictat cu cornul; pictat cu pensula; ardere oxidantă | Vas cu baza îngustă, joasă, corp piriform cu gât evazat, buză rotundă, răsfrântă. Toartă simplă, curbă, cu punctele de inserție la gât și la partea centrală a corpului. Interior angobat și smălțuit. Decorul este organizat pe două registre orizontale, unul pe corpul vasului, celălalt pe gâtul vasului. Registrul de pe corp conține pe partea centrală un motiv de forma unei frunze, hașurat în interior, încadrat simetric pe două laturi între motive fitomorfe și florale (ramură cu frunze, cu lăcrămioare și cu câte o floare de formă rotundă la partea exterioară). Decorul de pe gâtul vasului conține pe partea centrală un motiv floral și fitomorf, compus dintr-o floare rotundă încadrată pe două părți de două ramuri cu frunze. Registrele sunt delimitate între ele cu două linii circulare, având la mijloc un decor din hașuri alternând cu un șir de puncte. În partea inferioară și superioară registrul este delimitat cu linii și dungi circulare. Cromatica vasului: motivele fitomorfe și cele florale sunt executate cu culoarea albastră pe un fond alb. Gura și baza vasului este decorat cu câte o dungă de culoare maro deschis. | Muzeul Etnografic al Transilvaniei, Cluj | Cimec    |
|      | Bokály                         | Datare: 4/4 sec. XIX Dimensiuni: Î: 17,5 cm Material: lut; angobă; pigmenți; smalț; modelat la roată; smălțuit; pictat cu cornul; pictat cu pensula; ardere oxidantă | Vas cu baza îngustă, joasă, corp piriform cu gât evazat, buză rotundă, răsfrântă. Toartă simplă, curbă, cu punctele de inserție la gât și la partea centrală a corpului. Interior angobat și smălțuit. Decorul este organizat pe două registre orizontale, unul pe corpul vasului, celălalt pe gâtul vasului. Registrul de pe corp conține central un motiv floral (o floare rotundă) încadrat simetric pe două laturi de motive fitomorfe și florale (ramură cu frunze și o floare de formă rotundă la partea exterioară). Decorul de pe gâtul vasului conține central tot un motiv floral și fitomorf, compus dintr-o floare rotundă încadrată pe două părți de două ramuri cu frunze. Registrele sunt delimitate între ele cu două linii circulare, având la mijloc un decor din hașuri și puncte (rozetă de puncte). În partea inferioară și în cea superioară registrul este delimitat cu linii circulare, paralele. Cromatica vasului: motivele fitomorfe și cele florale sunt executate cu culoarea albă pe un fond maro închis. Motivele decorative au fost colorate ulterior cu un smalț de culoare albastră, maro și verde deschis. | Muzeul Etnografic al Transilvaniei, Cluj | Cimec    |
|      | Bokály                         | Datare: 2/2 sec. XIX Descoperit: jud. Cluj, CÂMPIA TURZII Dimensiuni: Î: 23 cm Material: lut; angobă; pigmenți; smalț; modelat la roată; smălțuit; pictat cu cornul; pictat cu pensula; ardere oxidantă | Vas cu baza îngustă, joasă, corp piriform cu gât evazat, buză rotundă, răsfrântă. Toartă simplă, curbă, cu punctele de inserție la gât și la partea centrală a corpului. Interior angobat și smălțuit. Decorul este organizat pe două registre orizontale, unul pe corpul vasului, celălalt pe gâtul vasului. Registrul de pe corp conține pe partea centrală un motiv floral (o floare rotundă, specifică centrului) încadrat simetric pe două laturi între motive fitomorfe (ghirlandă de frunze). Decorul de pe gâtul vasului conține pe partea centrală tot un motiv floral și fitomorf, compus dintr-o floare rotundă încadrată pe două părți de două ghirlande cu frunze. Registrele sunt delimitate atât în partea superioară, cât și cea inferioară cu linii și dungi circulare. Cele două registre sunt delimitate la mijloc cu două linii circulare paralele, având la mijloc un decor din mici linii paralele pe diagonală. Cromatica vasului: motivele florale și cele fitomorfe sunt executate cu alb pe un fond maro deschis, peste care pe unele locuri a fost aplicat ulterior un smalț de culoare verde. Gura și baza vasului sunt decorate cu linii de culoare albă colorată, ulterior cu smalț de culoare verde. | Muzeul Etnografic al Transilvaniei, Cluj | Cimec    |
|      | Bokály                         | Datare: 2/2 sec. XIX Dimensiuni: Î: 17,2 cm Material: lut; angobă; pigmenți; smalț; modelat la roată; smălțuit; pictat cu cornul; pictat cu pensula; ardere oxidantă | Vas cu baza îngustă, joasă, corp piriform cu gât evazat, buză rotundă, răsfrântă. Toartă simplă, curbă, cu punctele de inserție la gât și la partea centrală a corpului. Interior angobat și smălțuit. Decorul este organizat pe două registre orizontale, unul pe corpul vasului, celălalt pe gâtul vasului. Registrul de pe corp conține central un motiv de forma unei frunze, hașurat în interior, încadrat simetric pe două laturi de motive fitomorfe și florale (ramură cu frunze, și cu câte o floare de formă rotundă la partea exterioară). Decorul de pe gâtul vasului conține central un motiv floral și fitomorf, compus dintr-o floare rotundă încadrată pe două părți de două ramuri cu frunze. Registrele sunt delimitate între ele cu două linii circulare, având la mijloc un decor din hașuri și puncte (rozetă de puncte). În partea inferioară și cea superioară registrul este delimitat cu linii și dungi circulare. Cromatica vasului: motivele fitomorfe și cele florale sunt executate cu culoarea albastră pe un fond alb. Gura și baza vasului sunt decorate cu câte o dungă de culoare maro deschis. | Muzeul Etnografic al Transilvaniei, Cluj | Cimec    |
|      | Szilke                         | Datare: 2/2 sec. XIX Dimensiuni: Î: 14,8 cm Material: lut; angobă; pigmenți; smalț; modelat la roată; smălțuit; pictat cu cornul; pictat cu pensula; ardere oxidantă | Vas cu toartă în partea laterală, cu baza relativ lată, rotundă, joasă, cu corp sferic, cu gât scurt și evazat, buză rotundă, răsfrântă. Toartă simplă, curbă, cu punctele de inserție la gura și la partea centrală a corpului. Interior angobat și smălțuit. Decorul este organizat pe un singur registru orizontal. Registrul conține central un motiv de forma unei frunze, hașurat în interior, încadrat simetric pe două laturi între motive fitomorfe și florale (ramură cu frunze, cu câte două flori rotunde cu cinci petale și cu câte două lăcrămioare). În partea inferioară și cea superioară registrul este delimitat cu câteva linii drepte și ondulate, circulare. Buza vasului conține un decor care repetă același motiv format din mici linii paralele crescânde și descrescânde, în formă de triunghi. Cromatica vasului: motivele fitomorfe și florale sunt executate cu albastru de cobalt pe un fond alb. | Muzeul Etnografic al Transilvaniei, Cluj | Cimec    |
|      | Bokály                         | Datare: 2/2 sec. XIX Descoperit: jud. Bistrița-Năsăud, LIVEZILE Dimensiuni: Î: 24,4 cm Material: lut; angobă; pigmenți; smalț; modelat la roată; smălțuit; pictat cu cornul; pictat cu pensula; ardere oxidantă | Vas cu baza îngustă, joasă, corp piriform cu gât evazat, buză rotundă, răsfrântă. Toartă simplă, curbă, cu punctele de inserție la gât și la partea centrală a corpului. Interior angobat și smălțuit. Decorul este organizat pe un singur registru central. Registrul conține pe cele două laturi așezat simetric un motiv fitomorf și floral sub forma unei ghirlande, compus din câte două lalele stilizate, două flori rotunde, lăcrămioare și frunze. Decorul așezat pe cele două laturi este despărțit central de un motiv geometric format din linii mici paralele așezate una dedesubtul celeilalte, în formă de romb. Registrul este delimitat atât în partea superioară, cât și în cea inferioară cu câte o dungă circulară. Cromatica vasului: motivele fitomorfe, geometrice și cele florale sunt executate cu alb pe un fond maro închis. Dungile care delimitează registrul, respectiv baza vasului, sunt colorate cu alb. | Muzeul Etnografic al Transilvaniei, Cluj | Cimec    |
|      | Krug                           | Datare: 2/2 sec. XIX Descoperit: jud. Bistrița-Năsăud, LIVEZILE Dimensiuni: Î: 22 cm Material: lut; angobă; pigmenți; smalț; modelat la roată; smălțuit; pictat cu cornul; pictat cu pensula; ardere oxidantă | Vas cu baza îngustă, joasă, corp piriform cu gât evazat, buză rotundă, răsfrântă. Toartă simplă, curbă, cu punctele de inserție la gât și la partea centrală a corpului. Interior angobat și smălțuit. Decorul este organizat pe un singur registru central. Registrul conține pe partea centrală un motiv avimorf (o pasăre) așezat pe o ghirlandă de frunze în formă de semicerc, cu mijlocul hașurat. Pe cele două părți ale motivului central, apare câte o ghirlandă cu motive fitomorfe și florale (flori de formă rotundă cu câte 5-6 petale, lăcrămioare). Registrul este delimitat atât în partea superioară, cât și cea inferioară cu câteva linii circulare drepte și ondulate. Cromatica vasului: motivul avimorf, motivele fitomorfe și florale sunt executate cu alb pe un fond maro, peste care ulterior s-a aplicat smalț de culoare albastră și verde. Baza și buza vasului sunt smălțuite cu smalț de culoare albastră. | Muzeul Etnografic al Transilvaniei, Cluj | Cimec    |
|      | Bokály                         | Datare: 2/2 sec. XIX Descoperit: jud. Alba, SĂLCIUA DE JOS Dimensiuni: Î: 23,4 cm Material: lut; angobă; pigmenți; smalț; modelat la roată; smălțuit; pictat cu cornul; pictat cu pensula; ardere oxidantă | Vas cu baza îngustă, joasă, corp piriform cu gât evazat, buză rotundă, răsfrântă. Toartă simplă, curbă, cu punctele de inserție la gât și la partea centrală a corpului. Interior angobat și smălțuit. Decorul este organizat pe un singur registru central. Registrul conține pe partea centrală un motiv avimorf (o pasăre) așezat pe o ghirlandă de frunze în formă de semicerc, cu mijlocul hașurat. Pe cele două părți ale motivului central, apare câte o ghirlandă de frunze cu lalele și lăcrămioare. Registrul este delimitat atât în partea superioară, cât și cea inferioară cu linii circulare. Toarta vasului este decorată cu linii mici paralele. Cromatica vasului: motivul avimorf, motivele fitomorfe și florale sunt executate cu albastru de cobalt pe un fond alb. | Muzeul Etnografic al Transilvaniei, Cluj | Cimec    |
|      | Bokály                         | Datare: 2/2 sec. XIX Descoperit: jud. Alba, SĂLCIUA DE JOS Dimensiuni: Î: 24 cm Material: lut; angobă; pigmenți; smalț; modelat la roată; smălțuit; pictat cu cornul; pictat cu pensula; ardere oxidantă | Vas cu baza îngustă, joasă, corp piriform cu gât evazat, buză rotundă, răsfrântă. Toartă simplă, curbă, cu punctele de inserție la gât și la partea centrală a corpului. Interior angobat și smălțuit. Decorul este organizat pe două registre orizontale, unul pe corpul vasului, celălalt pe gâtul vasului. Registrul de pe corp conține central un motiv floral (o floare rotundă specifică centrului) încadrat simetric pe două laturi între motive fitomorfe și florale (ghirlandă de frunze cu o lăcrămioară pe partea dreaptă, și cu două lăcrămioare pe partea stângă). Decorul de pe gâtul vasului conține central tot un motiv floral și fitomorf, compus dintr-o floare rotundă, încadrată pe două părți de două ghirlande cu frunze. Registrele sunt delimitate atât în partea superioară, cât și cea inferioară cu linii și dungi circulare. Registrele sunt delimitate între ele cu două linii circulare, având la mijloc un decor din hașuri și puncte (rozetă de puncte). Cromatica vasului: motivele florale și cele fitomorfe sunt executate cu albastru de cobalt pe un fond alb. | Muzeul Etnografic al Transilvaniei, Cluj | Cimec    |
|      | Bokály                         | Datare: 2/2 sec. XIX Descoperit: jud. Alba, SĂLCIUA DE JOS Dimensiuni: Î: 23 cm Material: lut; angobă; pigmenți; smalț; modelat la roată; smălțuit; pictat cu cornul; pictat cu pensula; ardere oxidantă | Vas cu baza îngustă, joasă, corp piriform cu gât evazat, buză rotundă, răsfrântă. Toartă simplă, curbă, cu punctele de inserție la gât și la partea centrală a corpului. Interior angobat și smălțuit. Decorul este organizat pe un singur registru central. Registrul conține pe partea centrală un motiv avimorf (o pasăre) așezat pe un motiv fitomorf semicircular cu mijlocul hașurat. Pe cele două părți ale motivului central, așezate simetric, apare câte o creangă simplă cu frunze. Registrul este delimitat atât în partea superioară, cât și cea inferioară cu linii și dungi circulare. Toarta vasului este decorată cu linii înguste, paralele. Cromatica vasului: motivul avimorf și motivele fitomorfe sunt executate cu albastru de cobalt pe fond alb, dungile de la delimitarea registrului cu verde și albastru. | Muzeul Etnografic al Transilvaniei, Cluj | Cimec    |
|      | Bokály                         | Datare: 2/2 sec. XIX Descoperit: jud. Alba, SĂLCIUA DE JOS Dimensiuni: Î: 23,8 cm Material: lut; angobă; pigmenți; smalț; modelat la roată; smălțuit; pictat cu cornul; pictat cu pensula; ardere oxidantă | Vas cu baza îngustă, joasă, corp piriform cu gât evazat, buză rotundă, răsfrântă. Toartă simplă, curbă, cu punctele de inserție la gât și la partea centrală a corpului. Interior angobat și smălțuit. Decorul este organizat pe două registre orizontale, unul pe corpul vasului, celălalt pe gâtul vasului. Registrul de pe corp conține pe partea centrală un motiv floral (o floare rotundă specifică centrului) încadrat simetric pe două laturi între motive fitomorfe (ghirlandă de frunze). Decorul de pe gâtul vasului conține pe partea centrală tot un motiv floral și fitomorf, compus dintr-o floare rotundă, încadrată pe două părți de două ghirlande cu frunze. Registrele sunt delimitate atât în partea superioară, cât și cea inferioară cu linii și dungi circulare. Registrele sunt delimitate între ele cu câte două linii circulare, având la mijloc un decor din linii verticale paralele și din puncte. Cromatica vasului: motivele florale și cele fitomorfe sunt executate cu albastru de cobalt pe un fond alb, dungile și liniile de la gura și baza vasului cu albastru de cobalt și verde deschis. | Muzeul Etnografic al Transilvaniei, Cluj | Cimec    |
|      | Bokály                         | Datare: 2/2 sec. XIX Descoperit: jud. Sibiu, POIANA SIBIULUI Dimensiuni: Î: 22,8 cm Material: lut; angobă; pigmenți; smalț; modelat la roată; smălțuit; pictat cu cornul; pictat cu pensula; ardere oxidantă | Vas cu baza îngustă, joasă, corp piriform cu gât evazat, buză rotundă, răsfrântă. Toartă simplă, curbă, cu punctele de inserție la gât și la partea centrală a corpului. Interior angobat și smălțuit. Decorul este organizat pe două registre orizontale, unul pe corpul vasului, celălalt pe gâtul vasului. Registrul de pe corp conține pe partea centrală un motiv floral (o floare rotundă, specifică centrului) încadrat simetric pe două laturi între motive fitomorfe și florale (ghirlandă de frunze cu câte o floare la părțile exterioare). Decorul de pe gâtul vasului conține pe partea centrală tot un motiv floral și fitomorf, compus dintr-o floare rotundă (specifică centrului), încadrată pe două părți de două ghirlande cu frunze. Registrele sunt delimitate atât în partea superioară, cât și cea inferioară cu linii circulare, având la mijloc un decor din hașuri și puncte (rozetă de puncte). Cromatica vasului: pe un fond maro sunt executate motivele florale și cele fitomorfe cu alb. Gura și baza vasului sunt decorate cu dungi circulare de culoare albă peste care a fost aplicat ulterior smalț de culoare verde. | Muzeul Etnografic al Transilvaniei, Cluj | Cimec    |
|      | Bokály                         | Datare: 2/2 sec. XIX Descoperit: jud. Mureș, PINTIC Dimensiuni: Î: 22 cm Material: lut; angobă; pigmenți; smalț; modelat la roată; smălțuit; pictat cu cornul; pictat cu pensula; ardere oxidantă | Vas cu baza îngustă, joasă, corp piriform cu gât evazat, buză rotundă, răsfrântă. Toartă simplă, curbă, cu punctele de inserție la gât și la partea centrală a corpului. Interior angobat și smălțuit. Decorul este organizat pe două registre orizontale, unul pe corpul vasului, celălalt pe gâtul vasului. Registrul de pe corp conține pe partea centrală un motiv floral (o floare rotundă, specifică centrului) încadrat simetric pe două laturi între motive fitomorfe și florale (ghirlandă de frunze cu câte o floare la partea exterioară). Decorul de pe gâtul vasului conține pe partea centrală tot un motiv floral și fitomorf, compus dintr-o floare rotundă încadrată pe două părți de două ghirlande cu frunze. Registrele sunt delimitate atât în partea superioară, cât și cea inferioară cu linii circulare și paralele. Cele două registre sunt delimitate cu câte două linii circulare paralele, având la mijloc un decor punctat. Cromatica vasului: motivele florale și cele fitomorfe sunt executate cu albastru de cobalt, liniile de pe gâtul și baza vasului cu maro și albastru închis pe un fond alb. | Muzeul Etnografic al Transilvaniei, Cluj | Cimec    |
|      | Bokály                         | Datare: 2/2 sec. XIX Descoperit: jud. Cluj, COJOCNA Dimensiuni: Î: 24 cm Material: lut; angobă; pigmenți; smalț; modelat la roată; smălțuit; pictat cu cornul; pictat cu pensula; ardere oxidantă | Vas cu baza îngustă, joasă, corp piriform cu gât evazat, buză rotundă, răsfrântă. Toartă simplă, curbă, cu punctele de inserție la gât și la partea centrală a corpului. Interior angobat și smălțuit. Decorul este organizat pe două registre orizontale, unul pe corpul vasului, celălalt pe gâtul vasului. Registrul de pe corp conține pe partea centrală un motiv floral (o floare rotundă, specifică centrului) încadrat simetric pe două laturi între motive fitomorfe și florale (ghirlandă de frunze cu câte o floare la partea exterioară). Decorul de pe gâtul vasului conține pe partea centrală tot un motiv floral și fitomorf, compus dintr-o floare rotundă centrală încadrată pe două părți de două ghirlande cu frunze. Registrele sunt delimitate atât în partea superioară, cât și cea inferioară cu linii circulare drepte și ondulate. Cele două registre sunt delimitate cu câte două linii circulare, având la mijloc un decor fitomorf (creangă mică cu frunze) ce alternează cu rozete din mici puncte. Cromatica vasului: motivele florale și cele fitomorfe sunt executate cu albastru de cobalt pe un fond alb. Delimitarea registrelor este realizată cu linii și dungi drepte și ondulate circulare de culoare albastră. Baza vasului este colorată cu albastru. | Muzeul Etnografic al Transilvaniei, Cluj | Cimec    |
|      | Bokály                         | Datare: 2/2 sec. XIX Dimensiuni: Î: 21,5 cm Material: lut; angobă; pigmenți; smalț; modelat la roată; smălțuit; pictat cu cornul; pictat cu pensula; ardere oxidantă | Vas cu baza îngustă, joasă, corp piriform cu gât evazat, buză rotundă, răsfrântă. Toartă simplă, curbă, cu punctele de inserție la gât și la partea centrală a corpului. Interior angobat și smălțuit. Decorul este organizat pe două registre orizontale, unul pe corpul vasului, celălalt pe gâtul vasului. Registrul de pe corp conține pe partea centrală un motiv floral (o floare rotundă, specifică centrului) încadrat simetric pe două laturi între motive fitomorfe și florale (ghirlandă de frunze cu câte o floare rotundă la partea exterioară). Decorul de pe gâtul vasului conține pe partea centrală tot un motiv floral și fitomorf, compus dintr-o floare rotundă încadrată pe două părți de două ghirlande cu frunze. Registrele sunt delimitate atât în partea superioară, cât și cea inferioară cu linii circulare și paralele. Cele două registre sunt delimitate cu linii circulare, având la mijloc un decor din hașuri și puncte (rozetă de puncte). Cromatica vasului: motivele florale și cele fitomorfe sunt executate cu albastru de cobalt pe un fond alb. Dungile și liniile de la delimitarea registrelor sunt executate cu albastru. | Muzeul Etnografic al Transilvaniei, Cluj | Cimec    |
|      | Bokály                         | Datare: 2/2 sec. XIX Dimensiuni: Î: 23,3 cm Material: lut; angobă; pigmenți; smalț; modelat la roată; smălțuit; pictat cu cornul; pictat cu pensula; ardere oxidantă | Vas cu baza îngustă, joasă, corp piriform cu gât evazat, buză rotundă, răsfrântă. Toartă simplă, curbă, cu punctele de inserție la gât și la partea centrală a corpului. Interior angobat și smălțuit. Decorul este organizat pe două registre orizontale, unul pe corpul vasului, celălalt pe gâtul vasului. Registrul de pe corp conține pe partea centrală un motiv fitomorf încadrat simetric pe două laturi între motive fitomorfe și florale (o floare cu frunze la partea exterioară). Decorul de pe gâtul vasului conține pe partea centrală un motiv floral și fitomorf, compus dintr-o floare rotundă încadrată pe două părți de două ghirlande cu frunze. Registrele sunt delimitate atât în partea superioară, cât și cea inferioară cu linii circulare și paralele. Cele două registre sunt delimitate cu câteva linii circulare paralele, având la mijloc un decor hașurat. Cromatica vasului: motivele florale și cele fitomorfe sunt executate cu albastru de cobalt, iar liniile și dungile circulare de la baza vasului cu albastru de cobalt și verde închis pe un fond alb. | Muzeul Etnografic al Transilvaniei, Cluj | Cimec    |
|      | Krug                           | Datare: 2/2 sec. XIX Descoperit: jud. Bistrița-Năsăud Dimensiuni: Î: 23 cm Material: lut; angobă; pigmenți; smalț; modelat la roată; smălțuit; pictat cu cornul; pictat cu pensula; ardere oxidantă | Vas cu baza îngustă, joasă, corp piriform cu gât evazat, buză rotundă, răsfrântă. Toartă simplă, curbă, cu punctele de inserție la gât și la partea centrală a corpului. Interior angobat și smălțuit. Decorul este organizat pe un singur registru central. Registrul conține pe cele două laturi un motiv fitomorf și floral sub forma unei ghirlande, compus din câte două lalele stilizate, câte una pe cele două laturi, și frunze. Registrul este delimitat atât în partea superioară, cât și în cea inferioară cu linii și dungi circulare paralele. Toarta este decorată cu linii mici paralele. Cromatica vasului: motivele fitomorfe și cele florale sunt executate cu albastru de cobalt pe un fond alb. Liniile și dungile care delimitează registrul sunt executate cu albastru de cobalt și maro deschis. | Muzeul Etnografic al Transilvaniei, Cluj | Cimec    |
|      | Szilke                         | Datare: 2/2 sec. XIX Descoperit: jud. Cluj, com. MĂRGĂU Dimensiuni: Î: 10,5 cm Material: lut; angobă; pigmenți; smalț; modelat la roată; smălțuit; pictat cu cornul; pictat cu pensula; ardere oxidantă | Vas cu toartă în partea laterală, cu baza relativ lată, rotundă, joasă, cu corp sferic, cu gât evazat, buză rotundă, răsfrântă. Toartă simplă, curbă, cu punctele de inserție la gura și la partea centrală a corpului. Interior angobat și smălțuit. Decorul este organizat pe un singur registru orizontal, care conține și repetă de trei ori același motiv floral și fitomorf compus dintr-o floare cu formă rotundă (specifică centrului) la mijloc, încadrat din două părți de câte o creangă cu frunze și o lăcrămioară. Registrul este delimitat și încadrat între linii și dungi paralele de formă circulară. Toarta vasului este decorată cu mici linii paralele, descrescânde, în formă de triunghi. Buza vasului conține un decor care repetă același motiv format din mici linii paralele crescânde și descrescânde, în formă de triunghi. Cromatica vasului: motivele fitomorfe și florale sunt executate cu albastru de cobalt pe un fond alb. La gâtul și la baza vasului apare câte o dungă decorativă de culoare verde și maro deschis. | Muzeul Etnografic al Transilvaniei, Cluj | Cimec    |
|      | Szilke                         | Datare: sf. sec. XIX - înc. sec. XX Descoperit: jud. Cluj, com. MĂRGĂU Dimensiuni: Î: 11,5 cm Material: lut; angobă; pigmenți; smalț; modelat la roată; smălțuit; pictat cu cornul; pictat cu pensula; ardere oxidantă | Vas cu bază lată, scurtă și rotundă, cu corp sferoidal, cu gâtul scurt și evazat la buză, puțin răsfrântă, toartă simplă, curbă, cu punctele de inserție la gură și la partea centrală a corpului. Interior angobat și smălțuit. Decorul este organizat pe un singur registru compus din motivul tablei de șah, expus pe diagonală. Câmpurile motivului tablei de șah conțin și repetă aceleași forme decorative. Câmpurile de culoare închisă au la mijloc câte un decor circular, singular, câmpurile de culoare deschisă sunt completate cu mici puncte. Cromatica vasului: motivul tablei de șah este realizat din linii și mici puncte de culoare albă pe un fond maro închis. Decorul circular, singular din mijlocul câmpului de culoare închisă, este realizat cu culoarea albă, și colorat ulterior cu smalț de culoare albastră, verde și maro. Baza vasului este colorată cu alb, iar gâtul, buza și o parte din toartă sunt colorate cu smalț de culoare albastră. | Muzeul Etnografic al Transilvaniei, Cluj | Cimec    |
|      | Ulcică                         | Datare: sf. sec. XIX - înc. sec. XX Descoperit: jud. Cluj, com. MĂRGĂU Dimensiuni: Î: 18,4 cm Material: lut; angobă; pigmenți; smalț; modelat la roată; smălțuit; pictat cu cornul; pictat cu pensula; ardere oxidantă | Vas cu formă aproximativ piriformă, alungită, cu bază îngustă, scurtă și rotundă, cu gâtul alungit și evazat la buză, cu buză rotundă, răsfrântă, toartă simplă, curbă, cu punctele de inserție la buză și la partea centrală a corpului. Interior angobat și smălțuit. Decorul este organizat pe un singur registru orizontal, pe corpul vasului. Registrul este compus din motive fitomorfe și florale (o ghirlandă cu frunze, cu flori de formă rotundă cu cinci petale). Cromatica vasului: motivele florale și fitomorfe sunt realizate cu alb, colorat ulterior cu smalț de culoare albastră, verde și maro deschis pe un fundal maro închis. Registrul este delimitat la ambele părți cu câte o linie dreaptă și una ondulată. Baza vasului nu este angobată și smălțuită, având culoarea roșcată de lut; gura și gâtul vasului sunt colorate cu smalț de culoare albastră. | Muzeul Etnografic al Transilvaniei, Cluj | Cimec    |
|      | Bokály                         | Datare: 2/2 sec. XIX Descoperit: jud. Cluj, com. MĂRGĂU Dimensiuni: Î: 15,8 cm Material: lut; angobă; pigmenți; smalț; modelat la roată; smălțuit; pictat cu cornul; pictat cu pensula; ardere oxidantă | Vas cu baza îngustă, joasă, corp piriform cu gât evazat, buză rotundă, răsfrântă. Toartă simplă, curbă, cu punctele de inserție la gât și la partea centrală a corpului. Interior angobat și smălțuit. Decorul este organizat pe două registre orizontale, unul pe corpul vasului, celălalt pe gâtul vasului. Registrul de pe corp conține pe partea centrală un motiv floral (o floare rotundă, specifică centrului) încadrat simetric pe două laturi între motive fitomorfe și florale (ghirlandă de frunze cu câte o floare la partea exterioară). Decorul de pe gâtul vasului conține pe partea centrală tot un motiv floral și fitomorf, compus dintr-o floare rotundă încadrată pe două părți de două ghirlande cu frunze. Registrele sunt delimitate atât în partea superioară, cât și cea inferioară de linii circulare și paralele. Cele două registre sunt delimitate cu două linii circulare paralele, având la mijloc un decor hașurat. Cromatica vasului: motivele florale și cele fitomorfe sunt executate cu albastru de cobalt pe un fond alb. Dungile și liniile de la delimitarea registrelor, de pe gâtul și baza vasului sunt executate cu maro închis și albastru. | Muzeul Etnografic al Transilvaniei, Cluj | Cimec    |
|      | Bokály                         | Datare: 2/2 sec. XIX Descoperit: jud. Cluj, com. MĂRGĂU Dimensiuni: Î: 23,4 cm Material: lut; angobă; pigmenți; smalț; modelat la roată; smălțuit; pictat cu cornul; pictat cu pensula; ardere oxidantă | Vas cu baza îngustă, joasă, corp piriform cu gât evazat, buză rotundă, răsfrântă. Toartă simplă, curbă, cu punctele de inserție la gât și la partea centrală a corpului. Interior angobat și smălțuit. Decorul este organizat pe două registre orizontale, unul pe corpul vasului, celălalt pe gâtul vasului. Registrul de pe corp conține pe partea centrală un motiv floral (o floare rotundă, specifică centrului) încadrat simetric pe două laturi între motive fitomorfe și florale (ghirlandă de frunze cu câte o floare la partea exterioară). Decorul de pe gâtul vasului conține pe partea centrală tot un motiv floral și fitomorf, compus dintr-o floare rotundă încadrată pe două părți de două ghirlande cu frunze. Registrele sunt delimitate atât în partea superioară, cât și cea inferioară de linii circulare și paralele. Cele două registre sunt delimitate cu două linii circulare paralele, având la mijloc un decor hașurat. Cromatica vasului: motivele florale și cele fitomorfe sunt executate cu albastru de cobalt pe un fond alb. Dungile și liniile de la delimitarea registrelor, de pe gâtul și baza vasului sunt executate cu maro închis și albastru. | Muzeul Etnografic al Transilvaniei, Cluj | Cimec    |
|      | Krug                           | Datare: 2/2 sec. XIX Descoperit: jud. Cluj, com. MĂRGĂU Dimensiuni: Î: 21,9 cm Material: lut; angobă; pigmenți; smalț; modelat la roată; smălțuit; pictat cu cornul; pictat cu pensula; ardere oxidantă | Vas cu baza îngustă, joasă, corp piriform cu gât evazat, buză rotundă, răsfrântă. Toartă simplă, curbă, cu punctele de inserție la gât și la partea centrală a corpului. Interior angobat și smălțuit. Decorul este organizat pe două registre orizontale, unul pe corpul vasului, celălalt pe gâtul vasului. Ambele registre conțin aceleași motive decorative formate din linii ondulate, alcătuind vagi triunghiuri alăturate și opuse. Registrele sunt delimitate atât în partea superioară, cât și cea inferioară de linii și dungi circulare, paralele. Cele două registre sunt delimitate cu dungi și linii circulare, paralele. Cromatica vasului: motivele decorative compuse din linii ondulate sunt executate cu albastru de cobalt alternând cu verde închis pe un fond alb. Dungile și liniile de la delimitarea registrelor sunt executate cu maro deschis și albastru. | Muzeul Etnografic al Transilvaniei, Cluj | Cimec    |
|      | Krug                           | Datare: 2/2 sec. XIX Descoperit: jud. Cluj, com. MĂRGĂU Dimensiuni: Î: 18,5 cm Material: lut; angobă; pigmenți; smalț; modelat la roată; smălțuit; pictat cu cornul; pictat cu pensula; ardere oxidantă | Vas cu baza îngustă, joasă, corp piriform cu gât evazat, buză rotundă, răsfrântă. Toartă simplă, curbă, cu punctele de inserție la gât și la partea centrală a corpului. Interior angobat și smălțuit. Decorul este organizat pe două registre orizontale, unul pe corpul vasului, celălalt pe gâtul vasului. Ambele registre conțin aceleași motive decorative formate din linii ondulate, alcătuind vagi triunghiuri alăturate și opuse. Registrele sunt delimitate atât în partea superioară, cât și cea inferioară de linii circulare și paralele. Cele două registre sunt delimitate cu câteva linii circulare paralele. Cromatica vasului: motivele decorative compuse din linii ondulate sunt executate cu albastru de cobalt alternând cu verde închis pe un fond alb. Dungile și liniile de la delimitarea registrelor sunt executate cu maro deschis și albastru. | Muzeul Etnografic al Transilvaniei, Cluj | Cimec    |
|      | Bokály                         | Datare: 2/2 sec. XIX Descoperit: jud. Bistrița-Năsăud, MIJLOCENII BÂRGĂULUI Dimensiuni: Î: 23,7 cm Material: lut; angobă; pigmenți; smalț; modelat la roată; smălțuit; pictat cu cornul; pictat cu pensula; ardere oxidantă | Vas cu baza îngustă, joasă, corp piriform cu gât evazat, buză rotundă, răsfrântă. Toartă simplă, curbă, cu punctele de inserție la gât și la partea centrală al corpului. Interior angobat și smălțuit. Decorul este organizat pe două registre orizontale, unul pe corpul vasului, celălalt pe gâtul vasului. Registrul de pe corp conține pe partea centrală un motiv floral (o floare rotundă, specifică centrului) încadrat simetric pe două laturi între motive fitomorfe și florale (ghirlandă de frunze cu câte o floare la partea exterioară). Decorul de pe gâtul vasului conține pe partea centrală tot un motiv floral și fitomorf, compus dintr-o floare rotundă încadrată pe două părți de două ghirlande cu frunze. Registrele sunt delimitate atât în partea superioară, cât și cea inferioară cu linii circulare și paralele. Cele două registre sunt delimitate cu câte două perechi de linii circulare paralele, având la mijloc un decor hașurat. Cromatica vasului: motivele florale și cele fitomorfe sunt executate cu albastru de cobalt pe un fond alb. Dungile și liniile de la delimitarea registrelor, de pe gâtul și baza vasului sunt executate cu maro deschis și albastru. | Muzeul Etnografic al Transilvaniei, Cluj | Cimec    |
|      | Bokály                         | Datare: 2/2 sec. XIX Dimensiuni: Î: 22 cm Material: lut; angobă; pigmenți; smalț; modelat la roată; smălțuit; pictat cu cornul; pictat cu pensula; ardere oxidantă | Vas cu baza îngustă, joasă, corp piriform cu gât evazat, buză rotundă, răsfrântă. Toartă simplă, curbă, cu punctele de inserție la gât și la partea centrală a corpului. Interior angobat și smălțuit. Decorul este organizat pe un singur registru central. Registrul conține pe partea centrală un motiv format din motive florale (o floare cu patru petale în partea superioară al motivului, lăcrămioare, pornind din axul central, câte o lalea pe cele două laturi și la baza motivului central) sub forma unui ax central și încadrat pe două laturi între motive fitomorfe (două ramuri cu frunze așezate simetric pe cele două laturi ale motivului floral central). Registrul este delimitat atât în partea superioară, cât și cea superioară cu câte o dungă circulară. Toarta este decorată cu linii mici paralele, descrescânde. Cromatica vasului: motivele fitomorfe și cel floral sunt executate cu alb pe un fond maro deschis. Baza vasului este colorată în alb. | Muzeul Etnografic al Transilvaniei, Cluj | Cimec    |
|      | Szilke                         | Datare: 2/2 sec. XIX Dimensiuni: Î: 16,8 cm Material: lut; angobă; pigmenți; smalț; modelat la roată; smălțuit; pictat cu cornul; pictat cu pensula; ardere oxidantă | Vas cu bază lată. scurtă și rotundă, cu corp sferoidal, cu gâtul scurt și evazat la buză, puțin răsfrântă, toartă simplă, curbă, cu punctele de inserție la gură și la partea centrală a corpului. Interior angobat și smălțuit. Decorul este organizat pe trei registre verticale, despărțite prin linii paralele verticale. Registrele repetă aceleași motive decorative, fiind compuse din motive fitomorfe și florale (o ghirlandă cu frunze, cu flori de formă rotundă cu cinci petale și cu lăcrămioare) pe un fundal punctat. Cromatica vasului: motivele florale și fitomorfe sunt realizate cu albastru, verde, maro și alb pe un fundal maro închis. Baza vasului este colorată cu alb, iar gâtul și buza este colorată cu albastru. | Muzeul Etnografic al Transilvaniei, Cluj | Cimec    |
|      | Lingură de stână               | Datare: înc. sec. XX Descoperit: jud. Maramureș, com. SUCIU DE SUS, SUCIU DE SUS Dimensiuni: Coada: L: 20 cm, La: 3 cm; Găvan: L: 6,5 cm, La: 8,5 cm Material: lemn de paltin; tăiat; cioplit; scobit; crestat | Lingura este confecționată din lemn de paltin prin tăiere, cioplire, scobire și scrijelire (crestare) și este decorată cu motivul geometric „linia dreaptă” crestat pe coadă. Găvanul are o formă ovoidală. | Muzeul Etnografic al Transilvaniei, Cluj | Cimec    |
|      | Lingură de mâncat              | Datare: înc. sec. XX Descoperit: jud. Cluj, com. STANA, STANA Dimensiuni: Coada: L: 20 cm, La: 3 cm; Găvan: L: 8,5 cm, La: 5 cm Material: lemn de salcie; tăiat; cioplit; scobit; crestat | Lingura este confecționată din lemn de salcie prin tăiere, cioplire, scobire și scrijelire (crestare) și este decorată cu motive geometrice: aripa, linia dreaptă, linia frântă, zig-zagul, crestate pe coadă. Găvanul are o formă ovoidală și ascuțită la vârf. | Muzeul Etnografic al Transilvaniei, Cluj | Cimec    |
|      | Lingură de mâncat              | Datare: 2/2 sec. XIX Descoperit: jud. Bistrița-Năsăud, com. TELCIU, TELCIU Dimensiuni: Coada: L: 17 cm, La: 4 cm; Găvan: L: 6 cm, La: 5,5 cm Material: lemn de plop; tăiat; cioplit; scobit; crestat | Lingura este confecționată din lemn de plop prin tăiere, cioplire, scobire și scrijelire (crestare) și este decorată cu motive geometrice: cercuri, triunghiuri, crucea, crestate pe coadă. Pe coadă este încrestat „Ion”. Găvanul are o formă ovală. | Muzeul Etnografic al Transilvaniei, Cluj | Cimec    |
|      | Lingură de stână               | Datare: înc. sec. XX Descoperit: jud. Bistrița-Năsăud, com. TELCIU, TELCIU Dimensiuni: Coada: L: 19 cm, La: 3 cm; Găvan: L: 6,5 cm, La: 8,5 cm Material: lemn de plop; tăiat; cioplit; scobit; crestat | Lingura este confecționată din lemn de plop prin tăiere, cioplire, scobire și scrijelire (crestare) și este decorată cu motive geometrice: linia dreaptă, crucea în X, crestate pe coadă. Găvanul are o formă romboidală. | Muzeul Etnografic al Transilvaniei, Cluj | Cimec    |
|      | Lingură de stână               | Datare: înc. sec. XX Descoperit: jud. Bistrița-Năsăud, com. TELCIU, TELCIU Dimensiuni: Coada: L: 26 cm, La: 3,5 cm; Găvan: L: 7,5 cm, La: 7 cm Material: lemn de salcie; tăiat; cioplit; scobit; crestat | Lingura este confecționată din lemn de salcie prin tăiere, cioplire, scobire și scrijelire (crestare) și este decorată cu motivul geometric cerc, crestat pe coadă. Găvanul are o formă ovală. | Muzeul Etnografic al Transilvaniei, Cluj | Cimec    |
|      | Lingură de mâncat              | Datare: înc. sec. XX Descoperit: jud. Bistrița-Năsăud, com. TELCIU, TELCIU Dimensiuni: Coada: L: 18 cm, La: 2,5 cm; Găvan: L: 7,5 cm, La: 4,5 cm Material: lemn de ulm; tăiat; cioplit; scobit; crestat | Lingura este confecționată din lemn de ulm prin tăiere, cioplire, scobire și scrijelire (crestare). Nu are motive decorative. Găvanul are o formă ovoidală. | Muzeul Etnografic al Transilvaniei, Cluj | Cimec    |
|      | Lingură de mâncat              | Datare: înc. sec. XX Descoperit: jud. Bistrița-Năsăud, com. TELCIU, TELCIU Dimensiuni: Coada: L: 16 cm, La: 1,5 cm; Găvan: L: 10 cm, La: 8,5 cm Material: lemn de salcie; tăiat; cioplit; scobit; crestat | Lingura este confecționată din lemn de salcie prin tăiere, cioplire, scobire și scrijelire (crestare). Nu are motive decorative. Găvanul are o formă ovală. | Muzeul Etnografic al Transilvaniei, Cluj | Cimec    |
|      | Lingură de mâncat              | Datare: înc. sec. XX Descoperit: jud. Bistrița-Năsăud, com. TELCIU, TELCIU Dimensiuni: Coada: L: 26 cm, La: 2,2 cm; Găvan: L: 9 cm, La: 7,5 cm Material: lemn de plop; tăiat; cioplit; scobit; crestat | Lingura este confecționată din lemn de plop prin tăiere, cioplire, scobire și scrijelire (crestare) și este decorată cu motivul geometric „linia dreaptă” crestat pe coadă. Găvanul are o formă ovală. | Muzeul Etnografic al Transilvaniei, Cluj | Cimec    |
|      | Lingură de mâncat              | Datare: înc. sec. XX Descoperit: jud. Bistrița-Năsăud, com. TELCIU, TELCIU Dimensiuni: Coada: L: 20 cm, La: 2,5 cm; Găvan: L: 9 cm, La: 5 cm Material: lemn de salcie; tăiat; cioplit; scobit; crestat | Lingura este confecționată din lemn de salcie prin tăiere, cioplire, scobire și scrijelire (crestare) și este decorată cu motive geometrice: linia dreaptă, crucea, crestate pe coadă. Găvanul are o formă ovoidală. | Muzeul Etnografic al Transilvaniei, Cluj | Cimec    |
|      | Lingură de mâncat              | Datare: înc. sec. XX Descoperit: jud. Bistrița-Năsăud, com. TELCIU, TELCIU Dimensiuni: Coada: L: 17 cm, La: 2,5 cm; Găvan: L: 9 cm, La: 5 cm Material: lemn de salcie; tăiat; cioplit; scobit; crestat | Lingura este confecționată din lemn de salcie prin tăiere, cioplire, scobire și scrijelire (crestare) și este decorată cu motive geometrice: linia dreaptă, crucea, crestate pe coadă. Găvanul are o formă ovoidală. | Muzeul Etnografic al Transilvaniei, Cluj | Cimec    |
|      | Lingură de mâncat              | Datare: înc. sec. XX Descoperit: jud. Bistrița-Năsăud, com. TELCIU, TELCIU Dimensiuni: Coada: L: 17,5 cm, La: 2,5 cm; Găvan: L: 9 cm, La: 5 cm Material: lemn de salcie; tăiat; cioplit; scobit; crestat | Lingura este confecționată din lemn de salcie prin tăiere, cioplire, scobire și scrijelire (crestare) și este decorată cu motive geometrice: linia dreaptă, crucea, crestate pe coadă. Găvanul are o formă ovoidală. | Muzeul Etnografic al Transilvaniei, Cluj | Cimec    |
|      | Lingură de mâncat              | Datare: înc. sec. XX Descoperit: jud. Bistrița-Năsăud, com. TELCIU, TELCIU Dimensiuni: Coada: L: 16,5 cm, La: 2,5 cm; Găvan: L: 9 cm, La: 5 cm Material: lemn de salcie; tăiat; cioplit; scobit; crestat | Lingura este confecționată din lemn de salcie prin tăiere, cioplire, scobire și scrijelire (crestare) și este decorată cu motive geometrice: linia dreaptă, crucea, crestate pe coadă. Găvanul are o formă ovoidală. | Muzeul Etnografic al Transilvaniei, Cluj | Cimec    |
|      | Lingură de mâncat              | Datare: înc. sec. XX Descoperit: jud. Bistrița-Năsăud, com. TELCIU, TELCIU Dimensiuni: Coada: L: 17 cm, La: 2 cm; Găvan: L: 8 cm, La: 4,5 cm Material: lemn de salcie; tăiat; cioplit; scobit; crestat | Lingura este confecționată din lemn de salcie prin tăiere, cioplire, scobire și scrijelire (crestare) și este decorată cu motive geometrice: linia dreaptă, crucea, crestate pe coadă. Găvanul are o formă ovoidală. | Muzeul Etnografic al Transilvaniei, Cluj | Cimec    |
|      | Lingură de stână               | Datare: înc. sec. XX Descoperit: jud. Bistrița-Năsăud, com. TELCIU, TELCIU Dimensiuni: Coada: L: 17,5 cm, La: 2,5 cm; Găvan: L: 6,5 cm, La: 5,5 cm Material: lemn de plop; tăiat; cioplit; scobit; crestat | Lingura este confecționată din lemn de plop prin tăiere, cioplire, scobire și scrijelire (crestare). Nu are motive decorative. Găvanul are o formă ovală. | Muzeul Etnografic al Transilvaniei, Cluj | Cimec    |
|      | Lingură de stână               | Datare: înc. sec. XX Descoperit: jud. Bistrița-Năsăud, com. TELCIU, TELCIU Dimensiuni: Coada: L: 18,5 cm, La: 2,5 cm; Găvan: L: 6,5 cm, La: 6,5 cm Material: lemn de plop; tăiat; cioplit; scobit; crestat | Lingura este confecționată din lemn de plop prin tăiere, cioplire, scobire și scrijelire (crestare). Nu are motive decorative. Găvanul are o formă ovală. | Muzeul Etnografic al Transilvaniei, Cluj | Cimec    |
|      | Lingură de stână               | Datare: înc. sec. XX Descoperit: jud. Bistrița-Năsăud, com. TELCIU, TELCIU Dimensiuni: Coada: L: 17 cm, La: 2,5 cm; Găvan: L: 6 cm, La: 7,5 cm Material: lemn de plop; tăiat; cioplit; scobit; crestat | Lingura este confecționată din lemn de plop prin tăiere, cioplire, scobire și scrijelire (crestare). Nu are motive decorative. Găvanul are o formă ovoidală și este puțin crăpat. | Muzeul Etnografic al Transilvaniei, Cluj | Cimec    |
|      | Lingură de stână               | Datare: înc. sec. XX Descoperit: jud. Bistrița-Năsăud, com. TELCIU, TELCIU Dimensiuni: Coada: L: 13,5 cm, La: 3,5 cm; Găvan: L: 7,5 cm, La: 7,5 cm Material: lemn de salcie; tăiat; cioplit; scobit; crestat | Lingura este confecționată din lemn de salcie prin tăiere, cioplire, scobire și scrijelire (crestare). Nu are motive decorative. Găvanul are o formă romboidală. | Muzeul Etnografic al Transilvaniei, Cluj | Cimec    |
|      | Lingură de stână               | Datare: înc. sec. XX Descoperit: jud. Bistrița-Năsăud, com. TELCIU, TELCIU Dimensiuni: Coada: L: 14,5 cm, La: 2,5 cm; Găvan: L: 6,5 cm, La: 7 cm Material: lemn de salcie; tăiat; cioplit; scobit; crestat | Lingura este confecționată din lemn de salcie prin tăiere, cioplire, scobire și scrijelire (crestare). Nu are motive decorative. Găvanul are o formă romboidală. | Muzeul Etnografic al Transilvaniei, Cluj | Cimec    |
|      | Lingură de stână               | Datare: înc. sec. XX Descoperit: jud. Bistrița-Năsăud, com. TELCIU, TELCIU Dimensiuni: Coada: L: 18 cm, La: 3 cm; Găvan: L: 7,5 cm, La: 8 cm Material: lemn de salcie; tăiat; cioplit; scobit; crestat | Lingura este confecționată din lemn de salcie prin tăiere, cioplire, scobire și scrijelire (crestare). Nu are motive decorative. Găvanul are o formă romboidală. | Muzeul Etnografic al Transilvaniei, Cluj | Cimec    |
|      | Lingură de mâncat              | Datare: înc. sec. XX Descoperit: jud. Bistrița-Năsăud, com. TELCIU, TELCIU Dimensiuni: Coada: L: 18,5 cm, La: 3 cm; Găvan: L: 8,5 cm, La: 6,5 cm Material: lemn de paltin; tăiat; cioplit; scobit; crestat | Lingura este confecționată din lemn de paltin prin tăiere, cioplire, scobire și scrijelire (crestare). Nu are motive decorative. Găvanul are o formă ovoidală. | Muzeul Etnografic al Transilvaniei, Cluj | Cimec    |
|      | Lingură de stână               | Datare: înc. sec. XX Descoperit: jud. Bistrița-Năsăud, com. TELCIU, TELCIU Dimensiuni: Coada: L: 17 cm, La: 3 cm; Găvan: L: 6,5 cm, La: 7,5 cm Material: lemn de salcie; tăiat; cioplit; scobit; crestat | Lingura este confecționată din lemn de salcie prin tăiere, cioplire, scobire și scrijelire (crestare). Nu are motive decorative. Găvanul are o formă triunghiulară. | Muzeul Etnografic al Transilvaniei, Cluj | Cimec    |
|      | Lingură de mâncat              | Datare: înc. sec. XX Descoperit: jud. Bistrița-Năsăud, com. TELCIU, TELCIU Dimensiuni: Coada: L: 17 cm, La: 2,5 cm; Găvan: L: 7,5 cm, La: 5,5 cm Material: lemn de plop; tăiat; cioplit; scobit; crestat | Lingura este confecționată din lemn de plop prin tăiere, cioplire, scobire și scrijelire (crestare). Nu are motive decorative. Găvanul are o formă ovoidală. | Muzeul Etnografic al Transilvaniei, Cluj | Cimec    |
|      | Lingură de mâncat              | Datare: înc. sec. XX Descoperit: jud. Bistrița-Năsăud, com. TELCIU, TELCIU Dimensiuni: Coada: L: 17,5 cm, La: 3,5 cm; Găvan: L: 8,5 cm, La: 6 cm Material: lemn de salcie; tăiat; cioplit; scobit; crestat | Lingura este confecționată din lemn de salcie prin tăiere, cioplire, scobire și scrijelire (crestare). Nu are motive decorative. Găvanul are o formă ovoidală. | Muzeul Etnografic al Transilvaniei, Cluj | Cimec    |
|      | Lingură de mâncat              | Datare: înc. sec. XX Descoperit: jud. Bistrița-Năsăud, com. TELCIU, TELCIU Dimensiuni: Coada: L: 1 cm, La: 3 cm; Găvan: L: 9,5 cm, La: 5,5 cm Material: lemn de paltin; tăiat; cioplit; scobit; crestat | Lingura este confecționată din lemn de paltin prin tăiere, cioplire, scobire și scrijelire (crestare). Motive decorative: linia dreaptă. Găvanul are o formă ovoidală. | Muzeul Etnografic al Transilvaniei, Cluj | Cimec    |
|      | Lingură de stână               | Datare: înc. sec. XX Descoperit: jud. Bistrița-Năsăud, com. TELCIU, TELCIU Dimensiuni: Coada: L: 19 cm, La: 3,5 cm; Găvan: L: 8 cm, La: 8,5 cm Material: lemn de plop; tăiat; cioplit; scobit; crestat | Lingura este confecționată din lemn de plop prin tăiere, cioplire, scobire și scrijelire (crestare). Nu are motive decorative. Găvanul are o formă romboidală. | Muzeul Etnografic al Transilvaniei, Cluj | Cimec    |
|      | Lingură de stână               | Datare: înc. sec. XX Descoperit: jud. Bistrița-Năsăud, com. TELCIU, TELCIU Dimensiuni: Coada: L: 15,5 cm, La: 2,2 cm; Găvan: L: 7,5 cm, La: 8 cm Material: lemn de salcie; tăiat; cioplit; scobit; crestat | Lingura este confecționată din lemn de salcie prin tăiere, cioplire, scobire și scrijelire (crestare). Decorată cu motive decorative, linii drepte, crestate pe coadă. Găvanul are o formă romboidală. | Muzeul Etnografic al Transilvaniei, Cluj | Cimec    |
|      | Lingură de stână               | Datare: înc. sec. XX Descoperit: jud. Bistrița-Năsăud, com. TELCIU, TELCIU Dimensiuni: Coada: L: 24 cm, La: 3,5 cm; Găvan: L: 6,5 cm, La: 8,5 cm Material: lemn de salcie; tăiat; cioplit; scobit; crestat | Lingura este confecționată din lemn de salcie prin tăiere, cioplire, scobire și scrijelire (crestare). Nu are motive decorative. Găvanul are o formă triunghiulară. | Muzeul Etnografic al Transilvaniei, Cluj | Cimec    |
|      | Lingură de stână               | Datare: înc. sec. XX Descoperit: jud. Bistrița-Năsăud, com. TELCIU, TELCIU Dimensiuni: Coada: L: 21 cm, La: 3 cm; Găvan: L: 6,5 cm, La: 6,5 cm Material: lemn de salcie; tăiat; cioplit; scobit; crestat | Lingura este confecționată din lemn de salcie prin tăiere, cioplire, scobire și scrijelire (crestare). Nu are motive decorative. Găvanul are o formă romboidală. | Muzeul Etnografic al Transilvaniei, Cluj | Cimec    |
|      | Căuc                           | Datare: sf. sec. XIX - înc. sec. XX Dimensiuni: Î: 4 cm; L mâner: 7,8 cm; La mâner: 4,5 cm Material: lemn de tei; tăiat; cioplit; scobit; crestat | Căucul este confecționat din lemn de tei prin tăiere, cioplire, scobire și crestare. Are forma unei cupe ovoidale, cu mâner în formă de cap de câine și era folosit pentru băut apa. Mânerul căucului este crestat cu linii paralele. Obiectul prezintă ornamentație cu opt ținte metalice (fier) pe mâner și o platbandă metalică prinsă în trei ținte și alte patru ținte la baza mânerului. | Muzeul Etnografic al Transilvaniei, Cluj | Cimec    |
|      | Căuc                           | Datare: sf. sec. XIX - înc. sec. XX Descoperit: jud. Cluj, com. SÂNCRAIU, ALUNIȘU Dimensiuni: Î: 4 cm; L mâner: 4 cm; La mâner: 5,5 cm Material: lemn de salcie; tăiat; cioplit; scobit; crestat | Căucul este confecționat din lemn de salcie prin tăiere, cioplire, scobire și crestare. Are forma unei cupe ovoidale cu mâner și era folosit pentru băut apa. | Muzeul Etnografic al Transilvaniei, Cluj | Cimec    |
|      | Căuc                           | Datare: sf. sec. XIX - înc. sec. XX Descoperit: jud. Cluj, GHERLA Dimensiuni: Î: 4 cm; L mâner: 6,5 cm; La mâner: 4,5 cm Material: lemn de plop; tăiat; cioplit; scobit; crestat | Căucul este confecționat din lemn de plop prin tăiere, cioplire, scobire și crestare. Are forma unei cupe ovoidale cu mâner în formă de cârlig și era folosit pentru băut apa. Coada căucului are forma unui cârlig și este crestată cu trei linii paralele care pot să fie și semne de proprietate. | Muzeul Etnografic al Transilvaniei, Cluj | Cimec    |
|      | Căuc                           | Datare: 2/2 sec. XIX Descoperit: jud. Bistrița-Năsăud, com. BISTRIȚA BÂRGĂULUI, COLIBIȚA Dimensiuni: Î: 4,6 cm; L mâner: 3,5 cm; La mâner: 6 cm Material: lemn de salcie; tăiat; cioplit; strunjit; scobit; crestat | Căucul este confecționat din lemn de salcie prin tăiere, cioplire, strunjire, scobire și crestare. Are formă tronconică cu mâner și era folosit pentru muls oile. Motivele decorative, cercuri realizate prin strunjire dispuse la gura și la baza cupei. | Muzeul Etnografic al Transilvaniei, Cluj | Cimec    |
|      | Căuc                           | Datare: 2/2 sec. XIX Descoperit: jud. Bistrița-Năsăud, com. REBRA, REBRA Dimensiuni: Î: 11 cm; L mâner: 2 cm; La mâner: 4 cm Material: lemn de plop; tăiat; cioplit; strunjit; scobit; traforat | Căucul este confecționat din lemn de plop prin tăiere, cioplire, strunjire, scobire și crestare. Are forma tronconică cu două mânere și era folosit pentru băut apa și ca cupă de măsurat. Pe fundul căucului sunt motive decorative geometrice, cercuri. | Muzeul Etnografic al Transilvaniei, Cluj | Cimec    |
|      | Căuc                           | Datare: sf. sec. XIX - înc. sec. XX Descoperit: jud. Bistrița-Năsăud, com. TELCIU, TELCIU Dimensiuni: Î: 4,5 cm; L mâner: 6,5 cm; La mâner: 4,5 cm Material: lemn de plop; tăiat; cioplit; scobit; crestat | Căucul este confecționat din lemn de plop prin tăiere, cioplire, scobire și crestare. Are forma unei cupe semisferice cu mâner în formă de cap de animal și era folosit pentru băut apa. Mânerul căucului este decorat prin crestare cu unghiuri dispuse pe trei linii paralele. | Muzeul Etnografic al Transilvaniei, Cluj | Cimec    |
|      | Căuc                           | Datare: 2/2 sec. XIX Descoperit: jud. Cluj, com. FLOREȘTI, LUNA DE SUS Dimensiuni: Î: 4 cm; L mâner: 6,5 cm; La mâner: 8,5 cm Material: lemn de tei; tăiat; cioplit; scobit; crestat | Căucul este confecționat din lemn de tei prin tăiere, cioplire, scobire și crestare. Are forma unei cupe semisferice cu mâner în formă de pasăre și era folosit pentru băut apa. Mânerul căucului are forma unei păsări și este decorat cu motive geometrice: linii paralele, x-uri. | Muzeul Etnografic al Transilvaniei, Cluj | Cimec    |
|      | Căuc                           | Datare: 2/2 sec. XIX Descoperit: jud. Maramureș, com. ORAȘ TÂRGU LĂPUȘ, DĂMĂCUȘENI Dimensiuni: Î: 4 cm; L mâner: 6,5 cm; La mâner: 5 cm Material: lemn de plop; tăiat; cioplit; scobit; crestat | Căucul este confecționat din lemn de plop prin tăiere, cioplire, scobire și crestare. Are forma unei cupe semisferice cu mâner și era folosit pentru băut apa. Mânerul căucului este decorat prin crestare cu motive geometrice: linii paralele, triunghiuri. | Muzeul Etnografic al Transilvaniei, Cluj | Cimec    |
|      | Căuc                           | Datare: 2/2 sec. XIX Descoperit: jud. Bistrița-Năsăud, com. TELCIU, TELCIU Dimensiuni: Î: 4,3 cm; L mâner: 3,5 cm; La mâner: 7 cm Material: lemn de plop; tăiat; cioplit; strunjit; scobit; crestat | Căucul este confecționat din lemn de plop prin tăiere, cioplire, strunjire, scobire și crestare. Are o formă cilindrică cu mâner lateral și era folosit pentru băut apa. Este decorat prin crestare și traforare cu motive geometrice: x-uri, linii paralele, romburi, dispuse pe corpul căucului și pe mâner. | Muzeul Etnografic al Transilvaniei, Cluj | Cimec    |
|      | Căuc                           | Datare: 2/2 sec. XIX Descoperit: jud. Bistrița-Năsăud, com. PARVA, PARVA Dimensiuni: Î: 4,4 cm; L mâner: 2,2 cm; La mâner: 3,2 cm Material: lemn de salcie; tăiat; cioplit; scobit; crestat; traforat | Căucul este confecționat din lemn de salcie prin tăiere, cioplire, scobire și crestare. Are o formă sferică cu mâner lateral. Căucul este decorat prin crestare și traforare, cu motive geometrice: dreptunghiuri, semicercuri, dispuse pe mâner și triunghiuri, romburi și cercuri dispuse la bază. | Muzeul Etnografic al Transilvaniei, Cluj | Cimec    |
|      | Căuc                           | Datare: 2/2 sec. XIX Descoperit: jud. Bistrița-Năsăud, com. PARVA, PARVA Dimensiuni: Î: 4 cm; L mâner: 3 cm; La mâner: 4,5 cm Material: lemn de plop; tăiat; cioplit; scobit; strunjit; crestat | Căucul este confecționat din lemn de plop prin tăiere, cioplire, scobire, strunjire și crestare. Are oforma unei cupe cilindrice cu brâu median și cu mâner și era folosit pentru băut apa. | Muzeul Etnografic al Transilvaniei, Cluj | Cimec    |
|      | Căuc                           | Datare: sf. sec. XIX - înc. sec. XX Descoperit: jud. Cluj, com. SĂCUIEU, SĂCUIEU Dimensiuni: Î: 6,5 cm; L mâner: 7 cm; La mâner: 7 cm Material: lemn de plop; tăiat; cioplit; scobit; crestat | Căucul este confecționat din lemn de plop prin tăiere, cioplire, scobire și crestare. Are forma unei cupe cilindrice cu mâner în formă de cap de pasăre și era folosit pentru băut apa. | Muzeul Etnografic al Transilvaniei, Cluj | Cimec    |
|      | Căuc                           | Datare: 2/2 sec. XIX Descoperit: jud. Cluj, com. RIȘCA, LĂPUȘTEȘTI Dimensiuni: Î: 7 cm; L mâner: 4,5 cm; La mâner: 2 cm Material: lemn de tei; tăiat; cioplit; scobit; crestat; traforat | Căucul este confecționat din lemn de tei prin tăiere, cioplire, scobire, traforare și crestare. Are forma unei cupe ovoidale cu mâner și era folosit pentru băut apa. Motivele decorative geometrice: triunghi, zig-zag, rozetă, dispuse pe mânerul căucului. | Muzeul Etnografic al Transilvaniei, Cluj | Cimec    |
|      | Căuc                           | Datare: 2/2 sec. XIX Descoperit: jud. Cluj, com. IARA, IARA Dimensiuni: Î: 9,5 cm; L mâner: 5,5 cm; La mâner: 2 cm Material: lemn de tei; tăiat; cioplit; scobit; crestat; traforat | Căucul este confecționat din lemn de tei prin tăiere, cioplire, scobire, traforare și crestare. Are forma unei cupe ovoidale cu mâner și era folosit pentru băut apa. Motivele decorative geometrice: triunghi, zig-zag, rozetă, dispuse pe mânerul căucului. | Muzeul Etnografic al Transilvaniei, Cluj | Cimec    |
|      | Felie                          | Datare: 2/2 sec. XIX Descoperit: jud. Bistrița-Năsăud, com. TELCIU, TELCIU Dimensiuni: Î: 5 cm; L mâner: 5,5 cm; La mâner: 6 cm Material: lemn de plop; tăiat; cioplit; strunjit; scobit; crestat | Cupă confecționată din lemn de plop prin tăiere, cioplire, strunjire, scobire și crestare. Are o formă semicilindrică cu două mânere. Era pus în baierele găleții pentru muls oile. | Muzeul Etnografic al Transilvaniei, Cluj | Cimec    |
|      | Căuc                           | Datare: 1/2 sec. XX Descoperit: jud. Maramureș, com. GIULEȘTI, BERBEȘTI Dimensiuni: Î: 6,5 cm; L mâner: 4,5 cm; La mâner: 4,5 cm Material: lemn de plop; tăiat; cioplit; scobit | Căucul este confecționat din lemn de plop prin tăiere, cioplire și scobire. Are forma unei cupe semicilindrice cu mâner și era folosit pentru băut apa. | Muzeul Etnografic al Transilvaniei, Cluj | Cimec    |
|      | Căuc                           | Datare: 1/2 sec. XX Descoperit: jud. Maramureș, com. GIULEȘTI, BERBEȘTI Dimensiuni: Î: 5,8 cm; L mâner: 7,5 cm; La mâner: 6 cm Material: lemn de plop; tăiat; cioplit; scobit; crestat | Căucul este confecționat din lemn de plop prin tăiere, cioplire, scobire și crestare. Are forma unei cupe ovoidale cu mâner în formă de coadă de rândunică și era folosit pentru băut apa. Căucul este decorat prin tăiere și crestare, cu motive geometrice, linii paralele și dreptunghiuri, dispuse pe mâner. | Muzeul Etnografic al Transilvaniei, Cluj | Cimec    |
|      | Căuc                           | Datare: sf. sec. XIX Descoperit: jud. Sălaj, com. ILEANDA, PODIȘU Dimensiuni: Î: 8 cm; L mâner: 5,5 cm; La mâner: 7,5 cm Material: lemn de plop; tăiat; cioplit; scobit; crestat | Căucul este confecționat din lemn de plop prin tăiere, cioplire, scobire și crestare. Are forma unei cupe ovoidale cu mâner și era folosit pentru băut apa. Mânerul căucului are forma unui semicerc și este crestat cu patru linii paralele de dinți de ferăstrău pe o latură și cu cinci linii paralele de dinți de ferăstrău pe cealaltă latură, care pot fi și semne de proprietate. | Muzeul Etnografic al Transilvaniei, Cluj | Cimec    |
|      | Căuc                           | Datare: sf. sec. XIX Descoperit: jud. Cluj, com. PANTICEU, CUBLEȘU SOMEȘAN Dimensiuni: Î: 6 cm; L mâner: 7 cm; La mâner: 5 cm Material: lemn de tei; tăiat; cioplit; scobit; crestat | Căucul este confecționat din lemn de tei prin tăiere, cioplire, scobire și crestare. Are forma unei cupe tronconice cu mâner și era folosit pentru băut apa. Mânerul căucului este decorat prin crestare cu triunghiuri dispuse în linii paralele. | Muzeul Etnografic al Transilvaniei, Cluj | Cimec    |
|      | Căuc                           | Datare: sf. sec. XIX Descoperit: jud. Cluj, com. IARA, MAȘCA Dimensiuni: Î: 4,5 cm; L mâner: 7,5 cm; La mâner: 6 cm Material: lemn de plop; tăiat; cioplit; scobit; crestat | Căucul este confecționat din lemn de plop prin tăiere, cioplire, scobire și crestare. Are forma unei cupe ovoidale cu mâner în formă de cap de cal și era folosit pentru băut apa. | Muzeul Etnografic al Transilvaniei, Cluj | Cimec    |
|      | Căuc                           | Datare: sf. sec. XIX Descoperit: jud. Maramureș, com. LĂPUȘ, LĂPUȘ Dimensiuni: Î: 5 cm; L mâner: 7 cm; La mâner: 6,5 cm Material: lemn de tei; tăiat; cioplit; scobit; crestat | Căucul este confecționat din lemn de tei prin tăiere, cioplire, scobire și crestare. Are forma unei cupe ovoidale cu mâner în formă de cap de cal și era folosit pentru băut apa. Decorat prin crestare cu motive geometrice: triunghiuri, romuri, dreptunghiuri, dispuse pe mânerul căucului. | Muzeul Etnografic al Transilvaniei, Cluj | Cimec    |
|      | Căuc                           | Dimensiuni: Î: 9 cm; L mâner: 5,5 cm; La mâner: 2 cm; Î mâner: 15 cm Material: lemn de fag; tăiat; cioplit; îndoit; crestat; traforat | Căucul este confecționat din lemn de fag prin tăiere, cioplire, scobire, horjire și crestare. Are forma unei cupe tronconice cu mâner alipit de corpul căucului. Mânerul are forma unui turn cu acoperiș semicilindric și este decorat prin traforare și crestare cu motive geometrice: semicercuri, linii paralele, zig-zaguri. Căucul are un fund de brad încastrat în horjitura făcută în pereți. | Muzeul Etnografic al Transilvaniei, Cluj | Cimec    |
|      | Căuc                           | Dimensiuni: Î: 9,1 cm; L mâner: 4,5 cm; Î mâner: 15,5 cm Material: lemn de fag; tăiat; cioplit; scobit; îndoit; crestat | Căucul este confecționat din lemn de fag prin tăiere, cioplire, scobire, horjire și crestare. Are forma unei cupe tronconice cu mâner alipit de corpul căucului. Mânerul are forma unui turn cu acoperiș triunghiular și este decorat prin traforare și crestare cu motive geometrice: semicercuri, romburi, linii paralele. Căucul are un fund de brad încastrat în horjitura făcută în pereți. | Muzeul Etnografic al Transilvaniei, Cluj | Cimec    |
|      | Căuc                           | Datare: 2/2 sec. XIX Descoperit: jud. Olt, com. ORAȘ BALȘ, BALȘ Dimensiuni: Î: 6 cm; L mâner: 20 cm; La mâner: 4,5 cm Material: lemn de fag; tăiat; cioplit; scobit; crestat | Căucul este confecționat din lemn de fag prin tăiere, cioplire, scobire și crestare. Are forma unei cupe tronconice cu mâner lung și era folosit pentru băut apa. Coada căucului are două găuri. | Muzeul Etnografic al Transilvaniei, Cluj | Cimec    |
|      | Căuc                           | Datare: sf. sec. XIX - înc. sec. XX Dimensiuni: Î: 4 cm; L mâner: 6,5 cm; La mâner: 5,5 cm Material: lemn de plop; tăiat; cioplit; scobit; crestat | Căucul este confecționat din lemn de plop prin tăiere, cioplire, scobire și crestare. Are forma unei cupe semisferice cu mâner în formă de creastă de cocoș și era folosit pentru băut apa. Mânerul căucului este crestat cu triunghiuri. | Muzeul Etnografic al Transilvaniei, Cluj | Cimec    |
|      | Căuc                           | Datare: 2/2 sec. XIX Descoperit: jud. Harghita, com. BILBOR, BILBOR Dimensiuni: Î: 4 cm; L mâner: 13 cm; La mâner: 3 cm Material: lemn de plop; tăiat; cioplit; scobit; crestat | Căucul este confecționat din lemn de plop prin tăiere, cioplire, scobire și crestare. Are forma unei cupe semisferice cu mâner în formă de cap de șarpe și era folosit pentru băut apa. Coada căucului este crestată cu trei linii paralele. | Muzeul Etnografic al Transilvaniei, Cluj | Cimec    |
|      | Căuc                           | Datare: 2/2 sec. XIX Descoperit: jud. Cluj, com. MUNICIPIUL DEJ, DEJ Dimensiuni: Î: 5 cm; L mâner: 3 cm; La mâner: 3,5 cm Material: lemn de plop; tăiat; cioplit; scobit; crestat | Căucul este confecționat din lemn de plop prin tăiere, cioplire, scobire și crestare. Are forma unei cupe tronconice cu mâner în formă de dreptunghi și era folosit pentru băut apa. Coada căucului are forma unui dreptunghi. Căucul este decorat prin crestare cu motive florale: vrejuri cu trei lalele. | Muzeul Etnografic al Transilvaniei, Cluj | Cimec    |
|      | Lingură de stână               | Datare: 1/4 sec. XX Descoperit: jud. Bistrița-Năsăud, com. TELCIU, TELCIU Dimensiuni: L găvan: 7 cm; La găvan: 6,7 cm Material: lemn de plop; tăiat; cioplit; scobit; crestat | Lingura este confecționată din lemn de plop prin tăiere, cioplire, scobire și crestare. Găvanul are o formă ovoidală. Nu are motive decorative. | Muzeul Etnografic al Transilvaniei, Cluj | Cimec    |
|      | Lingură de mâncat              | Datare: 1/4 sec. XX Descoperit: jud. Bistrița-Năsăud, com. TELCIU, TELCIU Dimensiuni: L găvan: 8 cm; La găvan: 5 cm Material: lemn de salcie; tăiat; cioplit; scobit; crestat | Lingura este confecționată din lemn de salcie prin tăiere, cioplire, scobire și crestare. Găvanul are o formă ovoidală. Nu are motive decorative. Lingura nu este un produs finit, ci doar într-o fază de prelucrare. | Muzeul Etnografic al Transilvaniei, Cluj | Cimec    |
|      | Lingură de stână               | Datare: 1/4 sec. XX Descoperit: jud. Bistrița-Năsăud, com. TELCIU, TELCIU Dimensiuni: L găvan: 8 cm; La găvan: 7 cm Material: lemn de salcie; tăiat; cioplit; scobit; crestat | Lingura este confecționată din lemn de salcie prin tăiere, cioplire, scobire și crestare. Găvanul are o formă romboidală. Nu are motive decorative. | Muzeul Etnografic al Transilvaniei, Cluj | Cimec    |
|      | Lingură de mâncat              | Datare: 1/4 sec. XX Descoperit: jud. Cluj, com. MUNICIPIUL GHERLA, GHERLA Dimensiuni: L găvan: 8,5 cm; La găvan: 5,5 cm Material: lemn de salcie; tăiat; cioplit; scobit; crestat | Lingura este confecționată din lemn de salcie prin tăiere, cioplire, scobire. Găvanul are o formă ovoidală. Nu are motive decorative. Lingura nu este un produs finit, ci doar într-o fază de prelucrare. | Muzeul Etnografic al Transilvaniei, Cluj | Cimec    |
|      | Lingură de mâncat              | Datare: 1/4 sec. XX Descoperit: jud. Cluj, com. APAHIDA, APAHIDA Dimensiuni: L găvan: 7,5 cm; La găvan: 4 cm Material: lemn de paltin; tăiat; cioplit; scobit; crestat | Lingura este confecționată din lemn de paltin prin tăiere, cioplire, scobire și crestare. Găvanul are o formă ovoidală. Nu are motive decorative. | Muzeul Etnografic al Transilvaniei, Cluj | Cimec    |
|      | Lingură de mâncat              | Datare: 1/4 sec. XX Descoperit: jud. Cluj, com. MUNICIPIUL GHERLA, GHERLA Dimensiuni: L găvan: 10 cm; La găvan: 5,5 cm; b. Coada: L: 20 cm; La: 4 cm; Găvan: L: 11,5 cm; La: 7 cm; c. Coada: L: 22,5 cm; La: 4 cm; Găvan: L: 10 cm; La: 5,5 cm Material: lemn de paltin; tăiat; cioplit; scobit                                                                                              | Lingurile sunt confecționate din lemn de paltin prin tăiere, cioplire, scobire. Nu au motive decorative. La acest număr de inventar (5950) sunt incluse trei piese în diferite faze de prelucrare numerotate „a”, „b”, „c”. Găvanele „a” și „c” au o formă romboidală. | Muzeul Etnografic al Transilvaniei, Cluj | Cimec    |
|      | Lingură de mâncat              | Datare: 1/4 sec. XX Descoperit: jud. Cluj, com. FEIURD, FEIURD Dimensiuni: L găvan: 7 cm; La găvan: 4,5 cm Material: lemn de salcie; tăiat; cioplit; scobit; crestat | Lingura este confecționată din lemn de salcie prin tăiere, cioplire, scobire și crestare. Găvanul are o formă ovoidală, capătul cozii este rotunjit. Motive decorative: linie dreaptă, dinți de lup. | Muzeul Etnografic al Transilvaniei, Cluj | Cimec    |
|      | Lingură de mâncat              | Datare: 1/4 sec. XX Descoperit: jud. Mureș, com. NADEȘ, NADEȘ Dimensiuni: L găvan: 7,5 cm; La găvan: 4,5 cm Material: lemn de paltin; tăiat; cioplit; scobit; crestat | Lingura este confecționată din lemn de paltin prin tăiere, cioplire, scobire și crestare și este decorată cu motivul geometric „linia dreaptă” crestată pe coadă. Găvanul are o formă ovoidală. Lipsă o parte din vârful cozii. | Muzeul Etnografic al Transilvaniei, Cluj | Cimec    |
|      | Lingură de mâncat              | Datare: 1/4 sec. XX Descoperit: jud. Cluj, com. RETIȚEA, RETIȚEA Dimensiuni: L găvan: 7,5 cm; La găvan: 4,5 cm Material: lemn de salcie; tăiat; cioplit; scobit; crestat | Lingura este confecționată din lemn de salcie prin tăiere, cioplire, scobire și crestare. Găvanul are o formă ovoidală. Nu are motive decorative. | Muzeul Etnografic al Transilvaniei, Cluj | Cimec    |
|      | Lingură de mâncat              | Datare: 1/4 sec. XX Descoperit: jud. Cluj, com. RETIȚEA, RETIȚEA Dimensiuni: L găvan: 7,5 cm; La găvan: 5 cm Material: lemn de salcie; tăiat; cioplit; scobit; crestat | Lingura este confecționată din lemn de salcie prin tăiere, cioplire, scobire și crestare și este decorată cu motivul geometric „linia dreaptă” crestată pe coadă. Găvanul are o formă ovoidală. | Muzeul Etnografic al Transilvaniei, Cluj | Cimec    |
|      | Lingură de mâncat              | Datare: 1/4 sec. XX Descoperit: jud. Bihor, com. BUDUREASA, BUDUREASA Dimensiuni: L găvan: 7,2 cm; La găvan: 5 cm Material: lemn de plop; tăiat; cioplit; scobit; crestat | Lingura este confecționată din lemn de plop prin tăiere, cioplire, scobire și crestare și este decorată cu motive geometrice (linia dreaptă, triunghi) crestate pe coadă. Găvanul are o formă ovoidală. | Muzeul Etnografic al Transilvaniei, Cluj | Cimec    |
|      | Lingură de mâncat              | Datare: 1/4 sec. XX Descoperit: jud. Bistrița-Năsăud, com. COLIBIȚA, COLIBIȚA Dimensiuni: L găvan: 6,5 cm; La găvan: 4,5 cm Material: lemn de salcie; tăiat; cioplit; scobit; crestat | Lingura este confecționată din lemn de salcie prin tăiere, cioplire, scobire și crestare și este decorată cu motive geometrice (linia dreaptă, crucea în x) crestate pe coadă. Găvanul are o formă ovoidală, ciobit. Capătul cozii este rotunjit și asimetric. | Muzeul Etnografic al Transilvaniei, Cluj | Cimec    |
|      | Lingură de mâncat              | Datare: 1/4 sec. XX Descoperit: jud. Bistrița-Năsăud, com. COLIBIȚA, COLIBIȚA Dimensiuni: L găvan: 11,5 cm; La găvan: 6 cm Material: lemn de salcie; tăiat; cioplit | Lingura este confecționată din lemn de salcie prin tăiere, cioplire. Nu are motive decorative. Lingura nu este un produs finit, ci doar începută, în fază de prelucrare. | Muzeul Etnografic al Transilvaniei, Cluj | Cimec    |
|      | Lingură de mâncat              | Datare: 1/4 sec. XX Descoperit: jud. Bistrița-Năsăud, com. COLIBIȚA, COLIBIȚA Dimensiuni: L găvan: 7,5 cm; La găvan: 5 cm Material: lemn de salcie; tăiat; cioplit; scobit; crestat | Lingura este confecționată din lemn de salcie prin tăiere, cioplire, scobire și crestare și este decorată cu motive geometrice (linia dreaptă, dinți de lup) crestate pe coadă. Găvanul are o formă ovoidală. Capătul cozii este rotunjit. | Muzeul Etnografic al Transilvaniei, Cluj | Cimec    |
|      | Lingură de mâncat              | Datare: 1/4 sec. XX Descoperit: jud. Bistrița-Năsăud, com. TELCIU, TELCIU Dimensiuni: L găvan: 9 cm; La găvan: 5 cm Material: lemn de salcie; tăiat; cioplit; scobit | Lingura este confecționată din lemn de salcie prin tăiere, cioplire, scobire. Găvanul are o formă ovoidală. Nu are motive decorative. | Muzeul Etnografic al Transilvaniei, Cluj | Cimec    |
|      | Lingură de mâncat              | Datare: 1/4 sec. XX Descoperit: jud. Bistrița-Năsăud, com. TELCIU, TELCIU Dimensiuni: L găvan: 8,3 cm; La găvan: 5,3 cm Material: lemn de salcie; tăiat; cioplit; scobit | Lingura este confecționată din lemn de salcie prin tăiere, cioplire, scobire. Găvanul are o formă ovoidală. Nu are motive decorative. | Muzeul Etnografic al Transilvaniei, Cluj | Cimec    |
|      | Lingură de mâncat              | Datare: 1/4 sec. XX Descoperit: jud. Bistrița-Năsăud, com. TELCIU, TELCIU Dimensiuni: L găvan: 8 cm; La găvan: 5 cm Material: lemn de salcie; tăiat; cioplit; scobit | Lingura este confecționată din lemn de salcie prin tăiere, cioplire, scobire. Găvanul are o formă ovoidală. Nu are motive decorative. | Muzeul Etnografic al Transilvaniei, Cluj | Cimec    |
|      | Lingură de mâncat              | Datare: 1/4 sec. XX Descoperit: jud. Bistrița-Năsăud, com. NEPOS, NEPOS Dimensiuni: L găvan: 9 cm; La găvan: 5,2 cm Material: lemn de paltin; tăiat; cioplit; scobit; crestat | Lingura este confecționată din lemn de paltin prin tăiere, cioplire, scobire și este decorată cu motive geometrice: linia dreaptă, zigzag și motive florale. Găvanul are o formă ovoidală. Capătul cozii este rotunjit. | Muzeul Etnografic al Transilvaniei, Cluj | Cimec    |
|      | Lingură de mâncat              | Datare: 1/4 sec. XX Descoperit: jud. Bistrița-Năsăud, com. TELCIU, TELCIU Dimensiuni: L găvan: 8 cm; La găvan: 4,7 cm Material: lemn de salcie; tăiat; cioplit; scobit | Lingura este confecționată din lemn de salcie prin tăiere, cioplire, scobire. Găvanul are o formă ovoidală. Nu are motive decorative. | Muzeul Etnografic al Transilvaniei, Cluj | Cimec    |
|      | Lingură de stână               | Datare: 1/4 sec. XX Descoperit: jud. Bistrița-Năsăud, com. RUNCU SALVEI, RUNCU SALVEI Dimensiuni: L găvan: 7 cm; La găvan: 6 cm Material: lemn de salcie; tăiat; cioplit; scobit; crestat | Lingura este confecționată din lemn de salcie prin tăiere, cioplire, scobire, crestare. Motive decorative geometrice: linia dreaptă, triunghiul, zig-zagul și motive florale. Găvanul are o formă romboidală. Vârful cozii are marginile crestate. | Muzeul Etnografic al Transilvaniei, Cluj | Cimec    |
|      | Lingură de mâncat              | Datare: 1/4 sec. XX Descoperit: jud. Maramureș, com. SĂLIȘTEA DE SUS, SĂLIȘTEA DE SUS Dimensiuni: L găvan: 8,5 cm; La găvan: 4,5 cm Material: lemn de paltin; tăiat; cioplit; scobit; crestat | Lingura este confecționată din lemn de paltin prin tăiere, cioplire, scobire și crestare. Găvanul are o formă ovoidală. Vârful cozii are marginile crestate. Nu are motive decorative. | Muzeul Etnografic al Transilvaniei, Cluj | Cimec    |
|      | Lingură de mâncat              | Datare: 1/4 sec. XX Descoperit: jud. Cluj, com. ȚAGA, ȚAGA Dimensiuni: La găvan: 6,5 cm Material: lemn de salcie; tăiat; cioplit; scobit; crestat | Lingura este confecționată din lemn de salcie prin tăiere, cioplire, scobire și scrijelire (crestare). Motive decorative: dinți de lup. Găvanul are o formă ovoidală. | Muzeul Etnografic al Transilvaniei, Cluj | Cimec    |
|      | Lingură de mâncat              | Datare: 1/4 sec. XX Descoperit: jud. Cluj, com. ȚAGA, ȚAGA Dimensiuni: La găvan: 6 cm Material: lemn de salcie; tăiat; cioplit; scobit; crestat | Lingura este confecționată din lemn de salcie prin tăiere, cioplire, scobire și scrijelire (crestare). Motive decorative: dinți de lup. Găvanul are o formă ovoidală. | Muzeul Etnografic al Transilvaniei, Cluj | Cimec    |
|      | Lingură de mâncat              | Datare: 1/4 sec. XX Descoperit: jud. Cluj, com. ȚAGA, ȚAGA Dimensiuni: La găvan: 6 cm Material: lemn de salcie; tăiat; cioplit; scobit; crestat | Lingura este confecționată din lemn de salcie prin tăiere, cioplire, scobire și scrijelire (crestare). Motive decorative: dinți de lup. Găvanul are o formă ovoidală. | Muzeul Etnografic al Transilvaniei, Cluj | Cimec    |
|      | Lingură de mâncat              | Datare: 1/4 sec. XX Descoperit: jud. Cluj, com. ȚAGA, ȚAGA Dimensiuni: La găvan: 6 cm Material: lemn de salcie; tăiat; cioplit; scobit; crestat | Lingura este confecționată din lemn de salcie prin tăiere, cioplire, scobire și scrijelire (crestare). Motive decorative: dinți de lup. Găvanul are o formă ovoidală. | Muzeul Etnografic al Transilvaniei, Cluj | Cimec    |
|      | Lingură de mâncat              | Datare: 1/4 sec. XX Descoperit: jud. Cluj, com. ȚAGA, ȚAGA Dimensiuni: La găvan: 5 cm Material: lemn de salcie; tăiat; cioplit; scobit; crestat | Lingura este confecționată din lemn de salcie prin tăiere, cioplire, scobire și scrijelire (crestare). Motive decorative: dinți de lup. Găvanul are o formă ovoidală. Capătul cozii este rotunjit. | Muzeul Etnografic al Transilvaniei, Cluj | Cimec    |
|      | Lingură de mâncat              | Datare: 1/4 sec. XX Descoperit: jud. Cluj, com. GHERLA, GHERLA Dimensiuni: La găvan: 4 cm Material: lemn de paltin; tăiat; cioplit; scobit; crestat | Lingura este confecționată din lemn de paltin prin tăiere, cioplire, scobire și scrijelire (crestare). Motive decorative: dinți de lup. Găvanul are o formă ovoidală. Capătul cozii este ascuțit. | Muzeul Etnografic al Transilvaniei, Cluj | Cimec    |
|      | Lingură de mâncat              | Datare: 1/4 sec. XX Descoperit: jud. Cluj, com. GHERLA, GHERLA Dimensiuni: La găvan: 4,5 cm Material: lemn de paltin; tăiat; cioplit; scobit; crestat | Lingura este confecționată din lemn de paltin prin tăiere, cioplire, scobire și scrijelire (crestare). Motive decorative: dinți de lup. Găvanul are o formă ovoidală. Capătul cozii este ascuțit. | Muzeul Etnografic al Transilvaniei, Cluj | Cimec    |
|      | Lingură de mâncat              | Datare: 1/4 sec. XX Descoperit: jud. Cluj, com. GHERLA, GHERLA Dimensiuni: La găvan: 4,5 cm Material: lemn de paltin; tăiat; cioplit; scobit; crestat | Lingura este confecționată din lemn de paltin prin tăiere, cioplire, scobire și scrijelire (crestare). Motive decorative: dinți de lup. Găvanul are o formă ovoidală. Capătul cozii este ascuțit și rotunijt. | Muzeul Etnografic al Transilvaniei, Cluj | Cimec    |
|      | Lingură de mâncat              | Datare: 1/4 sec. XX Descoperit: jud. Cluj, com. GHERLA, GHERLA Dimensiuni: La găvan: 4,5 cm Material: lemn de paltin; tăiat; cioplit; scobit; crestat | Lingura este confecționată din lemn de paltin prin tăiere, cioplire, scobire și scrijelire (crestare). Motive decorative: dinți de lup. Găvanul are o formă ovoidală. Capătul cozii este ascuțit. | Muzeul Etnografic al Transilvaniei, Cluj | Cimec    |
|      | Lingură de mâncat              | Datare: 1/4 sec. XX Descoperit: jud. Cluj, com. APAHIDA, APAHIDA Dimensiuni: La găvan: 4,5 cm Material: lemn de salcie; tăiat; cioplit; scobit; crestat | Lingura este confecționată din lemn de salcie prin tăiere, cioplire, scobire și scrijelire (crestare). Motive decorative: dinți de lup. Găvanul are o formă ovoidală. Capătul cozii este rotunjit. | Muzeul Etnografic al Transilvaniei, Cluj | Cimec    |
|      | Lingură de mâncat              | Datare: 1/4 sec. XX Descoperit: jud. Cluj, com. FEIURD, FEIURD Dimensiuni: La găvan: 4,5 cm Material: lemn de paltin; tăiat; cioplit; scobit; crestat | Lingura este confecționată din lemn de paltin prin tăiere, cioplire, scobire și scrijelire (crestare). Motive decorative: linia dreaptă, dinți de lup. Găvanul are o formă ovoidală. Capătul cozii este rotunjit. | Muzeul Etnografic al Transilvaniei, Cluj | Cimec    |
|      | Lingură de mâncat              | Datare: 1/4 sec. XX Descoperit: jud. Cluj, com. FEIURD, FEIURD Dimensiuni: La găvan: 5 cm Material: lemn de plop; tăiat; cioplit; scobit; crestat | Lingura este confecționată din lemn de plop prin tăiere, cioplire, scobire și scrijelire (crestare). Motive decorative: linia dreaptă, dinți de lup. Găvanul are o formă ovoidală. Capătul cozii este rotunjit. | Muzeul Etnografic al Transilvaniei, Cluj | Cimec    |
|      | Lingură de urdă                | Datare: 1/4 sec. XX Descoperit: jud. Cluj, com. JUCU, JUCU DE MIJLOC Dimensiuni: La găvan: 7 cm; D inel: 3 cm Material: lemn de paltin; tăiat; cioplit; scobit; crestat | Lingura este confecționată din lemn de paltin prin tăiere, cioplire, scobire și scrijelire (crestare) și este decorată cu motive geometrice: linia dreaptă, cruce în X, dreptunghi, crestate pe coadă. Găvanul are o formă ovoidală. Capătul cozii este rotunjit și are un inel de lemn care servește pentru agîțat lingura. | Muzeul Etnografic al Transilvaniei, Cluj | Cimec    |
|      | Lingură de mâncat              | Datare: 1/4 sec. XX Descoperit: jud. Cluj, com. FEIURD, FEIURD Dimensiuni: La găvan: 4 cm Material: lemn de plop; tăiat; cioplit; scobit; crestat | Lingura este confecționată din lemn de plop prin tăiere, cioplire, scobire și scrijelire (crestare). Motive decorative: linia dreaptă, dinți de lup. Găvanul are o formă ovoidală. Capătul cozii este rotunjit. | Muzeul Etnografic al Transilvaniei, Cluj | Cimec    |
|      | Lingură de mâncat              | Datare: 1/4 sec. XX Descoperit: jud. Bistrița-Năsăud, com. RODNA VECHE, RODNA VECHE Dimensiuni: La găvan: 4,5 cm Material: lemn de paltin; tăiat; cioplit; scobit; crestat | Lingura este confecționată din lemn de paltin prin tăiere, cioplire, scobire și scrijelire (crestare) și este decorată cu motive geometrice (linia dreaptă, cercul, semicercul, meandrul) și motive zoomorfe (șarpele) crestate pe coadă. Găvanul are o formă ovoidală. | Muzeul Etnografic al Transilvaniei, Cluj | Cimec    |
|      | Lingură de mâncat              | Datare: 1/4 sec. XX Descoperit: jud. Bistrița-Năsăud, com. TELCIU, TELCIU Dimensiuni: La găvan: 5 cm Material: lemn de salcie; tăiat; cioplit; scobit; crestat | Lingura este confecționată din lemn de salcie prin tăiere, cioplire, scobire și scrijelire (crestare). Motiv decorativ: linia dreaptă. Găvanul are o formă ovoidală. | Muzeul Etnografic al Transilvaniei, Cluj | Cimec    |
|      | Lingură de mâncat              | Datare: 1/4 sec. XX Descoperit: jud. Bistrița-Năsăud, com. TELCIU, TELCIU Dimensiuni: La găvan: 5 cm Material: lemn de fag; tăiat; cioplit; scobit; crestat | Lingura este confecționată din lemn de fag prin tăiere, cioplire, scobire și scrijelire (crestare). Nu are motive decorative. Găvanul are o formă ovoidală. | Muzeul Etnografic al Transilvaniei, Cluj | Cimec    |
|      | Lingură de mâncat              | Datare: 1/4 sec. XX Descoperit: jud. Maramureș, com. SĂLIȘTEA DE SUS, SĂLIȘTEA DE SUS Dimensiuni: La găvan: 5 cm Material: lemn de salcie; tăiat; cioplit; scobit; crestat | Lingura este confecționată din lemn de salcie prin tăiere, cioplire, scobire și scrijelire (crestare). Nu are motive decorative. Găvanul are o formă ovoidală. | Muzeul Etnografic al Transilvaniei, Cluj | Cimec    |
|      | Lingură de mâncat              | Datare: 1/4 sec. XX Descoperit: jud. Brașov Dimensiuni: La găvan: 4,5 cm Material: lemn de salcie; tăiat; cioplit; scobit; crestat | Lingura este confecționată din lemn de salcie prin tăiere, cioplire, scobire și scrijelire (crestare). Motiv decorativ: linia dreaptă. Găvanul are o formă ovoidală. | Muzeul Etnografic al Transilvaniei, Cluj | Cimec    |
|      | Lingură de mâncat              | Datare: 1/4 sec. XX Descoperit: jud. Bistrița-Năsăud, com. ȘANȚ, ȘANȚ Dimensiuni: La găvan: 4 cm Material: lemn de paltin; tăiat; cioplit; scobit; crestat | Lingura este confecționată din lemn de paltin prin tăiere, cioplire, scobire și scrijelire (crestare). Nu are motive decorative. Găvanul are o formă ovoidală. | Muzeul Etnografic al Transilvaniei, Cluj | Cimec    |
|      | Corn de praf de pușcă          | Datare: mijl. sec. XIX Descoperit: jud. Harghita, com. VLĂHIȚA, VLĂHIȚA Material: Cornul de cerb a fost prelucrat prin tăierea cu fierăstrăul a celor trei ramuri ("gâtul" și două "picioare"). Curățat pe interior prin răzuire, cornul a fost șlefuit pe părțile exterioare cu piatră, uns cu seu și lustruit cu cârpă. Ornamentația s-a realiz                                            | Cornul pentru păstrat praful de pușcă are o formă cu trei ramuri: un "gât" cu un diametru mai mare, două "picioare" inegale la diametru, un "piept" de grosimea gâtului, valorificându-se astfel forma naturală a unei ramificații din coarnele de cerb. Decorul este amplasat pe fața și lateralele cornului. Frontal și central, pe pieptul cornului, este desfășurată o rozetă cu șase brațe, cu puncte interioare, înscrisă într-un cerc triplu. Între ultimele două cercuri se desfășoară circular triunghiuri hașurate mărunt. Deasupra rozetei sunt incizate patru petale hașurate fin. Pe flancurile cornului se desfășoară pe verticală un motiv constând în semielipse suprapuse, hașurate (corn de brad ?) străbătute de două linii paralele. Motivul dinților de lup însoțește fiecare dintre cele trei guri ale cornului. Pe lateralele pieptului sunt două orificii necesare pentru punerea belciugelor de curea. Picioarele cornului sunt înfundate cu dopuri din lemn. Gura cornului are un capac din corn, lipsește țeava de alimentare cu praf de pușcă. Pe interiorul picioarelor se desfășoară o friză alcătuită din triunghiuri mici, hașurate mărunt. | Muzeul Etnografic al Transilvaniei, Cluj | Cimec    |
|      | Corn de praf de pușcă          | Datare: 2/2 sec. XIX Descoperit: jud. Harghita, com. ATID, INLĂCENI Material: Cornul de cerb a fost prelucrat prin tăierea cu fierăstrăul a celor trei ramuri ("gâtul" și două "picioare"). Curățat pe interior prin răzuire, cornul a fost șlefuit pe părțile exterioare cu piatră, uns cu seu și lustruit cu cârpă. Ornamentația s-a realiz                                                | Cornul pentru păstrat praful de pușcă are o formă cu trei ramuri: un "gât" cu un diametru mai mare, două "picioare" inegale la diametru, un "piept" de grosimea gâtului, valorificându-se astfel forma naturală a unei ramificații din coarnele de cerb. Decorul este amplasat pe fața și lateralele cornului. Frontal și central, pe pieptul cornului, este desfășurată o rozetă cu șase brațe, circumscrise cu două cercuri. Spațiul liber din interiorul cercurilor este punctat. Același motiv este derulat pe fața celor două picioare cu dimensiuni din ce în ce mai mici înspre capetele picioarelor. Pe lateralele picioarelor se află dispuse romburi inegale hașurate larg precum și linii dispuse în unghi. Întregul ornament se delimitează cu brâuri alcătuite din puncte. Pe lateralul pieptului sunt două verigi din fier pentru prinderea curelei. Unul dintre cele două orificii de la gura cornului este rupt. Lipsește dopul de la gura cornului. Picioarele cornului sunt înfundate cu dopuri din corn. | Muzeul Etnografic al Transilvaniei, Cluj | Cimec    |
|      | Corn de praf de pușcă          | Datare: 2/2 sec. XIX Descoperit: jud. Cluj, com. SĂVĂDISLA, VLAHA Material: Cornul de cerb a fost prelucrat prin tăierea cu fierăstrăul a celor trei ramuri ("gâtul" și două "picioare"). Curățat pe interior prin răzuire, cornul a fost șlefuit pe părțile exterioare cu piatră, uns cu seu și lustruit cu cârpă. Ornamentația s-a realiz                                                  | Cornul pentru păstrat praful de pușcă are o formă cu trei ramuri: un "gât" cu un diametru mai mare, două "picioare" inegale la diametru, un "piept" de grosimea gâtului, valorificându-se astfel forma naturală a unei ramificații din coarnele de cerb. Decorul este amplasat pe fața și lateralele cornului. Frontal și central, pe pieptul cornului, este desfășurată o rozetă cu cinci brațe hașurate, înscrise în două cercuri concentrice, mărginite cu semicercuri punctate central. Câmpul frontal dintre picioarele cornului este ornamentat cu semicercuri concentrice dispuse în solz de pește. Pe picioarele cornului, dispuse lateral și simetric, se află: pe exterior - trei casete cu motiv antropomorf stilizat, completat cu cercuri punctate central; pe interior - două casete cu același conținut. Delimitarea întregului ornament se face: lateral - cu table verticale compuse din semicercuri punctate central, dispuse în solz de pește; jos - cu două linii orizontale cu dinți de lup. Picioarele cornului sunt înfundate cu dopuri din corn. Lipsește dopul de la gura cornului. Pe lateralele pieptului sunt făcute două găuri prin care este petrecut un șnur de piele pentru susținerea pe umăr a cornului. Spatele cornului este parțial prelucrat, prezentând nervuri longitudinale specifice cornului de cerb.                                                                       | Muzeul Etnografic al Transilvaniei, Cluj | Cimec    |
|      | Corn de praf de pușcă          | Datare: 2/2 sec. XIX Descoperit: jud. Bistrița-Năsăud Material: Fragmentul din cornul de cerb a fost prelucrat prin tăierea cu fierăstrăul a celor trei ramuri ("gâtul" și două "picioare"). Curățat pe interior prin răzuire, cornul a fost șlefuit pe părțile exterioare cu piatră, uns cu seu și lustruit cu cârpă. Culoarea                                                              | Cornul pentru păstrat praful de pușcă are o formă cu trei ramuri: un "gât" de grosime mai mare, două "picioare" cu o grosime mai mică și un "piept" de grosimea gâtului aplatizat, valorificându-se astfel forma naturală a unei ramificații din coarnele de cerb. Decorul este amplasat preponderent pe fața cornului. Există însă și ornamente pe spatele cornului. Organizarea decorului s-a făcut prin dispunerea în triunghi a trei rozete. Celelalte ornamente care umplu fața cornului sunt alcătuite din cercuri și semicercuri concentrice dispuse ca solzul de pește. Sub gură, pe partea dreaptă, apare inscripția „Nistor R”, cu chirilice. Pe spatele cornului se află încrustată o rozetă circumscrisă unei cruci precum și cu un contur geometric nedefinibil. Cornul nu are astupate niciuna dintre găuri (gura și cele două picioare). Traducerea inscripției de mai sus: „Nistor R (comanditarul cornului ?)”. | Muzeul Etnografic al Transilvaniei, Cluj | Cimec    |
|      | Corn de praf de pușcă          | Datare: 2/2 sec. XIX Descoperit: jud. Bistrița-Năsăud Material: Cornul de cerb a fost prelucrat prin tăierea cu fierăstrăul a celor trei ramuri ("gâtul" și două "picioare"). Curățat pe interior prin răzuire, cornul a fost șlefuit pe părțile exterioare cu piatră, uns cu seu, colorat cu ceapă și lustruit cu cârpă. Ornam                                                              | Cornul pentru păstrat praful de pușcă are o formă cu trei ramuri: un "gât" de grosime mai mare, două "picioare" inegale la grosime, un "piept" de grosimea gâtului, valorificându-se astfel forma naturală a unei ramificații din coarnele de cerb. Decorul este amplasat asimetric pe fața cornului. Este format din rozete cu șase petale (două plasate central, pe corpul și gâtul cornului, două pe picioare, una pe lateral și una pe spatele cornului). Decorarea este inegală ca putere a inciziei, fapt care poate lăsa de înțeles că a fost executată în gospodărie, de către cineva care nu este meșter în așa ceva. Rozetele mari sunt cu petalele hașurate și cu semicercuri interstițiare, fiind înscrise în două cercuri concentrice, cu cercuri mici, punctate în interior. Celelalte rozete sunt parțial incomplete, unele fiind doar schițate. Picioarele sunt înfundate cu dopuri de corn, prinse în cuie de os. Capacul gurii este din corn și are două țevi, una groasă, de alimentare și una subțire, parte a mecanismului de închidere-deschidere a orificiului pentru praf. Ambele țevi sunt din metal (cupru și fier). | Muzeul Etnografic al Transilvaniei, Cluj | Cimec    |
|      | Corn de praf de pușcă          | Datare: 2/2 sec. XIX Material: Corn de bovină prelucrat minim, prin tăierea fragmentului din proximitatea vârfului. Fundul mai larg al cornului este astupat cu un dop din lemn de esență tare. Tăiat cu fierăstrăul, curățat pe interior prin răzuire cu un cuțit. Nu are ornamente. În aprop                                                                                               | Cornul pentru păstrarea uscată a prafului de pușcă este o secțiune a unui corn de vită, din partea lui superioară, în apropierea vârfului. Nu este ornamentat. La gât, în apropierea gurii și în jurul ei este crestat un șanț necesar prinderii dopului pentru gură cu ajutorul unei sfori. În partea inferioară este astupat cu un dop din lemn. Capac, țeavă, belciug și dispozitiv de închidere din fier. | Muzeul Etnografic al Transilvaniei, Cluj | Cimec    |
|      | Corn de praf de pușcă          | Datare: 2/2 sec. XIX Descoperit: jud. Hunedoara, com. LELESE, RUNCU MARE Material: Corn de bovină rotund, prelucrat minim, prin tăiere. Partea largă a cornului este astupată cu un dop din lemn. Tăiat cu fierăstrăul, curățat pe interior prin răzuire cu un cuțit. Gura este decupată pe jumătate cu ajutorul fierăstrăului. Buza rezultată es                                            | Cornul pentru păstrarea uscată a prafului de pușcă este ușor răsucit în partea superioară, în apropierea vârfului. Prin tăierea gurii, în lungime, pe aproximativ 2 cm, s-a creat o limbă ce servea la alimentarea mai ușoară cu praful de pușcă. Partea superioară a gurii este decorată cu crestături sub formă de cruce. Câmpul decorat este delimitat printr-o linie simplă de jur-împrejurul cornului. Dopul de lemn care înfundă baza cornului este prins de acesta cu două cuie de os. Culoarea galben, naturală, a cornului, se pierde spre vârful cornului în maroniu închis. | Muzeul Etnografic al Transilvaniei, Cluj | Cimec    |
|      | Corn de praf de pușcă          | Datare: 2/2 sec. XIX Material: Corn de bovină încovoiat, tăiat cu fierăstrăul; tăiat; răzuit; cioplit; crestat. Aplatizat prin răzuire (scobire). | Cornul bovinei a fost tăiat în partea lui de vârf. Prin tăiere, răzuire, cioplire și crestare, cornului i s-a dat o formă aplatizată, poliedrică, cu opt fețe. Prin incizare la gura mică a cornului s-a delimitat un șanț necesar prinderii cornului cu o sfoară. Tot în zona gurii cornul are mai multe incizii liniare și un mic șanț decorativ. Pe corpul cornului, în două locuri, mai sunt prezente două perechi de linii mici. Orificiul de la baza cornului a fost înfundat cu un dop de lemn prins cu mici cuie de os. Fondul cornului este maron spre negru cu mici pete gălbui spre bază. Gura cornului are un mic dop din lemn. | Muzeul Etnografic al Transilvaniei, Cluj | Cimec    |
|      | Corn de praf de pușcă          | Datare: 2/2 sec. XIX Material: Corn de bovină prelucrat minim. Fundul mai larg al cornului este astupat cu un dop din lemn. Tăiat cu fierăstrăul, curățat pe interior prin răzuire cu un cuțit. Nu are ornamente. În apropierea gurii cornul are un șanț crestat cu cuțitul. Aplatizat parțial                                                                                               | Cornul pentru păstrarea uscată a prafului de pușcă este confecționat din partea superioară a unui corn de vită. Nu este ornamentat. La gât, în apropierea gurii și în jurul ei este crestat un șanț necesar prinderii dopului pentru gură cu ajutorul unei sfori. Partea superioară este înnegrită natural, cea inferioară are culoarea osului, în două culori. Răzuit în partea superioară spre a se obține spre vârf o formă octogonală, apoi șlefuit. Capacul din partea inferioară este prins cu cuie de lemn. Gura cornului este formată dintr-o secțiune bombată, sferică, peste care se punea dopul. | Muzeul Etnografic al Transilvaniei, Cluj | Cimec    |
|      | Corn de praf de pușcă          | Datare: 2/2 sec. XIX Descoperit: jud. Hunedoara, com. LELESE, RUNCU MARE Material: Corn de bovină încovoiat, tăiat cu fierăstrăul; scobit și cioplit cu cuțitul; decorat cu o unealtă improvizată dintr-un fragment de ferăstrău, cu trei dinți cruțați. | Cornul bovinei a fost tăiat în partea lui de vârf. Prin tăiere, răzuire și incizare, cornului i s-au delimitat două secțiuni. Prima, pe trei sferturi din corn, a primit o formă poliedrică cu șase laturi. Gura cornului, profilată în patru fețe, este pe jumătate decupată și are la bază un bulb sferic. Corpul cornului este răzuit și șlefuit, formându-i-se două muchii. Decorul simplu, amplasat doar la baza cornului, este format din nouă ornamente circulare conținând două cercuri concentrice punctate central. Orificiul de la baza cornului a fost înfundat cu un dop de lemn. Fondul cornului este dat de culoarea naturală însă are câteva pete maron-roșiatice. | Muzeul Etnografic al Transilvaniei, Cluj | Cimec    |
|      | Corn de praf de pușcă          | Datare: sf. sec. XIX - înc. sec. XX Material: Corn de bovină prelucrat minim, prin tăiere. Fundul mai larg al cornului este astupat cu un dop din lemn. Tăiat cu fierăstrăul, scobit pe interior prin răzuire cu un cuțit. În apropierea gurii cornul are un șanț crestat cu cuțitul. Aplatizat prin prelucra                                                                                | Cornul pentru păstrarea uscată a prafului de pușcă este o secțiune din vârful încovoiat al unui corn de vită. La gât, în apropierea gurii și în jurul ei este crestat un șanț necesar prinderii baierului pentru umăr. Șanțul delimitează zona gurii, prelucrată prin excizare, reieșind doi solzi opuși, așezați pe flancuri. Partea superioară are culoare maron-brun, cea inferioară culoarea gălbui-portocaliu. Cornul este înfundat în partea inferioară, mai lată, cu un dop de lemn. Gura cornului, foarte îngustă, are un dop subțire din lemn. Prezintă un singur motiv zoomorf: o căprioară scrijelită destul de puțin lizibil, motiv în interiorul căruia este scrijelit: „1899”. Pe aceeași față mai sunt scrijeliți și alți doi ani: „1894” (la baza cornului) și „1910” (spre gura cornului). Foarte subțire și aproape ilizibil se pot citi (doar în raza de lumină) inscripțile: „căpătat dela Zanu Ilie ...el...miele Ge...ge acestei dela Za...Teres toti...comuna Ciub...nita”; „1899”; „1894”; „1910”. | Muzeul Etnografic al Transilvaniei, Cluj | Cimec    |
|      | Corn de praf de pușcă          | Datare: 2/2 sec. XIX Material: Corn de bivol prelucrat minim, prin tăierea fragmentului din proximitatea vârfului. Fundul mai larg al cornului este astupat cu un dop din lemn. Tăiat cu fierăstrăul, curățat prin răzuire cu un cuțit. Nu are ornamente. În apropierea gurii cornul are o gau                                                                                               | Cornul pentru măsurat praful de pușcă este o secțiune a părții superioare a unui corn de bivol. Ușor răsucit, cornul este înfundat cu un dop de lemn, în partea inferioară, și cu un dop mobil, tot din lemn, la gura de admisie. Nu are ornamente, în afara dopului cu ramuri mici obținute prin scobire. | Muzeul Etnografic al Transilvaniei, Cluj | Cimec    |
|      | Corn de praf de pușcă          | Datare: 2/2 sec. XIX Material: Corn de bovină prelucrat minim, prin tăierea fragmentului din proximitatea vârfului. Fundul mai larg al cornului este astupat cu un dop din lemn de esență tare. Tăiat cu fierăstrăul, curățat pe interior prin răzuire cu un cuțit. Nu are ornamente. Prin cre                                                                                               | Cornul pentru păstrarea uscată a prafului de pușcă este confecționat din partea superioară a unui corn de vită. Nu este ornamentat. La gât, în apropierea gurii și în jurul ei este crestat un șanț necesar prinderii baierului pentru agățare. | Muzeul Etnografic al Transilvaniei, Cluj | Cimec    |
|      | Corn de praf de pușcă          | Datare: 1/2 sec. XIX Descoperit: jud. Hunedoara Material: Cornul de cerb a fost prelucrat prin tăierea cu fierăstrăul a celor trei ramuri ("gâtul" și două "picioare"). Curățat pe interior prin răzuire, cornul a fost șlefuit pe părțile exterioare cu piatră, colorat în pete roșcate cu ajutorul cepei, uns cu seu și                                                                    | Cornul pentru păstrat praful de pușcă are o formă cu trei ramuri: un "gât" de grosime mai mare, două "picioare" egale cu o grosime mai mică și un "piept" de grosimea gâtului aplatizat, valorificându-se astfel forma naturală a unei ramificații din coarnele de cerb. Decorul este amplasat pe fața și lateralele cornului. Frontal, pe pieptul cornului este desfășurată o rozetă cu raze șerpuitoare așezate cardinal. Cele două picioare sunt ornamentate, simetric, cu semicercuri concentrice (între 4 și 6 semicercuri) dispuse pe colțurile unei arii delimitate prin brățări cu semicercuri interioare. În jurul găurilor cornului, atât la picioare, cât și la gură este incizat motivul antropomorf al horei. Decorul este limitat stânga-dreapta, de-a lungul cornului cu două chenare compuse din linii ce conțin de-a lungul lor și pe interior semicercuri. Cornul are picioarele înfundate cu dopuri din corn prinse cu cuie de corn. Lipsește dopul superior, de la gura cornului. Pe fondul culorii naturale a cornului (gălbui-piersică) s-a realizat un contrast cu o culoare roșcat-brun și pe liniile naturale ale cornului. Între picioarele cornului se află pus un mic dop ornamental. La fel și în dopurile care astupă picioarele cornului (un astfel de dop e lipsă). | Muzeul Etnografic al Transilvaniei, Cluj | Cimec    |
|      | Corn de praf de pușcă          | Datare: 2/2 sec. XIX Material: Fragmentul din cornul de cerb a fost prelucrat prin tăierea cu fierăstrăul a celor trei ramuri ("gâtul" și două "picioare"). Curățat pe interior prin răzuire, cornul a fost șlefuit pe părțile exterioare cu piatră, uns cu seu și lustruit cu cârpă. Culoarea                                                                                               | Cornul pentru păstrat praful de pușcă are o formă cu trei ramuri: un "gât" de grosime mai mare, două "picioare" cu o grosime mai mică și un "piept" de grosimea gâtului aplatizat, valorificându-se astfel forma naturală a unei ramificații din coarnele de cerb. Decorul este amplasat pe fața cornului și pe fața și lateralul picioarelor și este organizat în trei table: una dispusă orizontal pe pieptul și gâtul cornului, celelalte două, simetric dispuse pe picioarele cornului. Tabla centrală are ca principal motiv rozeta cu patru brațe hașurate, cu lobi hașurați intercalați și este încadrată stânga-dreapta de două zone cu semicercuri duble, punctate central, așezate compact. Tabla este mărginită sus de o friză cu triunghiuri hașurate și delimitată superior și inferior de o altă friză cu puncte încadrate liniar. Pe picioare, așezate pe verticală, sunt dispuse semicercuri duble punctate, cu brațe îndoite. Delimitarea laterală pe ambele picioare este făcută cu frize verticale formate din linii și semicercuri duble punctate. Acest decor mărginește stânga-dreapta și tabla centrală. Orificiile naturale au dopuri din corn. Dopul gâtului lipsește. | Muzeul Etnografic al Transilvaniei, Cluj | Cimec    |
|      | Bokály                         | Datare: sf. sec. XIX Dimensiuni: Î: 23,6 cm Material: lut; angobă; pigmenți; smalț; modelat la roată; angobat; smălțuit; pictat cu pensula; pictat cu cornul; ardere oxidantă | Vas cu baza îngustă, joasă, corp piriform cu gât evazat, buză rotundă, răsfrântă. Toartă simplă, curbă, cu punctele de inserție la gât și la partea centrală a corpului. Interior angobat și smălțuit. Decorul este organizat pe un singur registru central. Registrul conține pe partea centrală un motiv avimorf așezat pe un motiv fitomorf semicircular hașurat. De-o parte și de alta a motivului central, apare câte un motiv floral (lalele). Registrul este delimitat atât în partea superioară, cât și cea inferioară cu linii și dungi paralele circulare, respectiv linii ondulate. Decorul din linii paralele, circulare apare și în partea interioară a vasului, în zona buzei. Cromatica vasului: motivul avimorf, motivele fitomorfe și florale sunt executate cu culoarea albă, albastră, maro și verde deschis, pe un fond maro închis cu puncte albe. Dungile, liniile paralele și ondulate de la delimitarea registrului, respectiv baza vasului este colorat cu albastru, verde și alb. Decorul interior din zona buzei este realizat tot pe același fond maro închis cu linii albe circulare. | Muzeul Etnografic al Transilvaniei, Cluj | Cimec    |
|      | Bokály                         | Datare: 4/4 sec. XIX Dimensiuni: Î: 22,5 cm Material: lut; angobă; pigmenți; smalț; modelat la roată; angobat; smălțuit; pictat cu pensula; pictat cu cornul; ardere oxidantă | Vas cu baza îngustă, joasă, corp piriform cu gât evazat, buză rotundă, răsfrântă. Toartă simplă, curbă, cu punctele de inserție la gât și la partea centrală al corpului. Interior angobat și smălțuit. Decorul este organizat pe două registre orizontale, unul pe corpul vasului, celălalt pe gâtul vasului. Registrul de pe corp conține, central, un motiv floral (o floare rotundă) încadrat simetric, pe două laturi, de motive fitomorfe și florale (ramură cu frunze, cu lăcrămioare, și cu câte o floare de formă rotundă la partea exterioară). Decorul de pe gâtul vasului conține pe partea centrală tot un motiv floral și unul fitomorf, compus dintr-o floare rotundă încadrată pe două părți de două ramuri cu frunze. Registrele sunt delimitate între ele cu două linii circulare, având la mijloc un decor din hașuri și puncte (rozetă de puncte). În partea inferioară registrul este delimitat cu o linie circulară și cu una ondulată. Cromatica vasului: motivele fitomorfe și cele florale sunt executate cu culoarea albă, albastră, maro și verde deschis, pe un fond maro închis. O parte din gâtul vasului este decorat cu culoarea albastră, iar baza vasului cu culoarea albă. | Muzeul Etnografic al Transilvaniei, Cluj | Cimec    |
|      | Kancsó                         | Datare: 2/2 sec. XIX Dimensiuni: Î: 20,8 cm Material: lut; angobă; pigmenți; smalț; modelat la roată; angobat; smălțuit; pictat cu pensula; pictat cu cornul; ardere oxidantă | Vas cu bază lată, scurtă și rotundă, cu corp piriform, cu gâtul înalt și evazat la buză, cu buză cu cioc, puțin răsfrântă, toartă simplă, curbă, cu punctele de inserție la partea superioară a gâtului și la partea centrală a corpului. Decorul este organizat pe două registre orizontale inegale. Primul registru, mai lat, este compus din motive fitomorfe și florale (o ghirlandă cu frunze, cu flori de formă rotundă cu cinci petale și cu lăcrămioare). Celălalt registru, mai îngust, situat deasupra celuilalt, este compus dintr-o linie ondulată, circulară, și este delimitată între două linii paralele, circulare. Decorul gâtului constă din puncte mici, ce acoperă o bună parte din această suprafață. Cromatica vasului: motivele florale și fitomorfe sunt realizate cu albastru, verde, maro și alb pe un fond maro închis. Baza vasului este colorată cu alb, iar buza și o parte din gât sunt colorate cu alb și verde. | Muzeul Etnografic al Transilvaniei, Cluj | Cimec    |
|      | Bokály                         | Datare: 1868 Descoperit: jud. Sălaj, com. FILDU DE JOS, TETIȘU Dimensiuni: Î: 21,2 cm Material: lut; angobă; pigmenți; smalț; modelat la roată; angobat; smălțuit; pictat cu pensula; pictat cu cornul; ardere oxidantă | Vas cu baza îngustă, joasă, corp piriform cu gât evazat, buză rotundă, răsfrântă. Toartă simplă, curbă, cu punctele de inserție la gât și la partea centrală a corpului. Interior angobat și smălțuit. Decorul este organizat pe un singur registru central. Registrul conține pe partea centrală un motiv avimorf așezat pe un motiv fitomorf semicircular hașurat. Pe cele două părți ale motivului central, așezate simetric, apare câte o creangă simplă. Registrul este delimitat atât în partea superioară, cât și cea inferioară cu linii paralele circulare. Datarea vasului - „1868” - apare pe partea centrală superioară a vasului, în dreapta motivului avimorf. Toarta vasului este decorată cu linii mici paralele descrescânde. Cromatica vasului: motivul avimorf și motivele fitomorfe sunt executate cu albastru de cobalt pe fond alb, respectiv dungi verzi și albastre pentru delimitarea registrului. | Muzeul Etnografic al Transilvaniei, Cluj | Cimec    |
|      | Korsó                          | Datare: 2/2 sec. XIX Dimensiuni: Î: 19,9 cm Material: lut; angobă; pigmenți; smalț; modelat la roată; angobat; smălțuit; pictat cu pensula; pictat cu cornul; ardere oxidantă | Vas cu baza îngustă, joasă, cu corp piriform, turtit pe patru laturi, cu gât profilat și evazat, buză rotundă, răsfrântă, cu ciur. Toartă simplă cu țâță, curbă, cu punctele de inserție la gât și la partea centrală a corpului. Interior angobat și smălțuit. Decorul este organizat pe cele patru laturi în câte un singur registru. Registrele conțin și repetă același motiv floral compus dintr-un buchet cu două flori și motive fitomorfe (frunze). Registrele sunt delimitate și încadrate între linii în formă de cerc. Registrele sunt legate între ele cu motive formate din mici linii paralele și din puncte. Gâtul și toarta vasului sunt decorate cu linii circulare și ondulate, respectiv din mici linii paralele. Cromatica vasului: motivele fitomorfe și florale sunt executate cu alb, albastru, verde, maro deschis, pe un fond maro închis. Ulciorul are în interior mici bile din lut. | Muzeul Etnografic al Transilvaniei, Cluj | Cimec    |
|      | Lingură de mâncat              | Datare: 2/2 sec. XIX Descoperit: jud. Bistrița-Năsăud, com. TELCIU, TELCIU Dimensiuni: Găvan L: 9 cm; La: 5 cm Material: lemn de tei; tăiat; scobit; cioplit; crestat | Lingura este confecționată din lemn de tei prin tăiere, cioplire, scobire și scrijelire (crestare) și este decorată cu motive geometrice (triunghi) pe coadă. Găvanul are o formă ovoidală. Motive geometrice, zig-zaguri. | Muzeul Etnografic al Transilvaniei, Cluj | Cimec    |
|      | Lingură de mâncat              | Datare: 2/2 sec. XIX Descoperit: jud. Cluj, com. APAHIDA, APAHIDA Dimensiuni: Găvan L: 7 cm; La: 4,5 cm Material: lemn de salcie; tăiat; scobit; cioplit; crestat | Lingura este confecționată din lemn de salcie prin tăiere, cioplire, scobire și scrijelire (crestare) și este decorată cu motive geometrice (triunghi) pe coadă. Găvanul are o formă ovoidală. | Muzeul Etnografic al Transilvaniei, Cluj | Cimec    |
|      | Lingură de mâncat              | Datare: 1/2 sec. XX Descoperit: jud. Bistrița-Năsăud, com. TELCIU, TELCIU Dimensiuni: Găvan L: 7 cm; La: 5 cm Material: lemn de salcie; tăiat; scobit; cioplit; crestat | Lingura este confecționată din lemn de salcie prin tăiere, cioplire, scobire și scrijelire (crestare) și este decorată cu motive geometrice (romburi) crestate pe coadă. Găvanul are o formă ovoidală. | Muzeul Etnografic al Transilvaniei, Cluj | Cimec    |
|      | Lingură de mâncat              | Datare: 2/2 sec. XIX Descoperit: jud. Satu Mare, com. POMI, POMI Dimensiuni: Găvan L: 9.,5 cm; La: 5 cm Material: lemn de salcie; tăiat; scobit; cioplit; crestat | Lingura este confecționată din lemn de salcie prin tăiere, cioplire, scobire și scrijelire (crestare) și este decorată cu motive geometrice (linii drepte, triunghiuri) crestate pe coadă. Găvanul are o formă ovoidală, ascuțită la vârf. | Muzeul Etnografic al Transilvaniei, Cluj | Cimec    |
|      | Lingură de mâncat              | Datare: 1/2 sec. XX Descoperit: jud. Bistrița-Năsăud, com. ȘANȚ, ȘANȚ Dimensiuni: Găvan L: 8 cm; La: 4,5 cm Material: lemn de paltin; tăiat; scobit; cioplit; crestat; perforat | Lingura este confecționată din lemn de paltin prin tăiere, cioplire, scobire și scrijelire (crestare) și perforare. Găvanul are o formă ovoidală. Coada este lățită la capăt, prezentând cinci orificii decorative. | Muzeul Etnografic al Transilvaniei, Cluj | Cimec    |
|      | Lingură de mâncat              | Datare: 1/2 sec. XX Descoperit: jud. Bistrița-Năsăud, com. TELCIU, TELCIU Dimensiuni: Găvan L: 7,5 cm; La: 4,5 cm Material: lemn de paltin; tăiat; scobit; cioplit; crestat; perforat | Lingura este confecționată din lemn de paltin prin tăiere, cioplire, scobire și scrijelire (crestare) și perforare. Găvanul are o formă ovoidală. Coada piesei este modelată în forma unui balaur stilizat, decorat cu solzi crestați. | Muzeul Etnografic al Transilvaniei, Cluj | Cimec    |
|      | Lingură de mâncat              | Datare: 2/2 sec. XIX Descoperit: jud. Cluj, com. SOMEȘENI, SOMEȘENI Dimensiuni: Găvan L: 8 cm; La: 4,5 cm Material: lemn de salcie; tăiat; scobit; cioplit | Lingura este confecționată din lemn de salcie prin tăiere, cioplire, și scobire. Găvanul are o formă ovoidală. Coada are secțiune circulară. | Muzeul Etnografic al Transilvaniei, Cluj | Cimec    |
|      | Lingură de mâncat              | Datare: 2/2 sec. XIX Descoperit: jud. Cluj, com. JUCU, JUCU DE MIJLOC Dimensiuni: Găvan L: 8 cm; La: 5 cm Material: lemn de salcie; tăiat; scobit; cioplit; crestat; perforat | Lingura este confecționată din lemn de salcie prin tăiere, cioplire, scobire, crestare și perforare, fiind decorată cu motive geometrice: linii drepte, zig-zaguri) crestate pe coadă. Găvanul are o formă ovoidală. | Muzeul Etnografic al Transilvaniei, Cluj | Cimec    |
|      | Lingură de mâncat              | Datare: 2/2 sec. XIX Descoperit: jud. Cluj Dimensiuni: Găvan L: 6 cm; La: 6 cm Material: lemn de salcie; tăiat; scobit; cioplit | Lingura este confecționată din lemn de salcie prin tăiere, cioplire și scobire. Găvanul are o formă rotundă. Coada este terminată cu un bulb. Fără decor. | Muzeul Etnografic al Transilvaniei, Cluj | Cimec    |
|      | Lingură de mâncat              | Datare: 2/2 sec. XIX Descoperit: jud. Cluj Dimensiuni: Găvan L: 6 cm; La: 6 cm Material: lemn de salcie; tăiat; scobit; cioplit | Lingura este confecționată din lemn de salcie prin tăiere, cioplire și scobire. Găvanul are o formă rotundă. Coada este terminată cu un bulb. | Muzeul Etnografic al Transilvaniei, Cluj | Cimec    |
|      | Corn de praf de pușcă          | Datare: 4/4 sec. XVIII Descoperit: jud. Cluj, CLUJ-NAPOCA Material: corn; tăiat; scobit; lustruit; perforat; vopsit; incizat | Corpul piesei are formă naturală. Decorul incizat este organizat în jurul motivului central: o cruce hașurată, înscrisă în cerc, obținută prin intersectarea a altor patru cercuri, mai mici. O coroană de triunghiuri hașurate, terminate în cruce (vag antropomorfe), întregește acest motiv central, încadrat de 4 motive antropomorfe geometrizate, hașurate. O friză de motive antropomorfe apare și la baza picioarelor piesei, surmontată în dreapta de o rozetă cu 4 brațe hașurate, curbate spre dreapta, iar în stânga de un ornament elipsoidal triplu, cu hașuri interioare, obținute prin trasarea de semicercuri succesive. Motive antropomorfe și semicercuri succesive apar, disparat, pe restul suprafeței. Triunghiuri hașurate, cu cruce, însoțite de cerculețe, apar și pe buză. Registre înguste, cu motivul bradului, dublate de semicercuri, închid compoziția pe flancuri și pe cantul interior al picioarelor. Decor ușor asimetric, dar îngrijit executat. Fond ocru, incizii înnegrite. | Muzeul Etnografic al Transilvaniei, Cluj | Cimec    |
|      | Corn de praf de pușcă          | Datare: 1/4 sec. XIX Descoperit: jud. Mureș, com. ȘĂULIA, ȘĂULIA Material: corn; lemn; tăiat; scobit; lustruit; perforat; vopsit; cioplit; incizat; excizat | Corpul piesei are formă naturală. Decorul constă dintr-o rozetă centrală, cu 6 petale, multiplă, excizată, înconjurată de o coroană de cerculețe cu centrul marcat. Rozeta este încadrată de alte trei rozete excizate, purtând coroane cu trei vârfuri (lalele?), care apar pe cele două picioare și sub buza piesei. Flancurile și cantul interior al piesei conțin trei șiruri de cerculețe cu centrul marcat, alcătuind un cadru pentru compoziția centrală. Fond brun, incizii înnegrite. | Muzeul Etnografic al Transilvaniei, Cluj | Cimec    |
|      | Corn de praf de pușcă          | Datare: 1/2 sec. XIX Descoperit: jud. Satu Mare, SATU MARE Material: corn; tăiat; scobit; lustruit; perforat; vopsit; incizat | Corpul piesei are formă naturală. Decorul incizat constă dintr-o rozetă centrală, înscrisă în cerc, cu 6 petale hașurate, cu spațiile dintre petale hașurate, surmontată de un semicerc hașurat, mai mic, cu rozetă parțială. Pe fiecare picior coboară câte un motiv constând dintr-o elipsă parțial hașurată, tangentă la rozeta centrală, și o lalea stilizată, hașurată. Unele hașuri depășesc cadrul motivului, dovedind stângăcie. Fond ocru, incizii înnegrite. | Muzeul Etnografic al Transilvaniei, Cluj | Cimec    |
|      | Corn de praf de pușcă          | Datare: 2/2 sec. XIX Descoperit: jud. Covasna, com. OZUN, OZUN Material: corn; os; piele; tăiat; scobit; lustruit; perforat; vopsit; incizat | Corpul piesei are formă naturală. Decorul este organizat linear și constă din 6 registre verticale, paralele, conținând cerculețe simple, cu centrul marcat. Capacul este străpuns de o țeavă de alimentare, din os, fisurată. Mânerul de închidere lipsește, orificiul destinat lui a fost blocat cu un dop de lemn. Belciugele originale au fost pierdute, unul a fost substituit cu un belciug din piele. Fondul este ocru, inciziile sunt înnegrite. | Muzeul Etnografic al Transilvaniei, Cluj | Cimec    |
|      | Corn de praf de pușcă          | Datare: 2/2 sec. XIX Descoperit: jud. Cluj, CLUJ-NAPOCA Material: corn; fier; lemn; tăiat; scobit; lustruit; perforat; vopsit; cioplit; incizat; excizat; forjat | Corpul piesei are formă naturală, dar mai puțin obișnuită (trifurcată). Decorul este organizat radial, în jurul unei rozete cu șase petale hașurate și punctate, înscrisă într-un cerc dublu, cu lobi interiori, hașurați și punctați, intercalați între petale. Grupuri de trei cerculețe cu centrul marcat se intercalează și ele între petale. Picioarele sunt decorate cu arcuri de cerc suprapuse, parte hașurate, pornind de la un zig-zag excizat. Acesta din urmă apare și sub buză, iar sub el apare o friză de romburi cu centrul marcat, separate prin hașuri. Flancurile piesei conțin motivul existent și pe picioare. Fondul este ocru, inciziile sunt înnegrite. Unele stângăcii în execuție sugerează decorarea piesei de către o persoană nespecializată. | Muzeul Etnografic al Transilvaniei, Cluj | Cimec    |
|      | Corn de praf de pușcă          | Datare: 2/2 sec. XIX Descoperit: jud. Harghita, com. ȘIMONEȘTI, COBĂTEȘTI Material: corn; fier; lemn; tăiat; scobit; lustruit; perforat; vopsit; incizat; forjat | Corpul piesei are formă naturală. Decorul este organizat radial, având în centru un medalion circular, conținând un decor tocit, cu excepția unei rozete cu 6 petale, dispusă lateral. O coroană dublă de semicercuri mici înconjoară medalionul central, aceste motive alcătuind și un cadru trapezoidal pentru întreaga parte frontală. Cele două rozete ce surmontează medalionul central sunt stângaci și greșit realizate. Cele două flancuri conțin frize de semicercuri mici, duble, alăturate sau combinate șerpuitor, dispuse pe verticală. Fondul este ocru, inciziile sunt înnegrite. | Muzeul Etnografic al Transilvaniei, Cluj | Cimec    |
|      | Corn de praf de pușcă          | Datare: sf. sec. XIX Descoperit: jud. Harghita, com. AVRĂMEȘTI, GOAGIU Material: corn; fier; lemn; tăiat; scobit; lustruit; perforat; cioplit; vopsit; incizat; forjat | Corpul piesei are formă naturală, dar punctul de bifurcație este profilat prin cioplire. Decorul este realizat dezordonat, de către un începător. Silueta unui cerb este parțial ștearsă și peste ea s-a încercat trasarea (nereușită) unei rozete înscrise în cerc. Au fost încercate hașuri în alte două puncte, iar flancul din dreapta conține triunghiuri hașurate. Fondul este brun, inciziile sunt înnegrite. | Muzeul Etnografic al Transilvaniei, Cluj | Cimec    |
|      | Corn de praf de pușcă          | Datare: 1/2 sec. XIX Descoperit: jud. Harghita, com. MEREȘTI, MEREȘTI Material: corn; fier; lemn; tăiat; scobit; lustruit; perforat; vopsit; incizat; forjat | Corpul piesei are formă naturală. Decorul este organizat în jurul rozetei cu 6 petale, înscrisă în cerc, amplasată central. Picioarele conțin arcuri de cerc, fragmente de rozetă, hașurate, semicercuri și zimți, triunghiuri hașurate, motive fitomorfe, toate amplasate dezordonat. Sub buză - șiruri de zimți și semicercuri hașurate. Liniile sunt subțiri, parțial șterse, desenul e nesigur, stângaci, realizat de un nespecialist. Fond ocru, incizii înnegrite. | Muzeul Etnografic al Transilvaniei, Cluj | Cimec    |
|      | Corn de praf de pușcă          | Datare: sf. sec. XIX Descoperit: jud. Harghita, com. ATID, INLĂCENI Material: corn; fier; alamă; lemn; tăiat; scobit; lustruit; perforat; vopsit; ferecat; ; incizat; forjat | Corpul piesei are formă naturală. Decorul constă în hașuri subțiri, parțial șterse, dispuse pe verticală, fără logică decorativă, de către un începător. Motivul central constă dintr-o rozetă cu 5 petale hașurate, înscrisă în cerc. Zig-zaguri repetate și hașuri apar sub buza piesei. Flancurile conțin registre verticale, hașurate. Fondul este brun, inciziile sunt înnegrite. | Muzeul Etnografic al Transilvaniei, Cluj | Cimec    |
|      | Velință                        | Datare: 1/2 sec. XX Descoperit: jud. Brașov, com. BRAN, ȘIMON Material: lână; cânepă; țesut în 2 ițe; ales printre fire | Piesă de formă dreptunghiulară cu urzeală de cânepă și băteală de lână, realizată din două foi unite. Pe laturile lungi are bordură. Bordura este realizată cu motive geometrice: romburi realizate cu lână albă, roz, albastră, ocru. Compoziție închisă cu chenar: pe latura scurtă apar vârste simple de diferite culori, pe cea lungă, pe un fond cu dinți de fierăstrău la margine, apar motive geometrice: romburi în trepte, coarnele berbecului și motivul pristolnicului. Câmp decorat cu motive geometrice: romburi în trepte succesive, dispuse longitudinal pe trei linii, compact, care includ motivul pristolnicului - alternate cromatic. Cromatica: fond brun roșcat, decor alb, albastru de diferite nuanțe, ocru, roz - culori industriale. | Muzeul Etnografic al Transilvaniei, Cluj | Cimec    |
|      | Țol                            | Datare: 1/2 sec. XX Descoperit: jud. Maramureș, com. IEUD, IEUD Material: lână; cânepă; țesut în 2 ițe; ales printre fire | Piesă de formă dreptunghiulară cu urzeală de cânepă și băteală de lână, aleasă printre fire. Compoziție închisă cu chenar: pe latura scurtă apar romburi în trepte, alternând cromatic, pe cea lungă - două vârste zimțate. Câmp decorat cu motive geometrice: cruci drepte, dreptunghiuri, triunghiuri în trepte, romburi în trepte succesive, dispuse longitudinal pe trei linii, compact, care includ un motiv floral geometrizat - alternate cromatic. Cromatica: roșu, roz, portocaliu, violet, alb, verde, galben, maro - culori industriale. | Muzeul Etnografic al Transilvaniei, Cluj | Cimec    |
|      | Păretar Autor: Pop Imoioi, Ana | Datare: 2/4 sec. XX Descoperit: jud. Maramureș, CUHEA Material: lână; cânepă; țesut în 2 ițe; ales printre fire | Piesă de formă dreptunghiulară cu urzeală de cânepă și băteală de lână, aleasă printre fire. Compoziție închisă cu chenar, pe latura scurtă apar vârste simple și zimțate. Pe latura lungă, despărțit cu vârste în zig-zag, apare un decor asimetric, realizat în table, de culori diferite, cu motive florale (buchet cu trei flori) și antropomorfe (horă). La un capăt hora este întreruptă de numele autoarei „POP ANA IMOIOI". Restul câmpului decorat cu motive geometrice (romburi cu cârlige în trepte, concentrice, alternate cromatic). Cromatica: roșu, verde, alb, mov, portocaliu, roz, negru, galben - culori industriale. | Muzeul Etnografic al Transilvaniei, Cluj | Cimec    |
|      | Covor de culme                 | Datare: 1/4 sec. XX Descoperit: jud. Bistrița-Năsăud, com. PRUNDU BÂRGĂULUI, PRUNDU BÂRGĂULUI Material: lână; cânepă; țesut în 2 ițe; ales printre fire | Piesă de formă dreptunghiulară cu urzeală de cânepă și băteală de lână, aleasă printre fire. Are compoziție deschisă, formată din registre transversale, succesive, conținând motive geometrice: romburi în trepte, romburi în trepte bifurcate, zig-zaguri succesive, coarnele berbecului; motive florale geometrizante (lalele), motive fitomorfe geometrizate (frunze), alternând cu vârste simple. Cromatica: fond roșu, motive în verde, ocru, negru, albastru, mov - culori industriale. | Muzeul Etnografic al Transilvaniei, Cluj | Cimec    |
|      | Căuc                           | Datare: 2/2 sec. XIX Descoperit: jud. Hunedoara, com. LELESE, RUNCU MARE Dimensiuni: Mâner: L: 8 cm; D rozetă: 6 cm Material: lemn de paltin; tăiat; cioplit; scobit; crestat | Căucul este confecționat din lemn de paitin prin tăiere, cioplire, scobire și crestare. Are o formă sferică cu mâner lateral. Mânerul are forma unui trapez cu câte trei triunghiuri traforate în laturile lungi, cu latura scurtă, superioară terminată în formă de cerc cu o cruce în interior. Laturile tapezului sunt decorate prin crestare cu motive geometrice: linii paralele, triunghiuri, romburi, zig-zaguri, cercuri. | Muzeul Etnografic al Transilvaniei, Cluj | Cimec    |
|      | Căuc                           | Datare: 2/2 sec. XIX Descoperit: jud. Hunedoara, com. LELESE, SOHODOL Dimensiuni: Î: 7,5 cm; Mâner: L: 8 cm; La: 2,5 cm Material: lemn de păr; tăiat; cioplit; scobit; crestat | Căucul este confecționat din lemn de păr prin tăiere, cioplire și scobire. Are o formă semicilindrică cu mâner lateral. Mânerul are forma unui cap de șarpe. | Muzeul Etnografic al Transilvaniei, Cluj | Cimec    |
|      | Căuc                           | Datare: 2/2 sec. XIX Descoperit: jud. Alba, com. SĂLCIUA, SĂLCIUA DE JOS Dimensiuni: Î: 4 cm; Mâner: L: 7,2 cm; La: 14 cm Material: lemn de paltin; tăiat; cioplit; scobit; crestat | Căucul este confecționat din lemn de paltin prin tăiere, cioplire și scobire. Are o formă sferică cu mâner lateral. Mânerul este decorat prin crestare cu motive geometrice: triunghiuri și unghiuri, plasate pe latura de sus și de jos și cu două semicercuri și un pătrat, crestate la 2,5 cm de la capăt. | Muzeul Etnografic al Transilvaniei, Cluj | Cimec    |
|      | Căuc                           | Datare: 2/2 sec. XIX Descoperit: jud. Cluj, com. GILĂU, GILĂU Dimensiuni: Mâner: L: 4 cm; La: 5,5 cm Material: lemn de paltin; tăiat; cioplit; scobit; crestat | Căucul este confecționat din lemn de paltin prin tăiere, cioplire, scobire și crestare. Are o formă sferică cu mâner lateral. Mânerul are forma unui trapez cu câte trei triunghiuri traforate în laturile lungi, cu latura scurtă, superioară terminată în formă de cerc cu o cruce în interior. Laturile trapezului sunt decorate prin crestare cu motive geometrice: linii paralele, triunghiuri, romburi, zig-zaguri și cercuri. | Muzeul Etnografic al Transilvaniei, Cluj | Cimec    |
|      | Căuc                           | Datare: 2/2 sec. XIX Descoperit: jud. Cluj, GHERLA Dimensiuni: Î: 7,5 cm; Mâner: L: 6,5 cm; La: 7,5 cm Material: lemn de plop; tăiat; cioplit; scobit | Căucul este confecționat din lemn de plop prin tăiere, cioplire, scobire. Are o formă sferică, cu mâner. Mânerul are un orificiu de formă ovoidală pentru a putea fi ținut obiectul atunci când se folosea la luatul apei. Mânerul este decorat prin crestare cu motive geometrice: zigzag. | Muzeul Etnografic al Transilvaniei, Cluj | Cimec    |
|      | Căuc                           | Datare: 2/2 sec. XIX Descoperit: jud. Cluj, com. FELEACU, FELEACU Dimensiuni: Mâner: L: 8 cm; La: 3,5 cm Material: lemn de paltin; tăiat; cioplit; scobit; crestat | Căucul este confecționat din lemn de paltin prin tăiere, cioplire, scobire și crestare. Are o formă sferică, cu mâner lateral. Mânerul este decorat prin crestare cu motive geometrice: linii paralele, cercul, triunghiul realizate prin crestare. Mânerul are forma unui cap de cocoș. | Muzeul Etnografic al Transilvaniei, Cluj | Cimec    |
|      | Căuc                           | Datare: 2/2 sec. XIX Descoperit: jud. Cluj, com. APAHIDA, APAHIDA Dimensiuni: Mâner: L: 9,5 cm; La: 3 cm Material: lemn de paltin; tăiat; cioplit; scobit; crestat | Căucul este confecționat din lemn de paltin prin tăiere, cioplire, scobire și crestare. Are o formă sferică, cu mâner lateral în forma unui cap pasăre. În mâner este realizat un orificiu de formă pătrată. | Muzeul Etnografic al Transilvaniei, Cluj | Cimec    |
|      | Căuc                           | Datare: 2/2 sec. XIX Descoperit: jud. Cluj, com. CHINTENI, PĂDURENI Dimensiuni: Î: 5,3 cm; Mâner: L: 8,5 cm; La: 3 cm Material: lemn de frasin; tăiat; cioplit; scobit | Căucul este confecționat din lemn de frasin prin tăiere, cioplire, scobire. Are o formă sferică, cu mâner lateral. Mânerul este decorat prin tăiere și scobire cu un motiv avimorf: cap de porumbel. | Muzeul Etnografic al Transilvaniei, Cluj | Cimec    |
|      | Căuc                           | Datare: 2/2 sec. XIX Descoperit: jud. Bistrița-Năsăud, com. TELCIU, TELCIU Dimensiuni: Î: 5,3 cm; Mâner: L: 8,5 cm; La: 3 cm Material: lemn de paltin; tăiat; cioplit; crestat | Căucul este confecționat din lemn de paltin prin tăiere, cioplire, scobire, are o formă semicilindrică, cu mâner lateral. Mănerul are un orificiu de formă ovoidală pentru introducerea degetului atunci când se folosea la luatul apei. | Muzeul Etnografic al Transilvaniei, Cluj | Cimec    |
|      | Căuc                           | Datare: 2/2 sec. XIX Descoperit: jud. Maramureș, com. TÂRGUL LĂPUȘ, DĂMĂCUȘENI Dimensiuni: Î: 6 cm; Mâner: L: 8,5 cm; La: 5,3 cm Material: lemn de paltin; tăiat; cioplit; scobit; crestat | Confecționat din lemn de paltin prin tăiere, cioplire și scobire. Are o formă sferică cu mâner lateral în forma unui cap de cal. Mânerul se prelungește sub forma unui arc lung de 1 cm și lat de 0,7 cm pe sub corpul căucului. Mânerul are lungimea de 8,5 cm și lățimea de 5,3 cm Este decorat prin crestare cu motivele geometrice: romburi, linii paralele plasate pe mâner. | Muzeul Etnografic al Transilvaniei, Cluj | Cimec    |
|      | Căuc                           | Datare: 2/2 sec. XIX Descoperit: jud. Cluj, com. FELEACU, FELEACU Dimensiuni: Mâner: L: 6,5 cm; La: 7 cm Material: lemn de paltin; tăiat; cioplit; scobit; crestat; traforat | Căucul este confecționat din lemn de paltin prin tăiere, cioplire, scobire și crestare. Are o formă sferică cu mâner lateral sub forma unui cap de cocoș. Mânerul este decorat prin crestare și traforare cu motive decorative geometrice: linii paralele, triunghiuri, zig-zaguri. | Muzeul Etnografic al Transilvaniei, Cluj | Cimec    |
|      | Căuc                           | Datare: 1911 Descoperit: jud. Bistrița-Năsăud, com. TELCIU, TELCIU Dimensiuni: Î: 11 cm Material: lemn de păr; tăiat; cioplit; scobit; crestat; traforat | Căucul este confecționat din lemn de păr prin tăiere, cioplire, scobire, traforare și crestare. Are forma unei cupe ovoidale cu mâner și era folosit pentru băut apa. Motivele florale: laleaua și motive avimorfe: creasta cocoșului au fost realizate prin traforare și crestare pe coada căucului. Pe coada căucului este crestat și anul confecționării „1911". | Muzeul Etnografic al Transilvaniei, Cluj | Cimec    |
|      | Căuc                           | Datare: 2/2 sec. XIX Descoperit: jud. Bistrița-Năsăud, com. TELCIU, TELCIU Dimensiuni: Mâner: L: 6,5 cm; La: 8 cm Material: lemn de paltin; tăiat; cioplit; scobit; crestat | Căucul este confecționat din lemn de paltin prin tăiere, cioplire, scobire și crestare. Are o formă sferică, cu mâner lateral. Mânerul are în partea de sus forma a două capete de animale, iar în partea de jos forma unui cap de pasăre. Este decorat prin cioplire și crestare cu motive geometrice: zig-zag, linii paralele, cercul, triunghiul și cu motive zoomorfe: cap de cal și de oaie și avimorfe: cap de cocoș. | Muzeul Etnografic al Transilvaniei, Cluj | Cimec    |
|      | Căuc                           | Datare: 2/2 sec. XIX Descoperit: jud. Sălaj, Săplac Dimensiuni: Mâner: L: 5,5 cm; La: 5 cm Material: lemn de plop; tăiat; cioplit; scobit | Căucul este confecționat din lemn de plop prin tăiere, cioplire, scobire și traforare. Are o formă sferică, cu mâner lateral. În pătratul traforat în partea superioară a mânerului se află o curelușă care servea la legatul obiectului de traistă. Nu este decorat. | Muzeul Etnografic al Transilvaniei, Cluj | Cimec    |
|      | Căuc                           | Datare: 2/2 sec. XIX Descoperit: jud. Bistrița-Năsăud, com. CHIOCHIȘ, BOZIEȘ Dimensiuni: Mâner: L: 5,5 cm; La: 6 cm Material: lemn de paltin; tăiat; cioplit; scobit; crestat | Căucul este confecționat din lemn de paltin prin tăiere, cioplire, scobire și crestare. Are o formă sferică, cu mâner lateral în formă de cap de vultur. Este decorat prin crestare cu motive geometrice: linii paralele, plasate pe mânerul obiectului. | Muzeul Etnografic al Transilvaniei, Cluj | Cimec    |
|      | Căuc                           | Datare: 2/2 sec. XIX Descoperit: jud. Maramureș, com. SUCIU DE SUS, SUCIU DE SUS Dimensiuni: Mâner: L: 10 cm; La: 2 cm Material: lemn de paltin; tăiat; cioplit; scobit; crestat | Căucul este confecționat din lemn de paltin prin tăiere, cioplire, scobire și crestare. Are o formă sferică, cu mâner lateral de forma unui cârlig. Pe o porțiune de 5 cm de la bază mânerul are forma unui hexagon. | Muzeul Etnografic al Transilvaniei, Cluj | Cimec    |
|      | Căuc                           | Datare: 1932 Dimensiuni: ]: 5,5 cm; Mâner: L: 6,5 cm; La: 3,5 cm Material: lemn de plop; tăiat; cioplit; scobit; crestat; traforat | Căucul este confecționat din lemn de plop prin tăiere, cioplire, scobire, traforare și crestare. Are o formă semisferică, cu mâner lateral. A fost confecționat în anul 1932 și a fost decorat prin crestare cu motive geometrice: linii paralele, triunghiuri, plasate pe mâner și gura căucului și cu motive florale, lalea, vrejuri, frunze plasate pe corpul căucului. | Muzeul Etnografic al Transilvaniei, Cluj | Cimec    |
|      | Căuc                           | Datare: 2/2 sec. XIX Descoperit: jud. Hunedoara, com. BERIU, CUCUIȘ Material: lemn de plop; tăiat; cioplit; scobit; crestat; traforat | Căucul este confecționat din lemn de plop prin tăiere, cioplire, scobire, traforare și crestare. Are formă tronconică, cu mâner lateral de forma a patru degete realizate prin traforare.. A fost decorat prin crestare cu motive geometrice: triunghiuri, romburi, meandru plasate pe mâner, pe fundul și partea superioară a căucului. | Muzeul Etnografic al Transilvaniei, Cluj | Cimec    |
|      | Căuc                           | Datare: 2/2 sec. XIX Descoperit: jud. Hunedoara, com. ORĂȘTIOARA DE SUS, OCOLIȘU MIC Dimensiuni: Î: 6,3 cm; Mâner: L: 9 cm Material: lemn de plop; tăiat; cioplit; scobit; crestat | Căucul este confecționat din lemn de plop prin tăiere, cioplire și scobire. Are o formă semisferică cu mâner lateral. Motivele decorative geometrice: triunghiuri, romburi realizate prin crestare sunt plasate pe mâner. Corpul căucului este decorat cu trei cruci crestate în relief al căror braț lung se unesc la baza obiectului formând un cerc scos în relief cu patru raze. | Muzeul Etnografic al Transilvaniei, Cluj | Cimec    |
|      | Căuc                           | Datare: 2/2 sec. XIX Descoperit: jud. Sălaj, com. POIANA BLENCHII, POIANA BLENCHII Dimensiuni: Î: 3,2 cm; Mâner: L: 5 cm; La: 4 cm Material: lemn de frasin; tăiat; cioplit; scobit; crestat | Căucul este confecționat din lemn de frasin prin tăiere, cioplire, scobire și crestare. Are o formă semisferică cu mâner lateral în formă de cap de cocoș. Este decorat prin crestare cu motive geometrice: romburi și linii paralele, plasate pe mâner. | Muzeul Etnografic al Transilvaniei, Cluj | Cimec    |
|      | Căuc                           | Datare: 2/2 sec. XIX Descoperit: jud. Bistrița-Năsăud, com. ROMULI, ROMULI Dimensiuni: Î: 6 cm; Mâner: L: 10,5 cm; La: 4 cm Material: lemn de păr; tăiat; cioplit; scobit; crestat | Căucul este confecționat din lemn de păr prin tăiere, cioplire, scobire și crestare. Are o formă semicilindrică cu mâner lateral în formă de cârlig. | Muzeul Etnografic al Transilvaniei, Cluj | Cimec    |
|      | Căuc                           | Datare: 2/2 sec. XIX Descoperit: jud. Maramureș, com. BOTIZA, BOTIZA Dimensiuni: Î: 5 cm; Mâner: L: 6,5 cm; La: 2,5 cm Material: lemn de plop; tăiat; cioplit; scobit; crestat | Căucul este confecționat din lemn de plop prin tăiere, cioplire și scobire. Are o formă semisferică cu mâner lateral. Este decorat prin crestare cu motive geometrice: linii paralele, plasate pe partea inferioară a obiectului și triunghiuri plasate pe mâner. | Muzeul Etnografic al Transilvaniei, Cluj | Cimec    |
|      | Căuc                           | Datare: 2/2 sec. XIX Descoperit: jud. Cluj, com. GÂRBĂU, VIȘTEA Dimensiuni: Î: 6,5 cm; Mâner: L: 3 cm; La: 5,5 cm Material: lemn de frasin; tăiat; cioplit; strunjit | Căucul este confecționat din lemn de frasin prin tăiere, cioplire și strunjire. Are o formă semisferică cu mâner lateral. Este decorat prin strunjire cu motive geometrice: linii paralele, plasate pe partea inferioară a obiectului și pe mâner. | Muzeul Etnografic al Transilvaniei, Cluj | Cimec    |
|      | Căuc                           | Datare: 2/2 sec. XIX Descoperit: jud. Harghita, com. BILBOR, BILBOR Dimensiuni: Î: 4,5 cm; Mâner: L: 5 cm; La: 5 cm Material: lemn de salcie; tăiat; cioplit; scobit; crestat | Căucul este confecționat din lemn de salcie prin tăiere, cioplire și scobire. Are o formă semisferică cu mâner lateral. Este decorat prin crestare cu motive geometrice: linii paralele plasate pe mâner. | Muzeul Etnografic al Transilvaniei, Cluj | Cimec    |
|      | Căuc                           | Datare: 1899 Descoperit: jud. Harghita, com. BILBOR, BILBOR Dimensiuni: Mâner: L: 10 cm; La: 4 cm Material: lemn de paltin; tăiat; cioplit; scobit; crestat | Căucul este confecționat din lemn de paltin prin tăiere, cioplire, scobire și crestare. Are o formă semisferică cu mâner lateral de forma unui cârlig, terminat cu un inel. Pe mâner apare datarea „1899” și motive geometrice: linii paralele realizate prin crestare. | Muzeul Etnografic al Transilvaniei, Cluj | Cimec    |
|      | Căuc                           | Datare: 2/2 sec. XIX Descoperit: jud. Harghita, com. BILBOR, BILBOR Dimensiuni: Mâner: L: 9,5 cm; La: 3,5 cm Material: lemn de paltin; tăiat; cioplit; scobit; crestat | Căucul este confecționat din lemn de paltin prin tăiere, cioplire, scobire și crestare. Are o formă semisferică cu mâner lateral de forma unui cap de pasăre. Nu este decorat. | Muzeul Etnografic al Transilvaniei, Cluj | Cimec    |